# Lincoln Continental
La Lincoln Continental est une automobile de la division Lincoln de Ford. Il y en a eu 10 générations différentes, du tout-début des années 1940 aux années 2020. Ses trois premières générations ont représenté l'optimum du luxe chez Ford, jusqu'au début des années 1980, où elle a été remplacée dans ce rôle par la Lincoln Town Car. La Continental est alors devenue une simple berline, adoptant même la plate-forme de la Ford Taurus en 1988. Sa production a cessé en 2002, date à laquelle elle a été remplacée par la Lincoln LS (puis par la Lincoln MKS).
En mars 2015, une toute nouvelle Continental est révélée à New York en remplacement de la MKS ; elle est mise sur le marché en 2016, sous le millésime 2017.

## Prototype
La première Lincoln Continental a été conçue comme véhicule personnel pour Edsel Ford, mais on pense qu'il avait prévu dès le départ de mettre le modèle en production s'il était réussi.

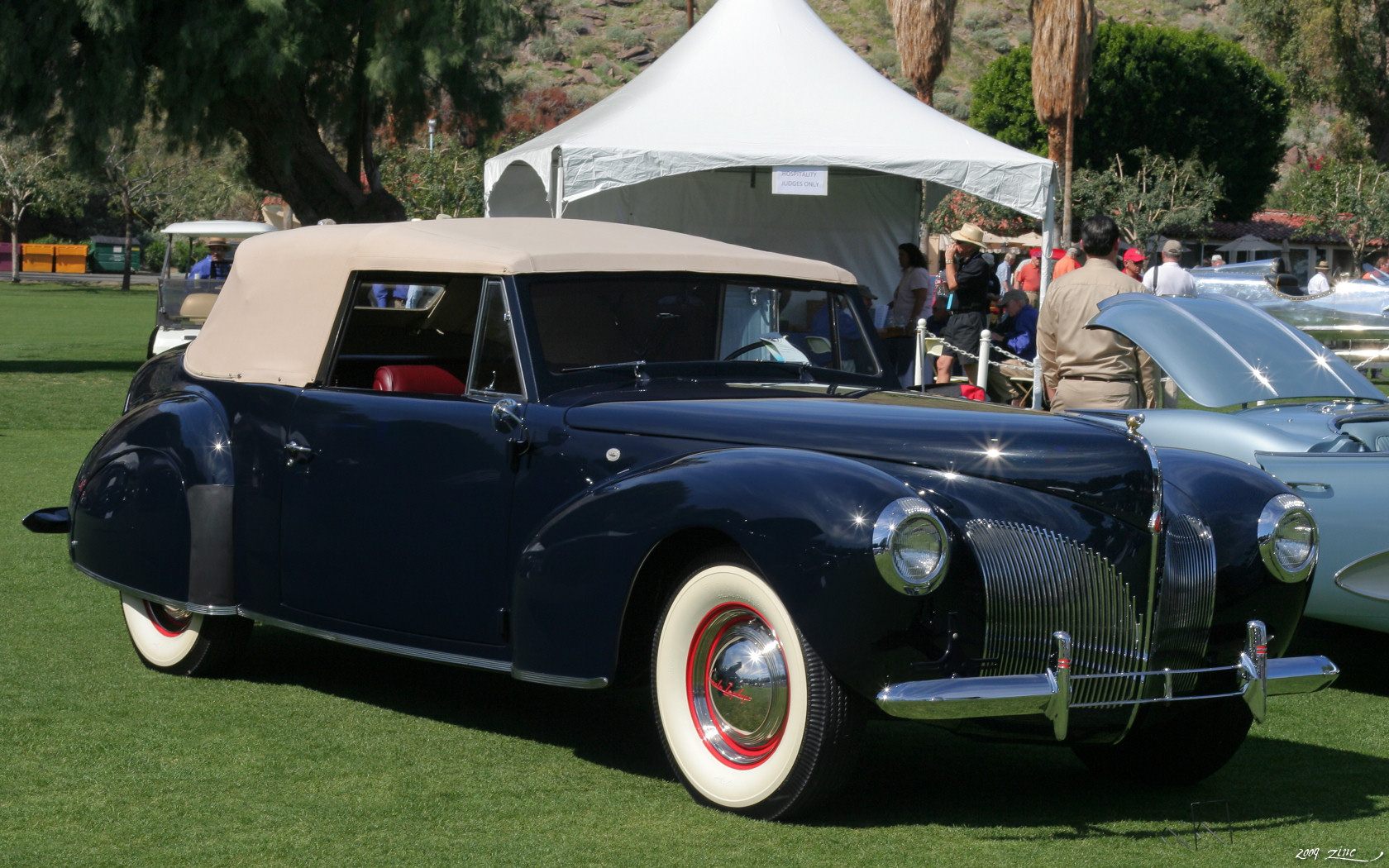
Lincoln Continental cabriolet de 1940.

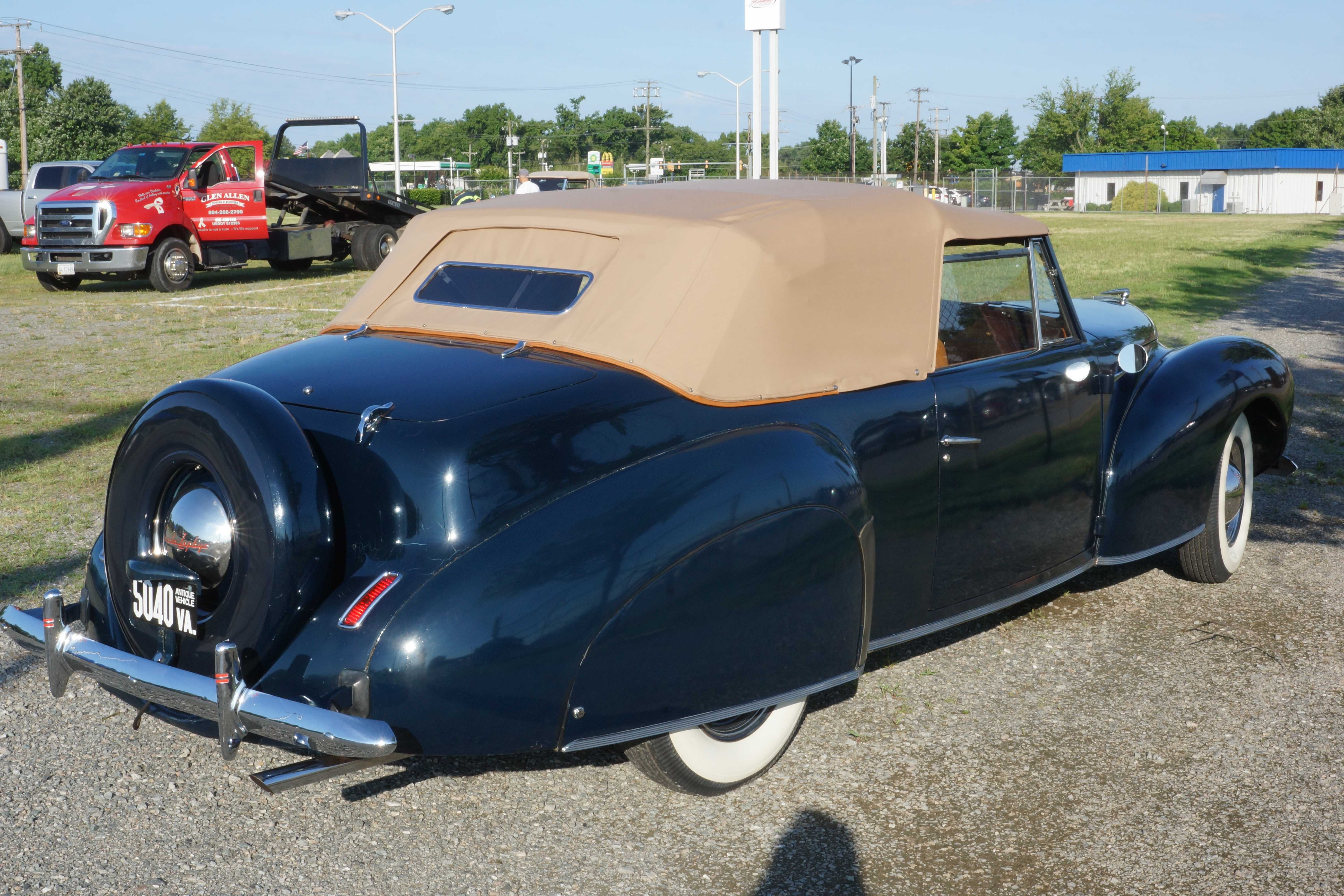
Lincoln Continental cabriolet de 1940 vue sur la roue de secours intégrée à la carrosserie.

En 1938, il a demandé au styliste en chef Eugene T. "Bob" Gregorie (en) un modèle sur-mesure pour ses vacances de mars 1939. Le résultat aurait été esquissé en une heure par Gregorie à partir des plans de la Lincoln-Zephyr, avec quelques changements : c'est un élégant cabriolet avec un long capot couvrant le moteur V12 Lincoln, de longues ailes et un petit coffre avec ce qui est devenu la « marque de fabrique » de la série Continental, la roue de secours fixée derrière et couverte par la carrosserie (« Continental tire (en) »). Il était équipé de ressorts à lames transversales à l'arrière et à l'avant et de freins à tambour hydrauliques.
Le résultat pouvait être considéré comme une Zephyr aplatie et tronquée, sans plus aucune trace de marchepieds. Elle était plus basse, avec un capot plus proche du niveau des ailes et la garniture était minimale. Par rapport aux autres voitures américaines de l'époque, elle semblait longue et basse, avec des lignes épurées, propres. Cette première Continental est souvent considérée comme un des plus beaux designs automobiles de l'entre-deux-guerres.
Le prototype sur mesure a été produit à temps pour qu'Edsel Ford se le fasse livrer en Floride pour ses vacances de printemps. Ses amis ayant manifesté beaucoup d'intérêt pour la voiture, Edsel aurait envoyé un télégramme indiquant qu'il pourrait en vendre un millier. Les ouvriers de Lincoln commencèrent immédiatement la production du cabriolet Continental, et même de quelques rares modèles avec toit rigide. Toutes étaient construites entièrement à la main ; les deux douzaines construites en 1939 et les 400 exemplaires de 1940 avaient même des panneaux de carrosserie martelés à la main, car les plans pour les presses ne furent pas prêts avant 1941. De par leur faible nombre, les voitures produites en 1939 sont communément appelées les « Continental de 1940 ».

## Première génération (1939 - 1948)
Les modèles de 1939 à 1941 reposent sur le même dessin, avec seulement de légères modifications d'une année sur l'autre.
Pour l'année modèle 1942, écourtée par le début de l'intervention américaine directe dans la Seconde Guerre mondiale, tous les modèles Lincoln ont eu des ailes carrées et une grille de calandre retravaillée. Le résultat a été plus carré, l'aspect un peu plus lourd en accord avec les tendances du design alors en vigueur.
Après l'attaque de Pearl Harbor, la production automobile à usage civil a été suspendue aux États-Unis. Elle a repris en 1945-1946. La division Lincoln de Ford a continué à produire la Continental pour les années modèles 1946 à 1948. Comme toutes les Lincoln d'après-guerre, elle a reçu un restylage, avec une nouvelle calandre. Un habillage intérieur en noyer a été ajouté en 1947.
Après la mort d'Edsel Ford en 1943, Ford Motor a été réorganisée et le designer Bob Gregorie (en) est parti en 1946. 1948 a été la dernière année de la Continental, Lincoln cherchant à la remplacer dans sa gamme 1949 par une version améliorée de la Ford Mercury.
La Continental première génération est l'une des dernières voitures reconnue comme un Full Classic par le Classic Car Club of America (en). À ce jour, la Lincoln de 1948 est le dernier modèle à moteur V-12 à avoir été produit et vendu par un grand constructeur automobile américain.

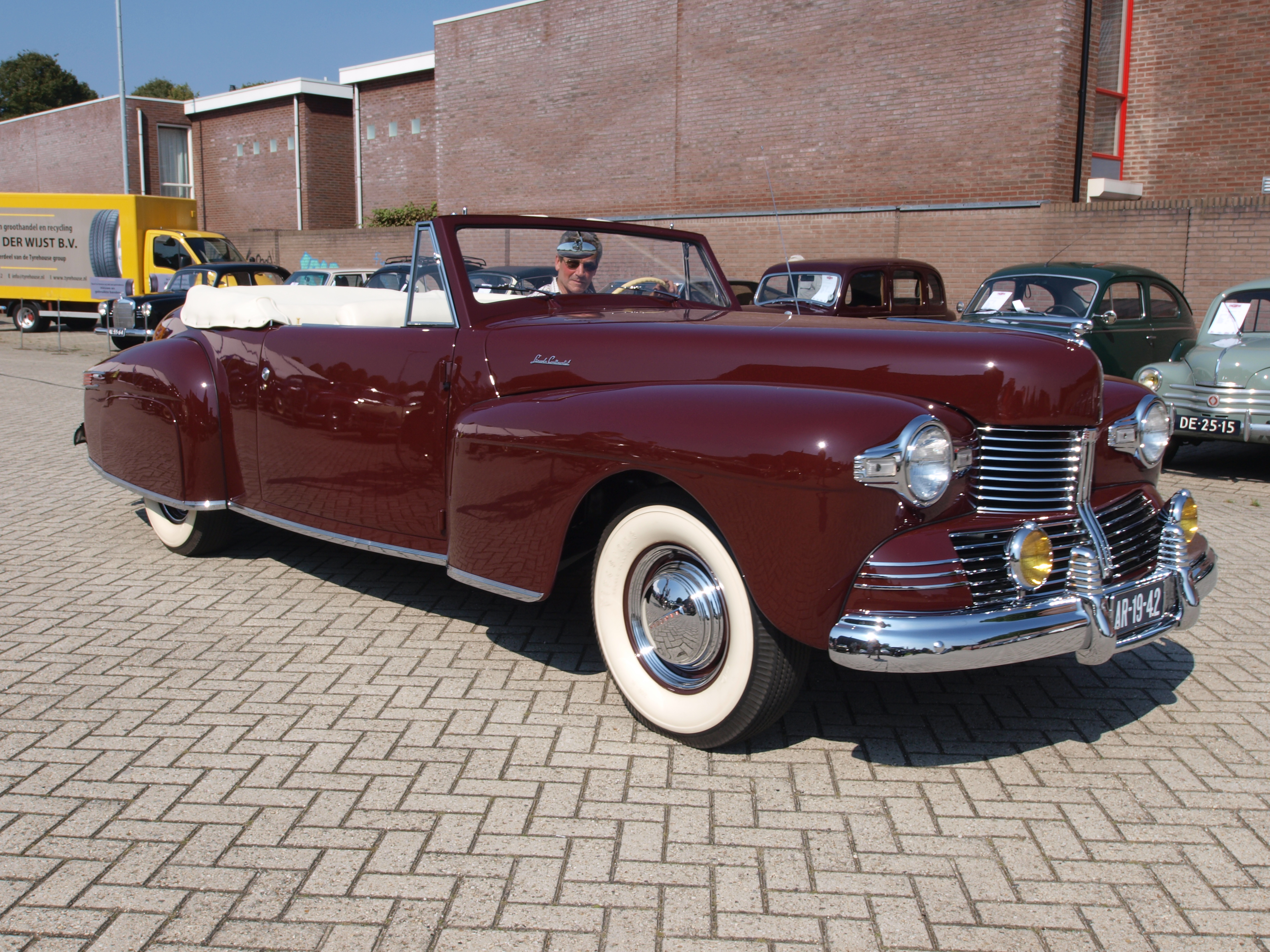
Cabriolet Continental de 1942.
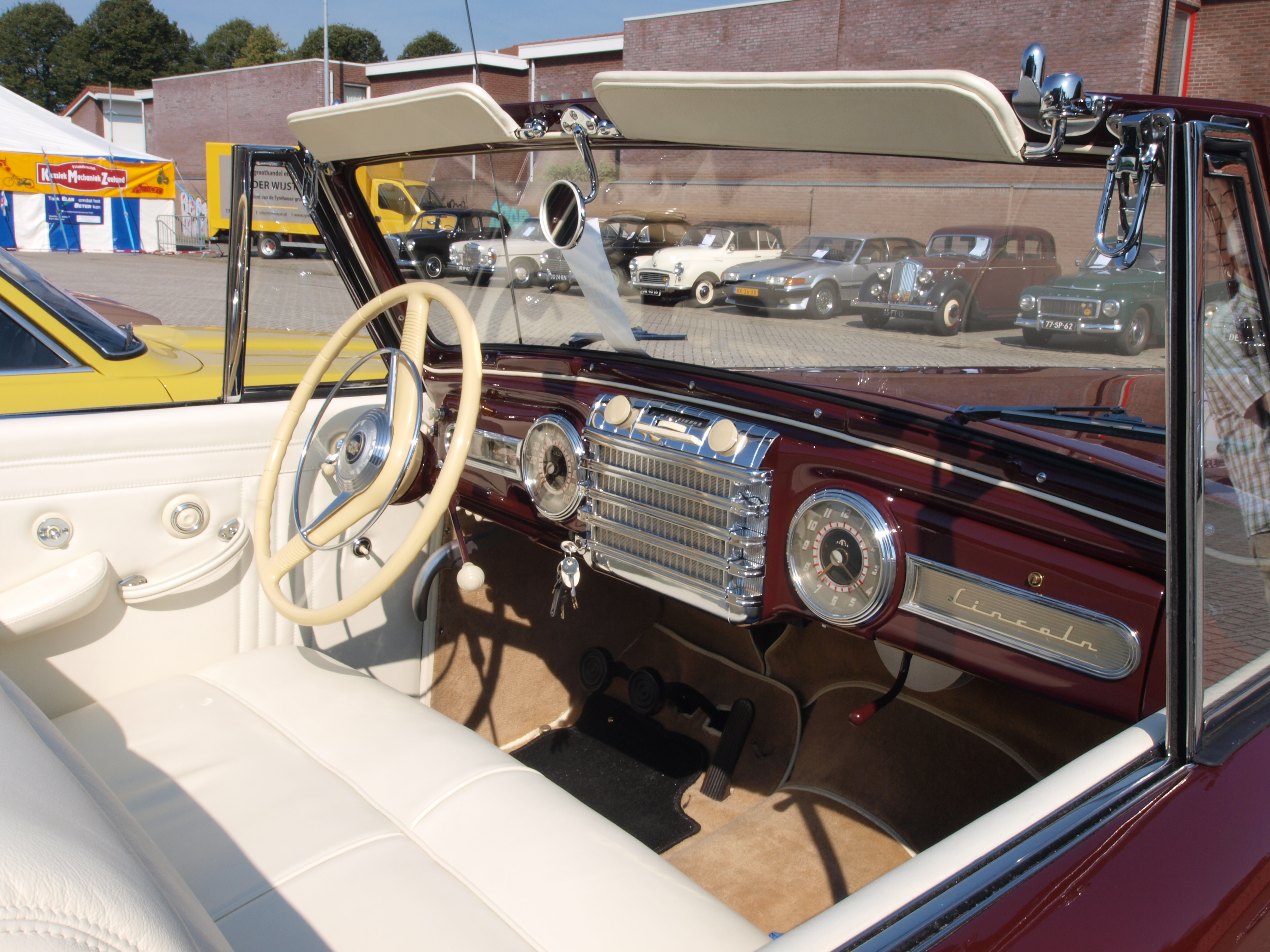
Intérieur du cabriolet de 1942.
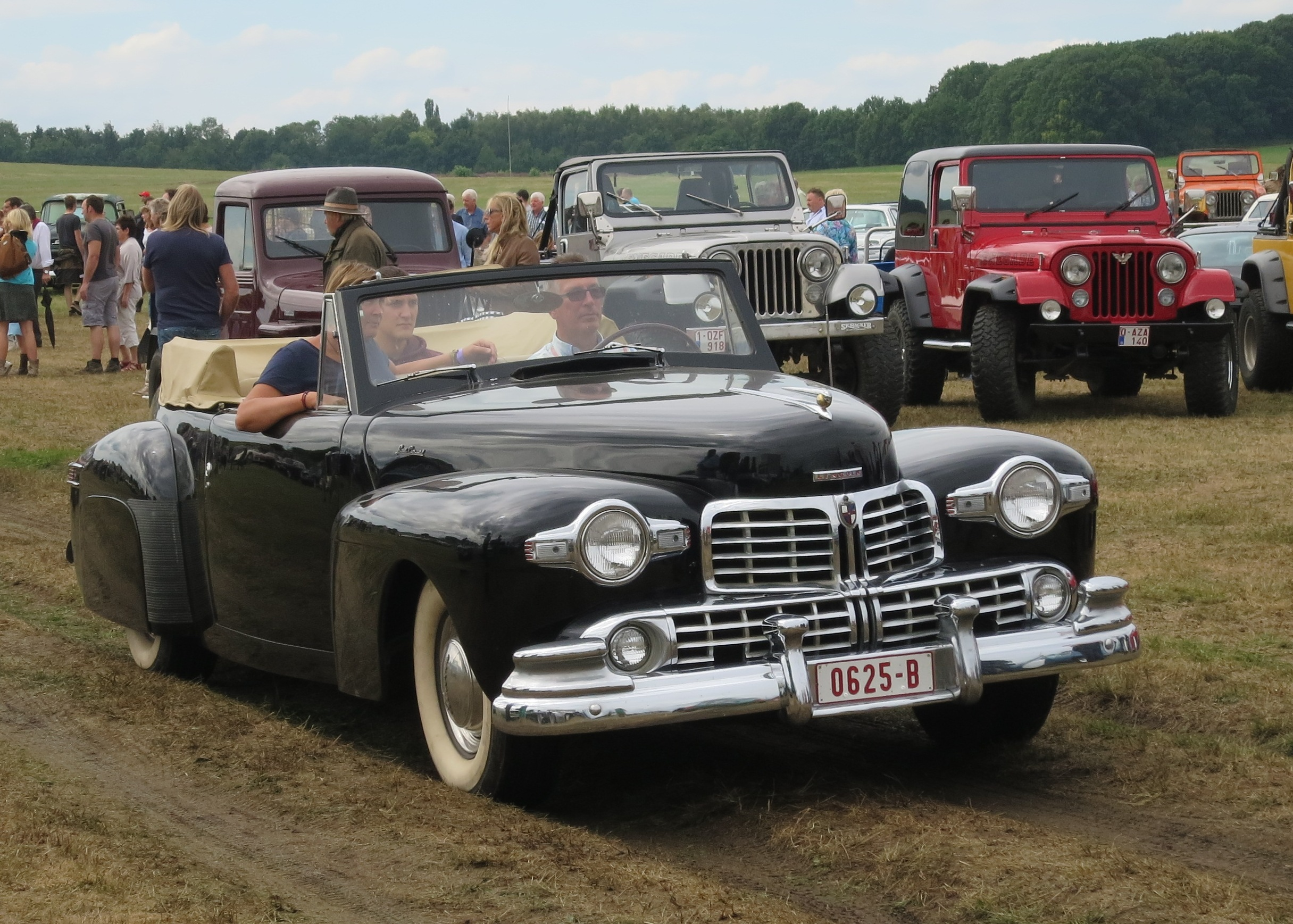
Continental cabriolet de 1948.
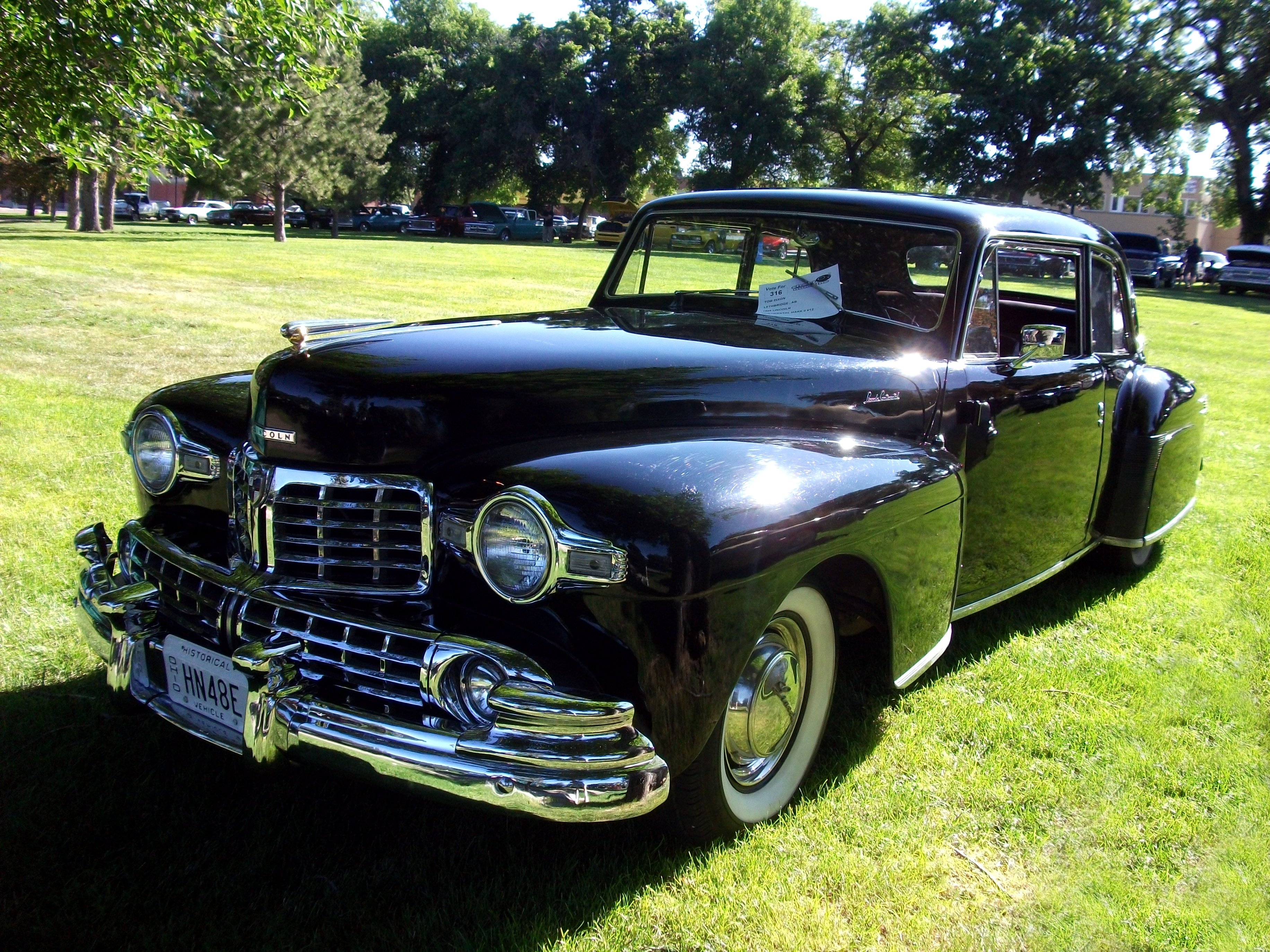
Continental coupé de 1948.

## Deuxième génération (1956 - 1957)

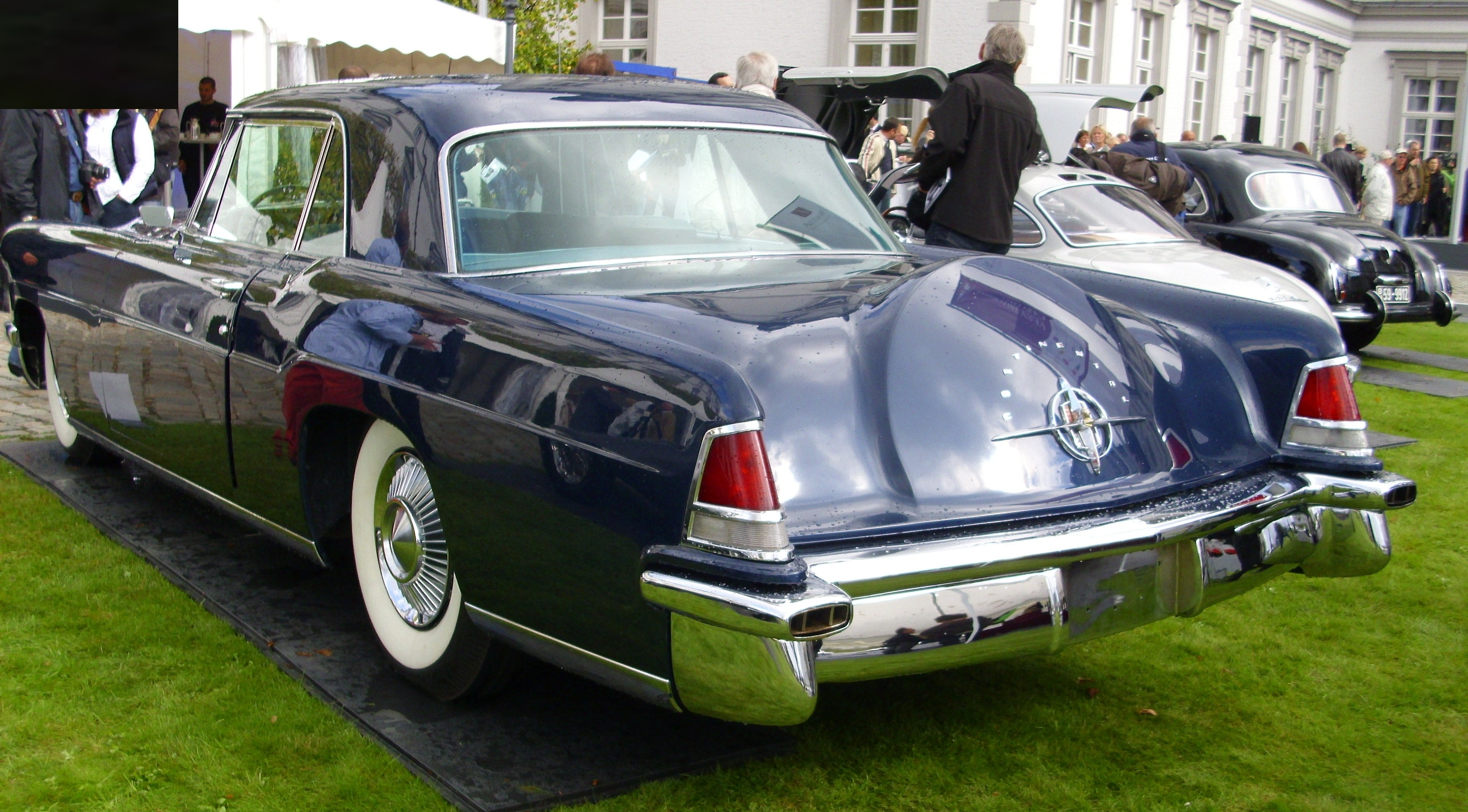
Continental 1956 vue de l'arrière.

Le nom Continental a été relancé à la fin de 1955 comme une marque distincte, produit par une division distincte de Ford Motor Company, son modèle unique étant la Continental Mark II. Ford a déclaré très clairement que cette Continental n'était pas une Lincoln. Cette version est une conception unique avec la commande la plus haute qualité jamais vu dans l'industrie automobile. Le luxe a abondé dans la nouvelle Continental, et avec une disponibilité très limitée, celle-ci est apparue encore plus rare que l'original.
Les Continental Mark II de 1956 ont fait partie des voitures les plus chères au monde - avec un coût de 10 000 dollars, à un moment où une Ford régulière pouvait être achetée pour moins de 2 000 $ ; elles rivalisaient avec les Rolls-Royce. Ford croyait que son prix augmenterait le statut de la voiture auprès de ses acheteurs potentiels. Malgré ce prix astronomique, Ford a perdu de l'argent sur chaque voiture vendue. Son rival Cadillac a subi des pertes similaires sur la Cadillac Eldorado Brougham quatre portes. Ce type de véhicule avait pour fonction de magnifier l'image des constructeurs et servait de banc d'essai pour de nouvelles idées et concepts. La Continental Mark II n'a été vendue que pour deux années modèles. Entre les rumeurs de concessionnaires refusant de la vendre à des clients qu'ils considéraient comme indignes d'en posséder une et son prix qui n'était abordable que pour les plus riches, la Continental est devenue presque mythique. Frank Sinatra, Elvis Presley, le Shah d'Iran, Nelson Rockefeller et Henry Kissinger ont fait partie du cercle de ses propriétaires. Warner Brothers Studios a personnalisé une Continental de 1956 pour Elizabeth Taylor, avec une peinture de la même couleur que ses yeux.
La production totale a été de 2 996 exemplaires, dont deux cabriolets prototypes.

## Troisième génération (1958 - 1960)
Pour une meilleure rentabilisation de son produit phare, la ligne de modèles Continental a subi des changements importants pour l'année modèle 1958. Pour élargir son potentiel de vente, Ford a exigé que la Continental atteigne un prix maximum de 6 000 $ (une réduction de 40 % par rapport au Mark II), permettant à la division de mieux concurrencer la Cadillac Eldorado et la Chrysler LeBaron. Pour permettre une production à plus grande échelle, la ligne de modèles Continental a été plus étroitement intégrée à Lincoln, différant principalement par la ligne de toit, les garnitures et la calandre. Pour 1959, Ford a complètement supprimé la division Continental, sa gamme de modèles restant dans les années 1960 dans le cadre du cycle de ce modèle.
Première toute nouvelle conception monocoque depuis la Seconde Guerre mondiale, cette génération de Continental est l'une des plus grandes berlines jamais construites par Ford Motor Company (ou tout autre constructeur automobile américain).

### Développement
Pour faciliter la poursuite de la ligne de modèles Continental, la division a été contrainte d'abandonner la construction artisanale. Partageant un châssis commun et une grande partie de l'extérieur de la Lincoln Premiere, la production Continental s'est déplacée vers la nouvelle usine d'assemblage de Wixom.
Pour se distinguer d'une Lincoln, avec une calandre spécifique à la division, toutes les versions de Continental (y compris les cabriolets) ont été conçues avec une ligne de toit inclinée inversée et équipée d'un parebrise arrière rétractable. Introduite pour la première fois sur la Mercury Turnpike Cruiser de 1957, cette fonction permettait d'augmenter la ventilation intérieure (avec la climatisation). Contrairement au Turnpike Cruiser, l'inclinaison inversée de la ligne de toit comprenait la lunette arrière, un élément qui réapparaîtrait sur les berlines Mercury au cours de la décennie suivante.
Le Continental Mark III a été conçu par John Najjar, styliste en chef de Lincoln, assisté par Elwood Engel en tirant largement son influence du modèle conceptuel Ford La Tosca de 1955 conçu par Alex Tremulis. Engel stylisera le Mark IV de 1959, avec Don Delarossa (qui a remplacé Najjar en tant que styliste en chef Lincoln en 1957) développant le Mark V.

### Châssis
Les Continental Mark III-V  sont construites sur les mêmes composants mécaniques que ceux utilisés par les Lincoln Capri et Premiere. Pour 1958, Lincoln s'est séparé de Mercury dans la conception du corps dans le cadre des efforts continus pour surpasser Cadillac, avec Lincoln adoptant la construction monocoque pour la première fois; la Continental partage une carrosserie commune avec la Premiere, à l'exception de la ligne de toit inclinée inversée.
Partagé avec Lincoln, Mercury et le Ford Thunderbird, la Continental Mark III-V était équipée d'un moteur Ford MEL V8 de 7,0 L; une boîte automatique à 3 vitesses Cruise-O-Matic était la seule transmission. En 1958, le moteur produisait 375 ch, il a été ramené à 350 ch en 1959, puis à 315 ch en 1960.
Utilisant un empattement de 3 327 mm, les Continentals de 1958 sont les berlines à empattement le plus long jamais construites par Ford Motor Company. Plus longues qu'un Ford Excursion, les Continentals 1958–1960 sont les berlines les plus longues jamais produites par Ford (sans les nouveaux pare-chocs réglementaires). Le cabriolet Continental Mark III de 1958 est le cabriolet le plus long jamais produit en série aux États-Unis, à la seule exception des cabriolets (extrêmement rares) 1934–1937 Cadillac V-16.

### Modèles
Conformément à la tradition de dénomination Continental précédente, Continental a présenté sa gamme de modèles 1958 sous le nom de Mark III. En rupture avec la pratique antérieure, les deux années modèles suivantes ont été commercialisées en tant que «Mark» augmentées progressivement (Mark IV et V).

#### Mark III (1958)
Pour 1958, Continental a lancé la Mark III en quatre carrosseries, dont un toit rigide et cabriolet à 2 portes, une berline à montants 4 portes et une berline à toit rigide à quatre portes (appelée Landau). Bien que beaucoup moins cher que le Mark II, le Mark III reste bien équipé, conservant la climatisation en option (relocalisée du plafond au tableau de bord).
Le Mark III est devenu le premier véhicule de la Ford Motor Company à proposer une radio FM (option rarement commandée). Une option unique était l'"Auto Lube", permettant à la voiture de se lubrifier automatiquement (tant que le réservoir d'huile était rempli).

#### Mark IV (1959)
Pour 1959, le Continental Mark IV a connu un léger restylage, avec l'élimination des pare-chocs Dagmar, les pare-chocs avant et la sculpture latérale devenant beaucoup moins profondément dessinés. Coïncidant avec la fin de la division Continentale, les badges d'aile "Continental III" sont remplacés par des badges séparés "Continental" et "Mark IV". La calandre est légèrement redessinée, les blocs de phares étant désormais intégrés dans la calandre en caisse à œufs.

#### Mark V (1960)
Pour 1960, le Continental Mark V a connu une autre mise à jour de style, avec des pare-chocs avant plus plats (avec Dagmars). L'emblème Continental a été redessiné, avec l'emblème «Mark V» déplacé sur les ailes arrière. Sur les ailes avant, quatre lances chromées horizontales ont été ajoutées. Utilisant une disposition similaire à celle du Mark IV, le Mark V a reçu une calandre restylée. Le Continental 1960 dispose d'un magnifique tableau de bord restylé. La calandre et le pare-chocs arrière ont également été entièrement redessinés, ce qui le distingue des deux années précédentes. La suspension arrière a été changée, de ressort hélicoïdal en ressorts à lames, la boîte à fusibles a été placée sous le capot pour faciliter l'accès et le régulateur de vitesse a été offert pour la première fois.

#### Town Car / Limousine
Outre les Mark III, IV et V, il existe deux modèles supplémentaires de la Continental de troisième génération. En 1959, Lincoln a ajouté les carrosseries Limousine et Town Car ; ce dernier a marqué la première utilisation du nom de Town Car par Lincoln. Disponible uniquement en noir, les deux versions ont été construites avec une forme de ligne de toit arrière spécifique au modèle avec un toit en vinyle rembourré et une lunette arrière plus petite pour plus d'intimité. La limousine comportait une cloison rétractable entre les sièges avant et arrière avec une radio à l'arrière du siège avant. L'empattement est resté le même 3 327 mm sur la limousine que les autres modèles Continental et les sièges arrière avaient également les mêmes dimensions. Au prix de 10 230 $ pour la limousine et 9 207 $ pour la Town Car, ces voitures étaient équipées de tous les accessoires optionnels proposés cette année-là. La capacité de climatisation a été augmentée avec l'ajout d'un évaporateur monté sur le coffre pour augmenter le refroidissement des sièges arrière.
La Town Car et la Limousine 1959–1960 sont parmi les véhicules Lincoln les plus rares jamais vendus; seulement 214 exemplaires de la Town Car ont été produits et seulement 83 exemplaires de la limousine ont été produits.

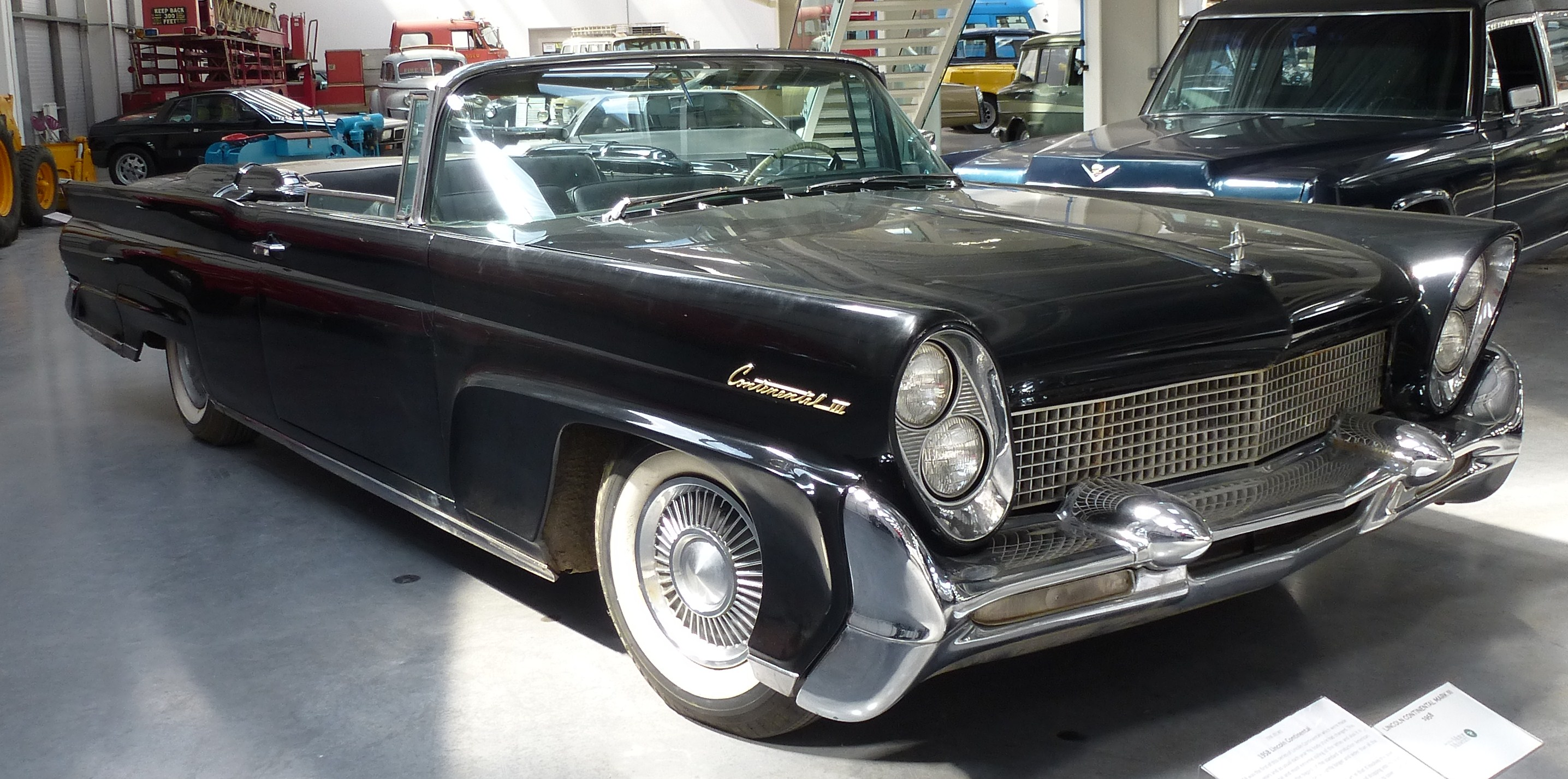
1958 Continental Mark III convertible
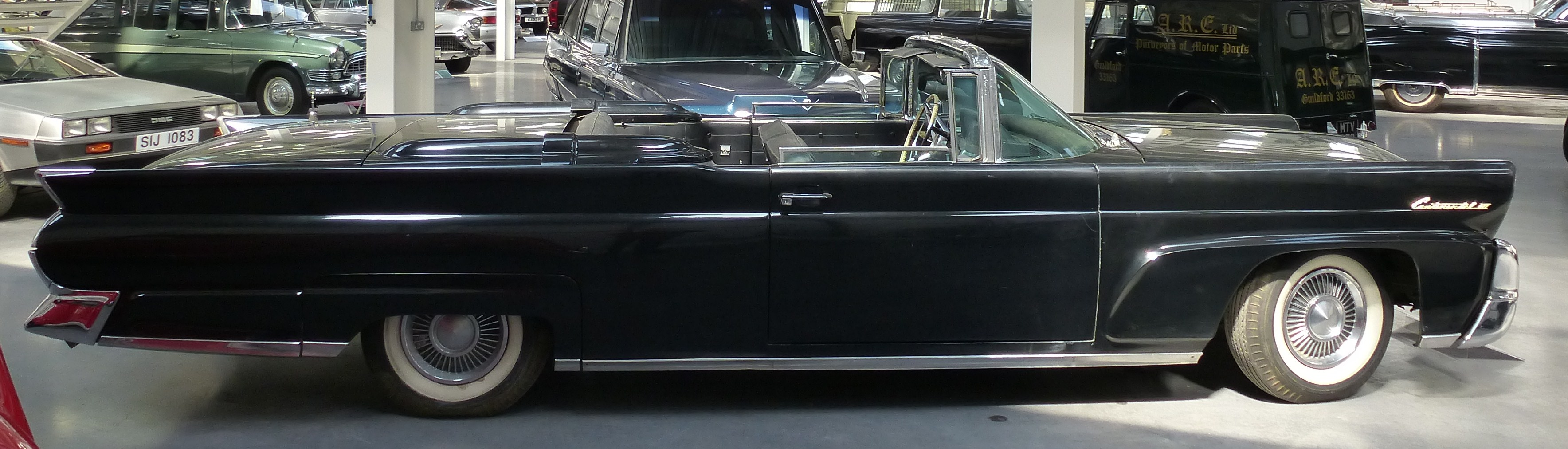
1958 Continental Mark III, vue de côté
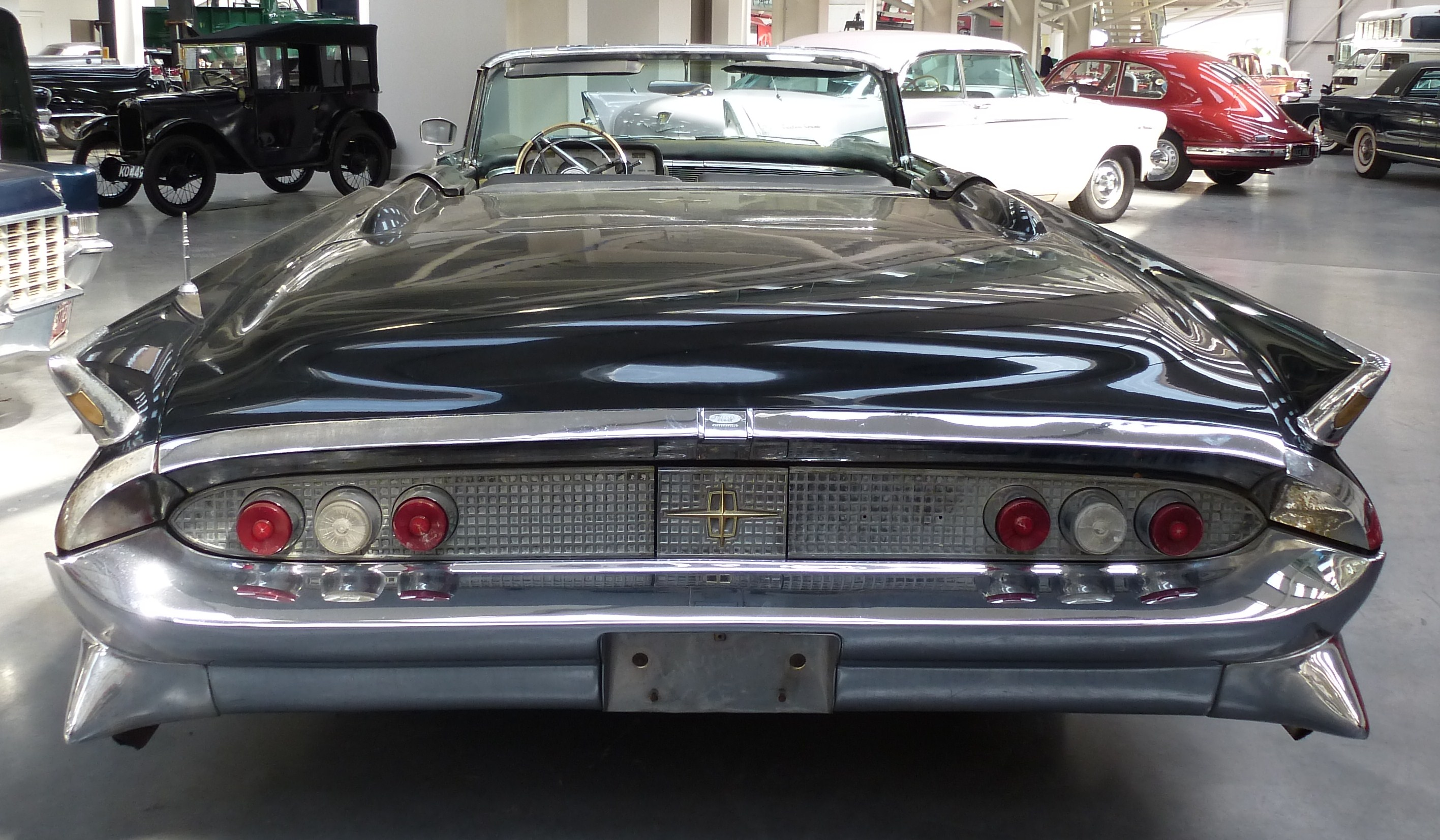
1958 Continental Mark III, vue arrière
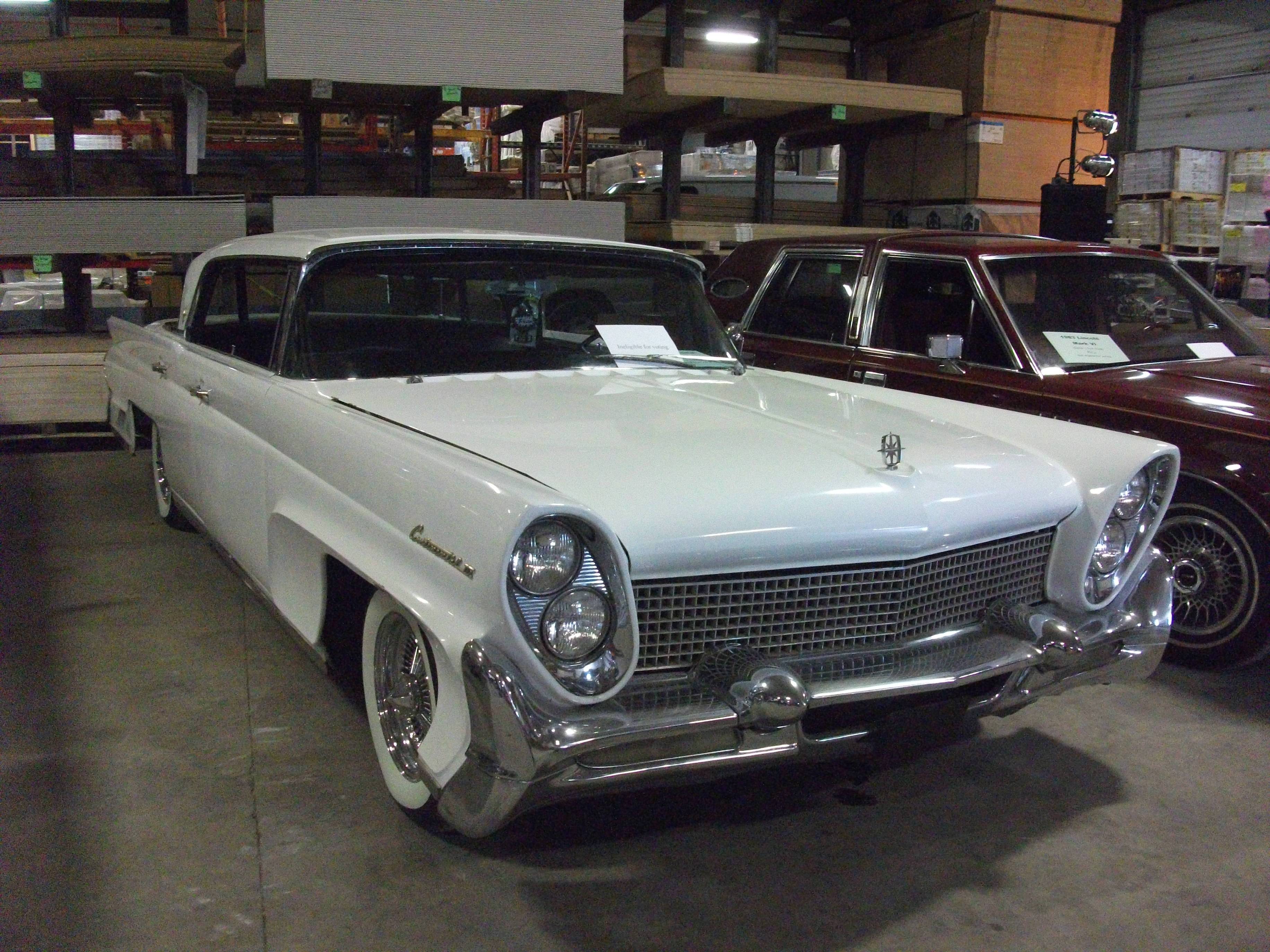
1958 Continental Mark III
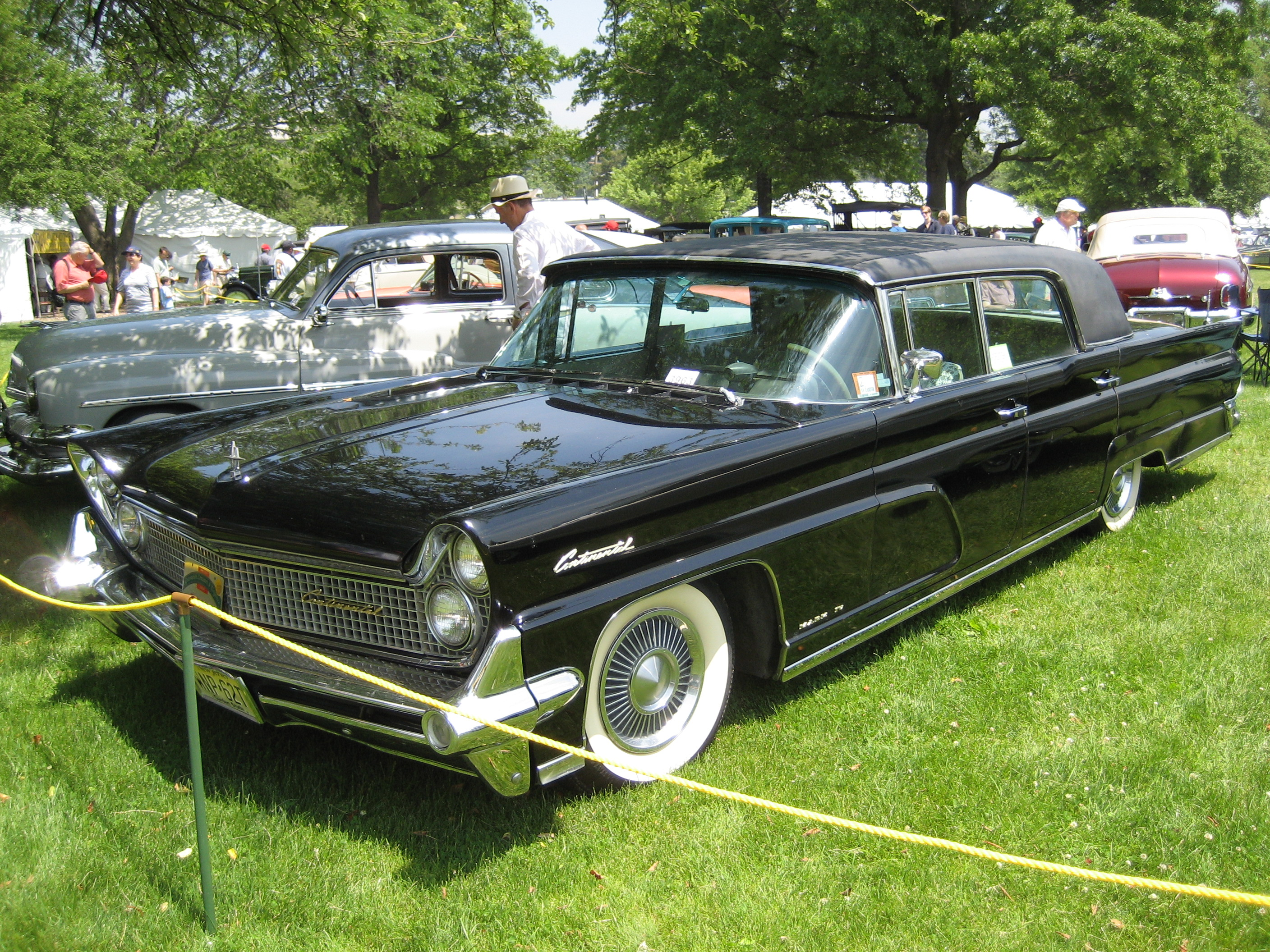
1959 Continental Mark IV Town Car
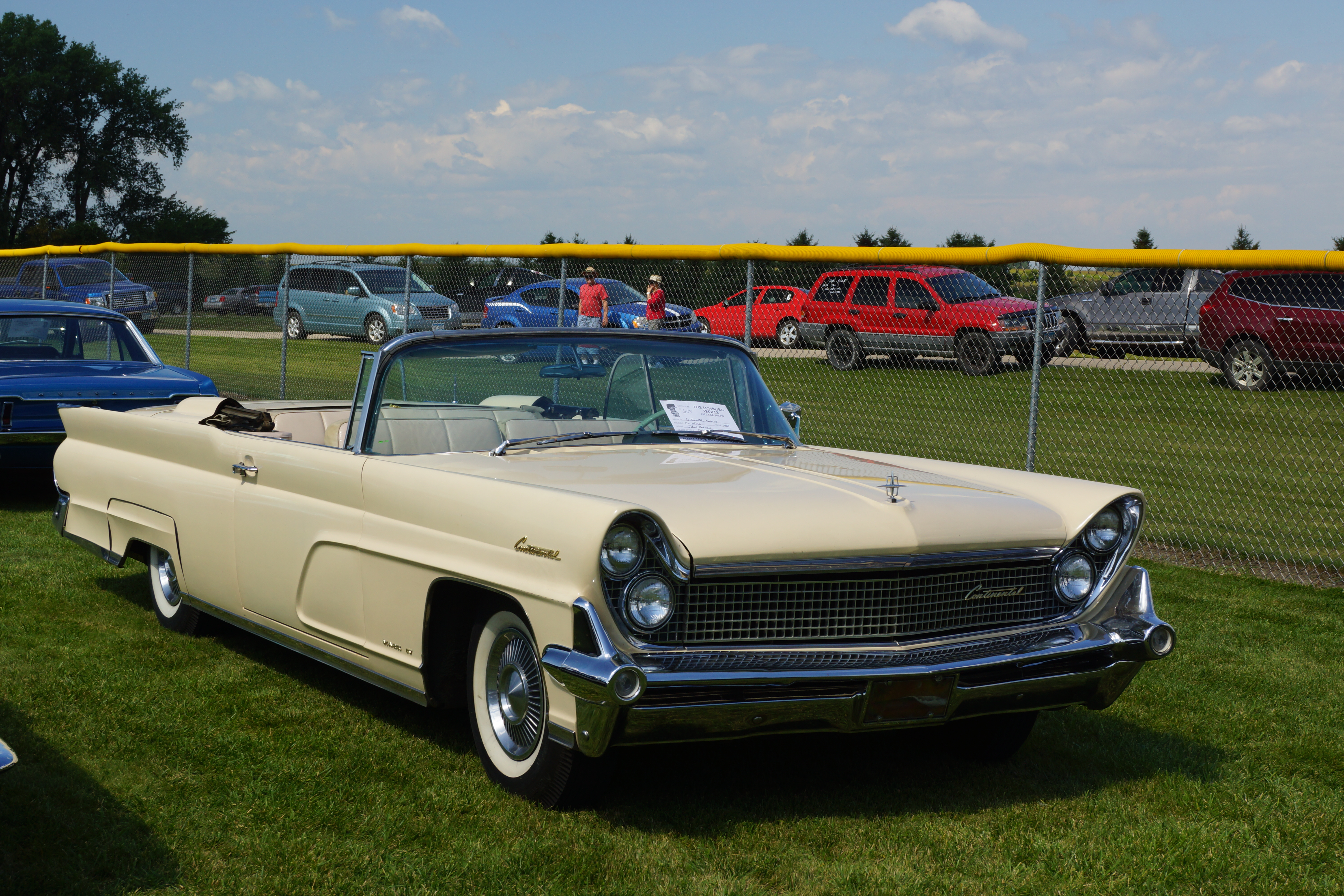
1959 Continental Mark IV convertible
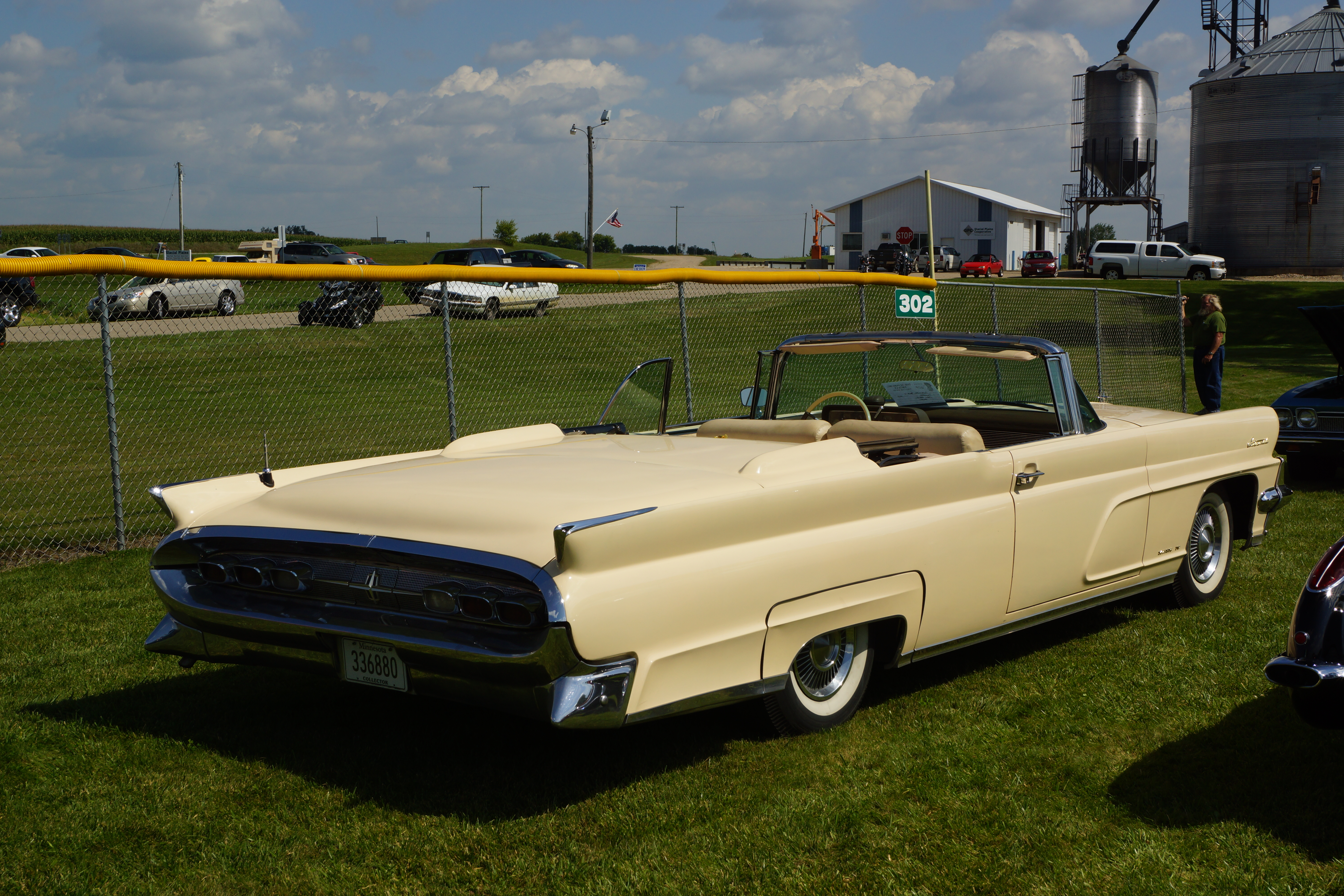
1959 Continental Mark IV convertible, vue arrière
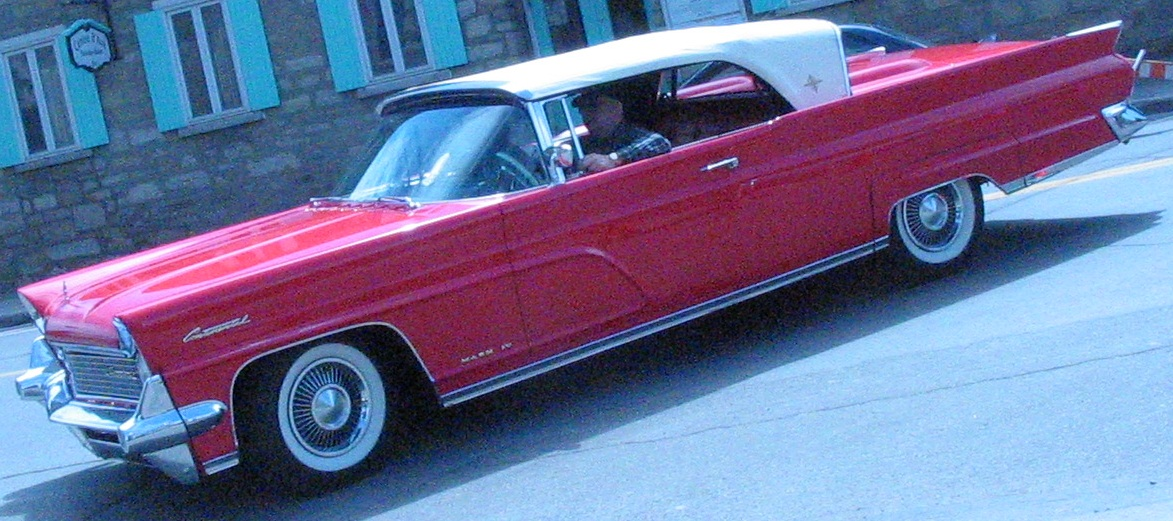
1959 Continental Mark IV convertible, toit monté
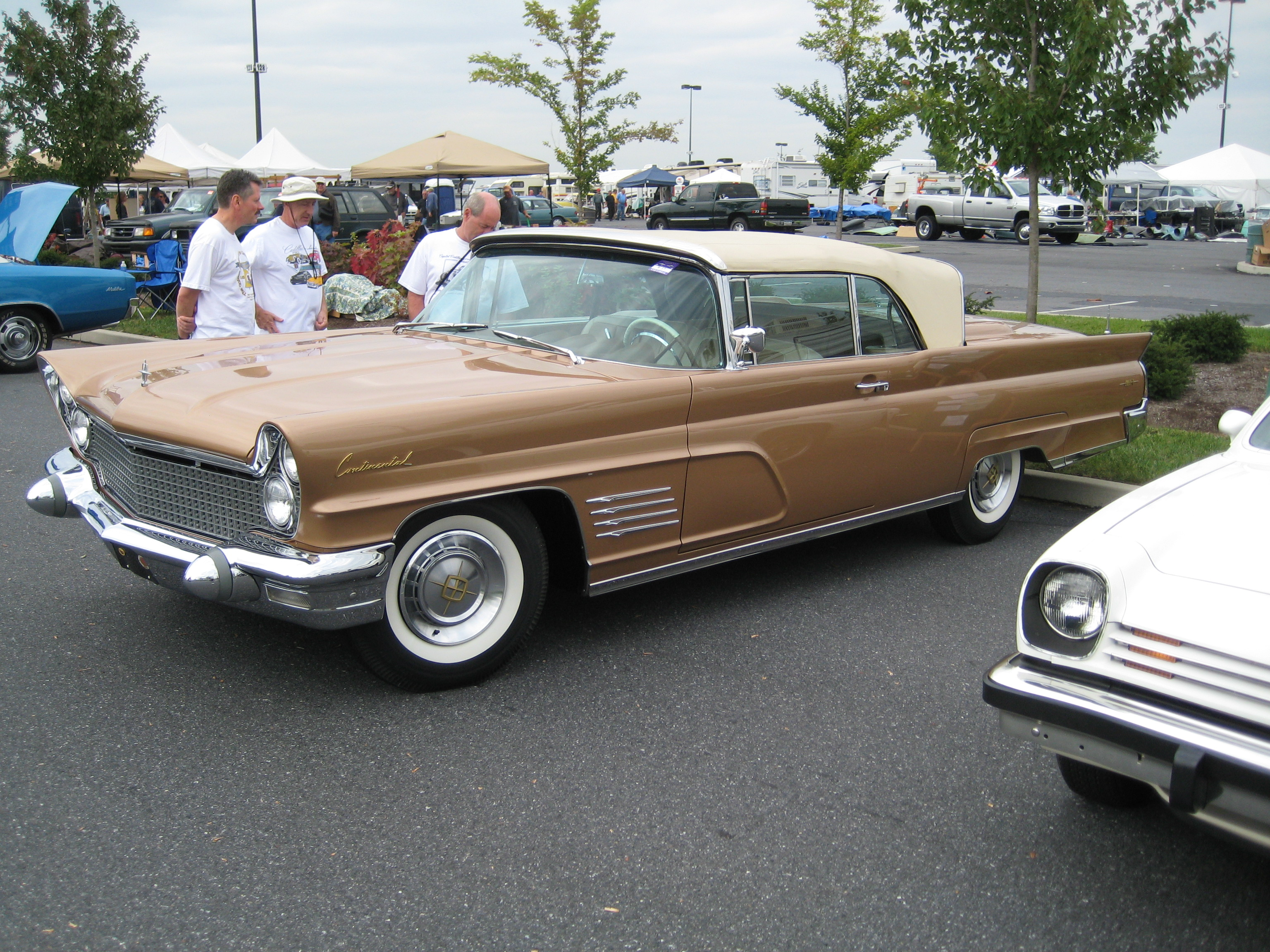
1960 Continental Mark V convertible, toit monté
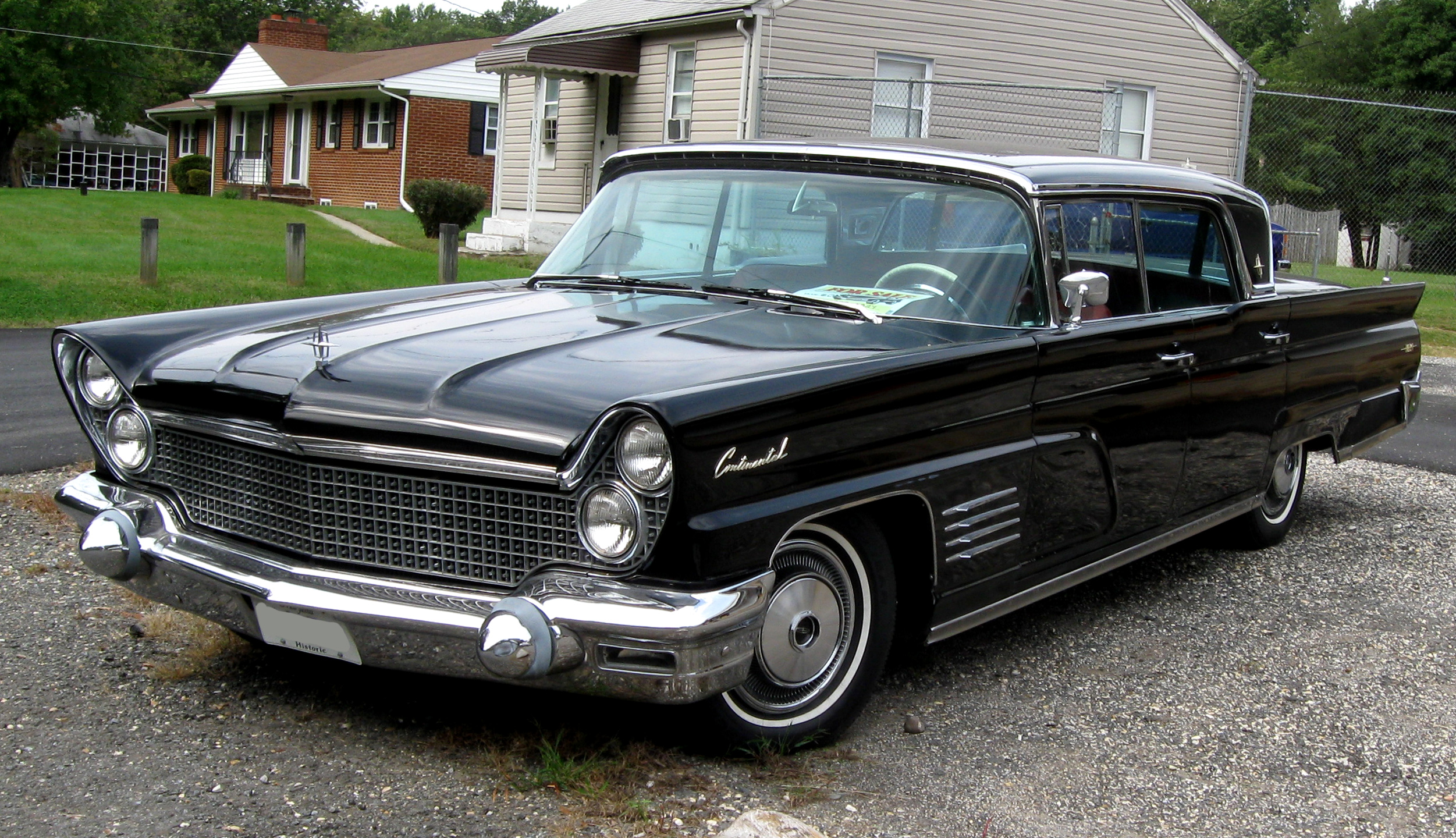
1960 Continental Mark V Landau

- (en) Cet article est partiellement ou en totalité issu de l’article de Wikipédia en anglais intitulé « Lincoln Continental » (voir la liste des auteurs).

## Quatrième génération (1961 - 1969)

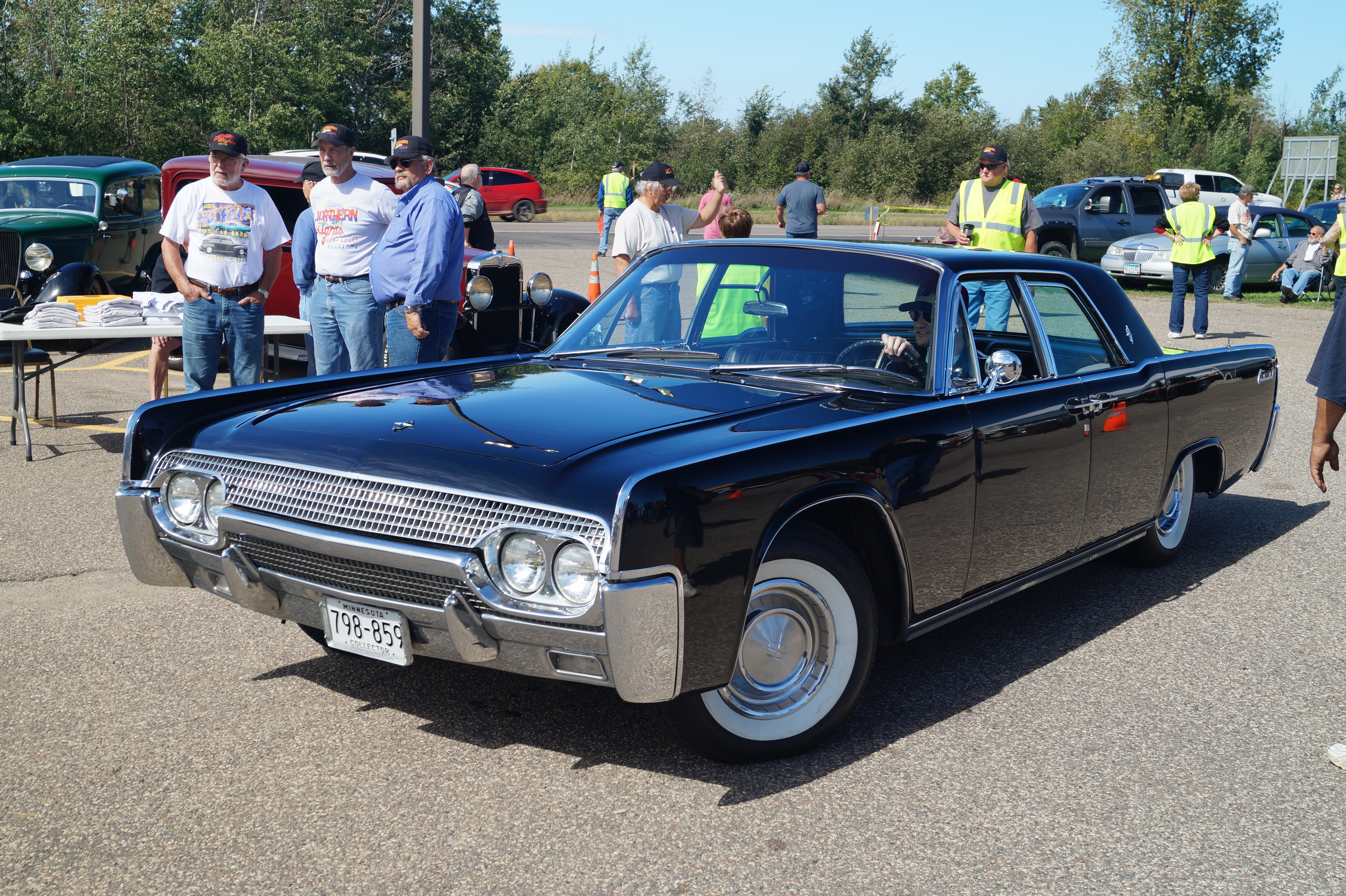
Lincoln Continental 1961

Pour l'année modèle 1961, la gamme Lincoln a été regroupée en un seul modèle. À la suite des 60 millions de dollars de pertes (équivalant à 
518.5 millions de dollars aujourd'hui) pour développer les voitures 1958-1960, tous les modèles ont été remplacés par une nouvelle Lincoln Continental. La quatrième génération n'était disponible qu'en berline quatre portes et cabriolet jusqu'à son rafraîchissement en 1966.
Bien que perdant près de 381 mm de longueur et 203 mm d'empattement par rapport à son prédécesseur Lincoln Continental Mark V de 1960, le nouveau modèle était néanmoins plus lourd que ses homologues Cadillac ou Imperial. Sa construction solide et son inspection post-construction rigoureuse de chaque véhicule reflétaient l'engagement de la direction d'entreprise de Ford à fabriquer la meilleure automobile domestique de son temps, produite en série. une réputation enviable qu'il a acquise.
La Lincoln Continental de 1961 et ses designers ont reçu une médaille de bronze de l'Industrial Design Institute (IDI) de New York, NY. Cet institut attribue rarement des récompenses aux véhicules. Il a également remporté le prix d'excellence en ingénierie de Car Life en 1961.

### Développement
La Lincoln Continental de quatrième génération a été conçue par le vice-président du design de Ford, Elwood Engel. Au milieu de l'année 1958, Lincoln se bat contre Cadillac, avec un manque de rentabilité mettant en péril l'avenir de la division. Bien que le projet n'ait pas été retenu pour la Thunderbird, le design a intéressé les dirigeants de Ford au point de vouloir le véhicule en une Lincoln à quatre portes.
Au moment de l'approbation, les planificateurs de produits Ford étaient parvenus à deux conclusions essentielles pour restaurer la rentabilité de la division Lincoln. Tout d'abord, instiller la continuité de la conception en adoptant un cycle de modèle distinct de Ford ou de Mercury, passant de trois ans à huit ou neuf ans. Deuxièmement, les modèles Lincoln de 1958 étaient trop grands pour une berline standard; par conséquent, la Lincoln 1961 devrait diminuer son volume extérieur.

### Châssis
La Continental de quatrième génération est basée sur une version de la plate-forme monocoque produite pour la Thunderbird de 1961, allongée d'un empattement de 3 124 mm au lancement sur le marché en 1963. Il a ensuite été étendu à 3 200 mm et conservé jusqu'en 1969.
Le seul moteur disponible à l'origine était le V8 MEL 7,0 Lreporté du Mark V. Il a été étendu à 7,6 L sur les modèles de 1966, devenant ainsi le plus gros moteur de cylindrée jamais utilisé dans une voiture particulière de la Ford Motor Company. Un nouveau moteur, basé sur Ford V8 385-series de 7,5 L, a pris sa place en 1969. Toutes les versions de la Continental étaient équipées d'une transmission automatique à 3 vitesses. La nouveauté de 1966 était la boite C6 automatique de Ford, conçue pour être utilisée avec les moteurs V8 de grande puissance et à gros blocs.

### Corps
Lors de son lancement, la Lincoln Continental de quatrième génération était proposée uniquement en version quatre portes, en version berline ou décapotable. Pour la première fois sur une Lincoln depuis 1951, les portières arrière étaient articulées à l'arrière (Portière antagoniste). Pour alerter les conducteurs des portes ouvertes, Lincoln a équipé le tableau de bord d'un voyant d'avertissement «Door Ajar» (comme on le voit sur de nombreuses automobiles modernes). S'accrochant ensemble au montant en B avec un système de verrouillage central à dépression, les cabriolets utilisaient un montant court tandis que les berlines étaient des "hardtops à montants". Dans cette configuration, un mince pilier en B soutenait la structure du toit tandis que les quatre portes utilisaient des vitres sans cadre (dans le style d'un toit rigide ou d'un cabriolet); la disposition deviendra utilisée par plusieurs berlines Ford Motor Company dans les années 1960 et 1970.
Dans ce qui serait le premier cabriolet à quatre portes d'un grand constructeur américain après la Seconde Guerre mondiale, le cabriolet Lincoln Continental était équipé d'un toit à commande électrique sur tous les exemplaires. Dérivant son mécanisme du cabriolet à toit rigide Ford Fairlane 500 Skyliner, le Continental était équipé d'un toit en tissu qui se rangeait sous un couvercle à charnière arrière. De la même façon que le Skyliner, pour accéder au coffre pour le rangement, le couvercle était ouvert électriquement (sans lever ni abaisser le toit).
Une option quelque peu rare et inhabituelle en 1964-1965 était la colonne de direction réglable verticalement. Contrairement à la plupart des colonnes à inclinaison réglable qui utilisent une articulation pivotante verrouillable par levier juste derrière le volant, la version Lincoln utilisait une pince actionnée par une pompe, une fenêtre d'indicateur de hauteur montée sur le tableau de bord et un point de pivot beaucoup plus bas dans la colonne.

### Chronologie du modèle
Au cours de sa production, la Lincoln Continental de quatrième génération va être produite en trois versions, faisant l'objet de révisions de modèle en 1964 et 1966.

### 1961–1963
La Lincoln Continental de 1961 a été introduite avec des versions berline quatre portes et cabriolets quatre portes, remplaçant la Lincoln Premiere et la Lincoln Continental Mark V. Pour la première fois pour une voiture fabriquée aux États-Unis, la Lincoln Continental a été vendue avec une garantie 2 ans ou 39 000 km. 
Un placage en noyer de Californie a été utilisé sur les portes et le tableau de bord.
Pour 1962, une conception plus simple de la calandre avec des rectangles flottants et une fine barre centrale a remplacé le pare-chocs remontant, semblable à celui de la Thunderbird 1961.
Pour 1963, la Continental a subi plusieurs mises à jour fonctionnelles. Les dossiers des sièges avant ont été modifiés dans le but d'augmenter l'espace pour les jambes aux sièges arrière. Pour augmenter l'espace pour les bagages, le couvercle du coffre a été remodelé. En concordance avec un grand nombre de véhicules aux États-Unis, le système de charge électrique est doté d'un alternateur remplaçant la dynamo.

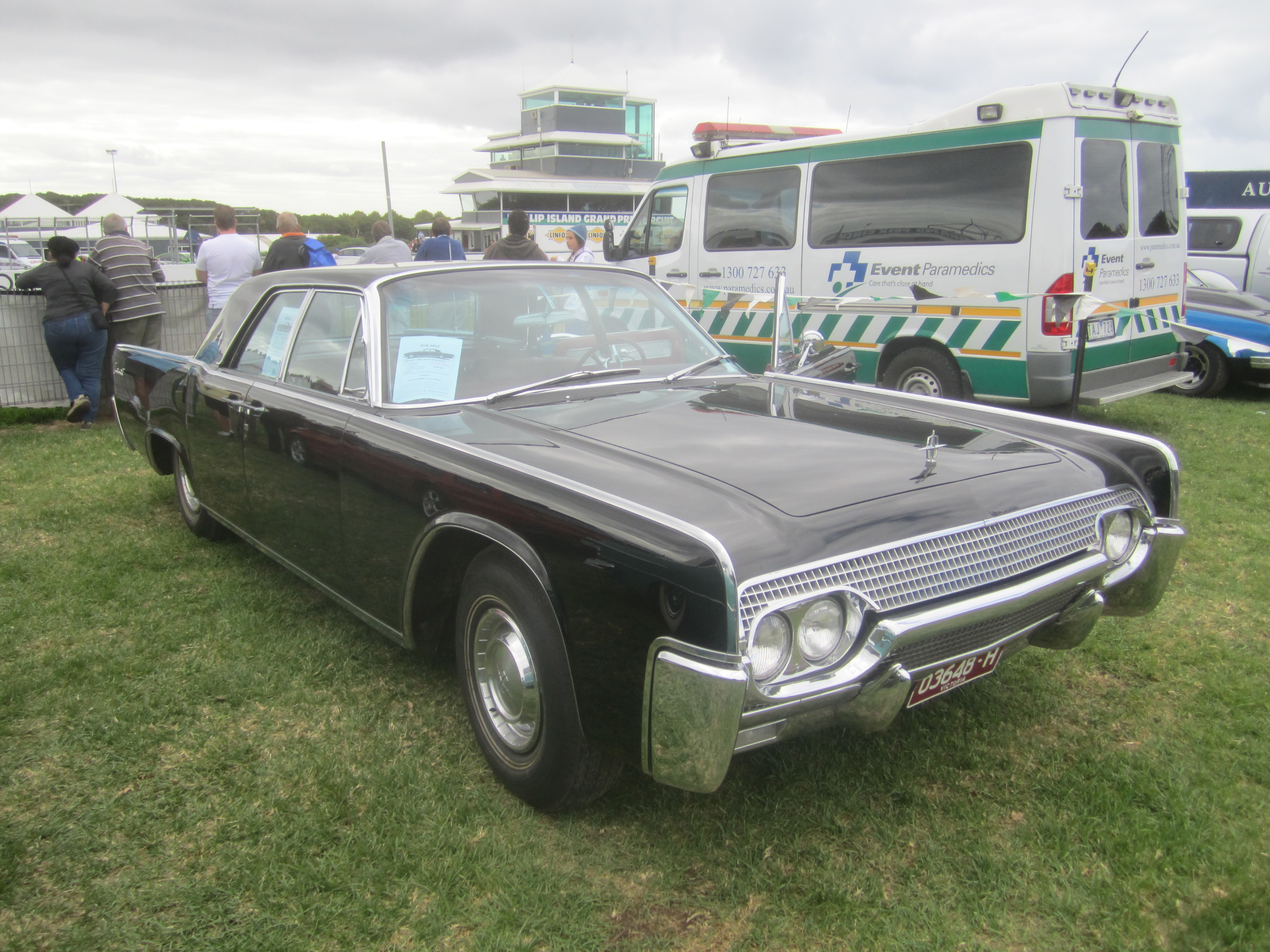
Lincoln Continental sedan 1961
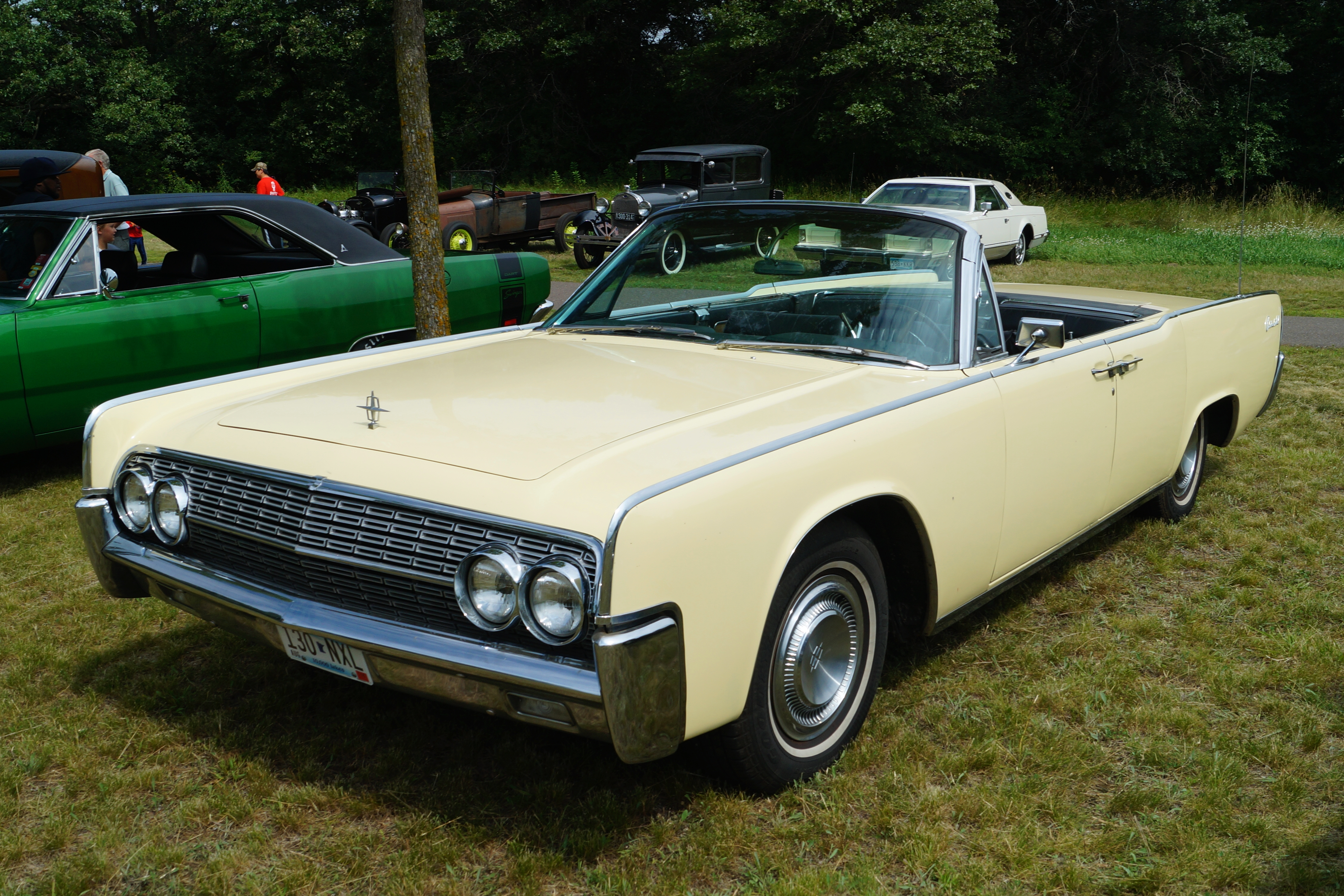
Lincoln Continental Convertible 1962
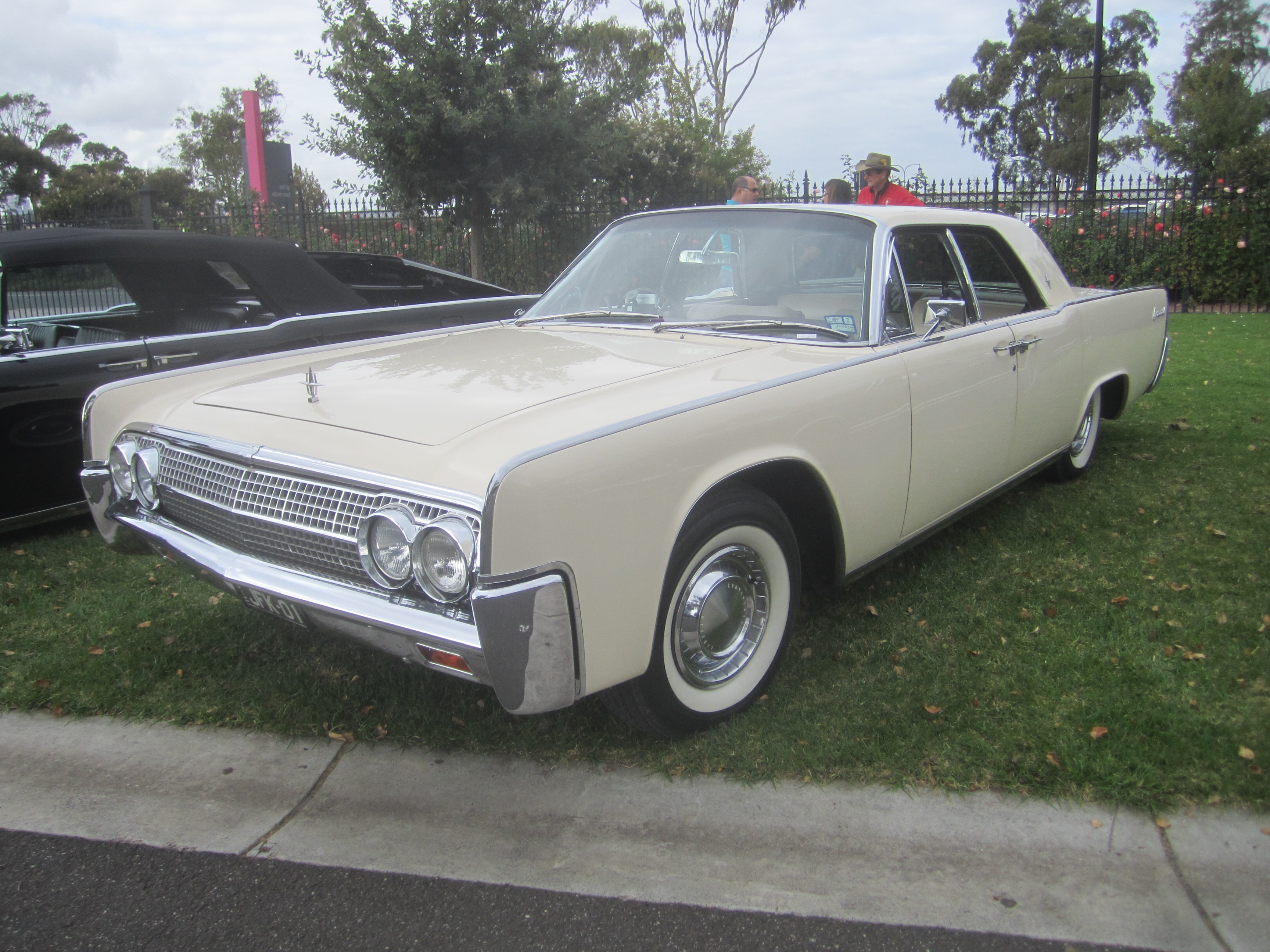
Lincoln Continental sedan 1693

### 1964–1965
Pour 1964, la Lincoln Continental a subi sa première refonte à mi-cycle. Parallèlement aux mises à jour de style, plusieurs changements fonctionnels ont été axés sur l'augmentation de l'espace aux places arrière. L'empattement est passé de 3 124 à 3 200 mm, déplaçant les sièges arrière pour plus de place aux jambes. La ligne de toit a subi plusieurs changements, avec l'adoption du vitres latérales plates (remplaçant les vitres de fenêtre incurvées). Pour augmenter l'espace pour les têtes à l'arrière, la ligne de toit est devenue plus carrée, dans un style cranté.
Un léger restylage extérieur, pour éliminer l'aspect "rasoir électrique", des accents chromés verticaux ont été ajoutés au carénage avant de la calandre; la calandre arrière encastrée a été remplacée par un couvercle de coffre beaucoup plus simple (déplaçant la trappe de remplissage de carburant vers l'aile arrière gauche). L'intérieur a été entièrement revu avec un tableau de bord en pleine largeur, des motifs de rembourrage, des panneaux de porte et des garnitures rénovés.
En 1964, Lincoln a lancé le concept-car Continental Town Brougham, qui avait un empattement de 3 327 mm, une longueur totale de 5 621 mm et une cloison en verre rétractable entre les compartiments avant et arrière, avec une zone exposée au-dessus du compartiment avant, dans une apparence de style Brougham typique des années 1930.
Pour 1965, Lincoln a apporté des mises à jour supplémentaires au Continental. Dans un changement de style, le carénage avant convexe «rasoir électrique» a été remplacé par un capot plus angulaire avec une conception de calandre plate verticale. Dans le cadre de la refonte, les clignotants avant et les feux de stationnement sont déplacés des pare-chocs avant sur des lentilles enveloppantes au coin des ailes avant, avec des feux de stationnement / clignotants similaires à l'arrière; les quatre feux ont reçu une garniture en métal pour correspondre aux lignes horizontales de la nouvelle calandre. Pour améliorer la capacité de freinage, le Continental a reçu des freins à disques Kelsey-Hayes pour les roues avant; en outre, les ceintures de sécurité avant avec rétracteurs sont devenues la norme.

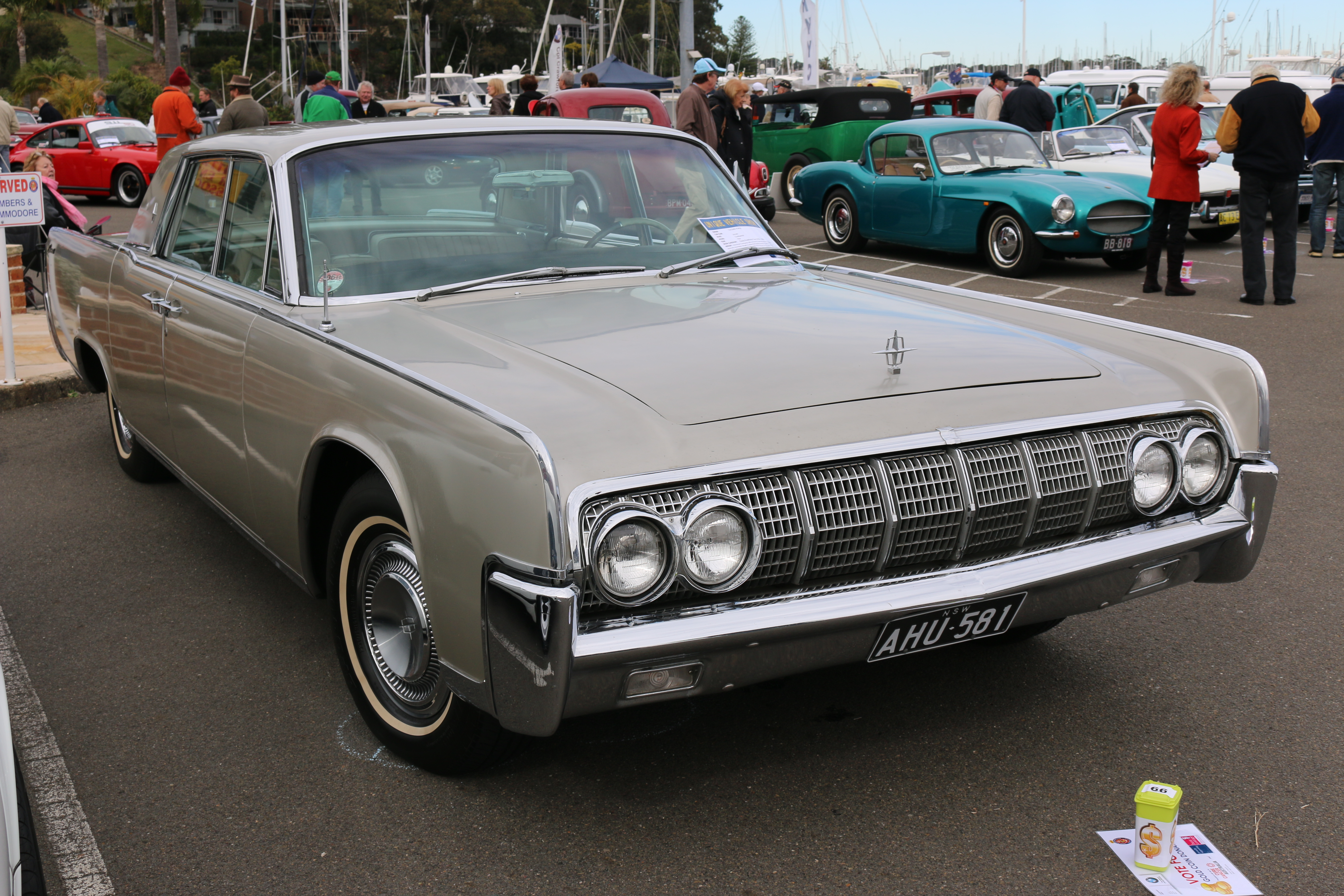
Lincoln Continental sedan 1964
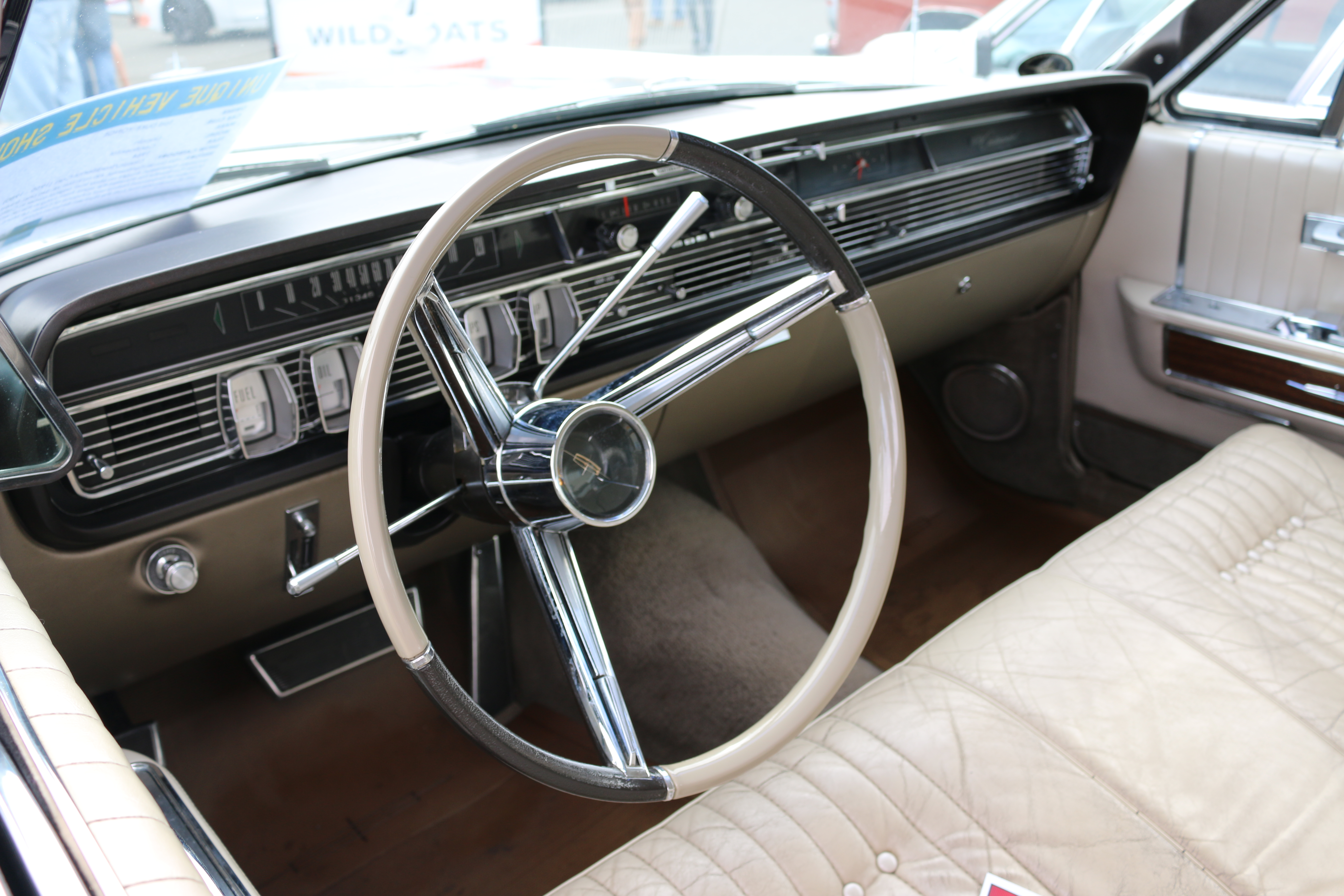
Lincoln Continental sedan 1964, intérieur.
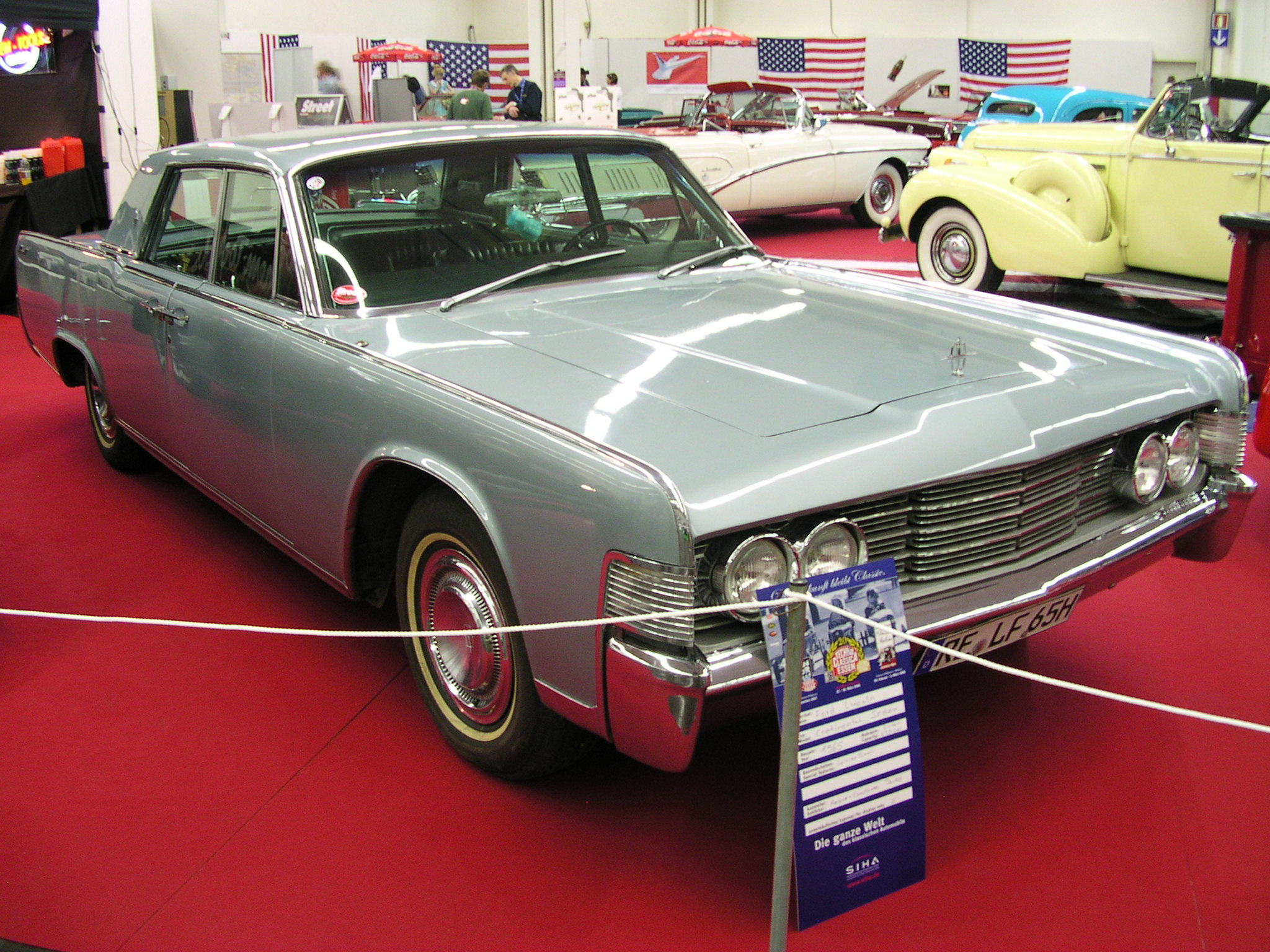
Lincoln Continental sedan 1965
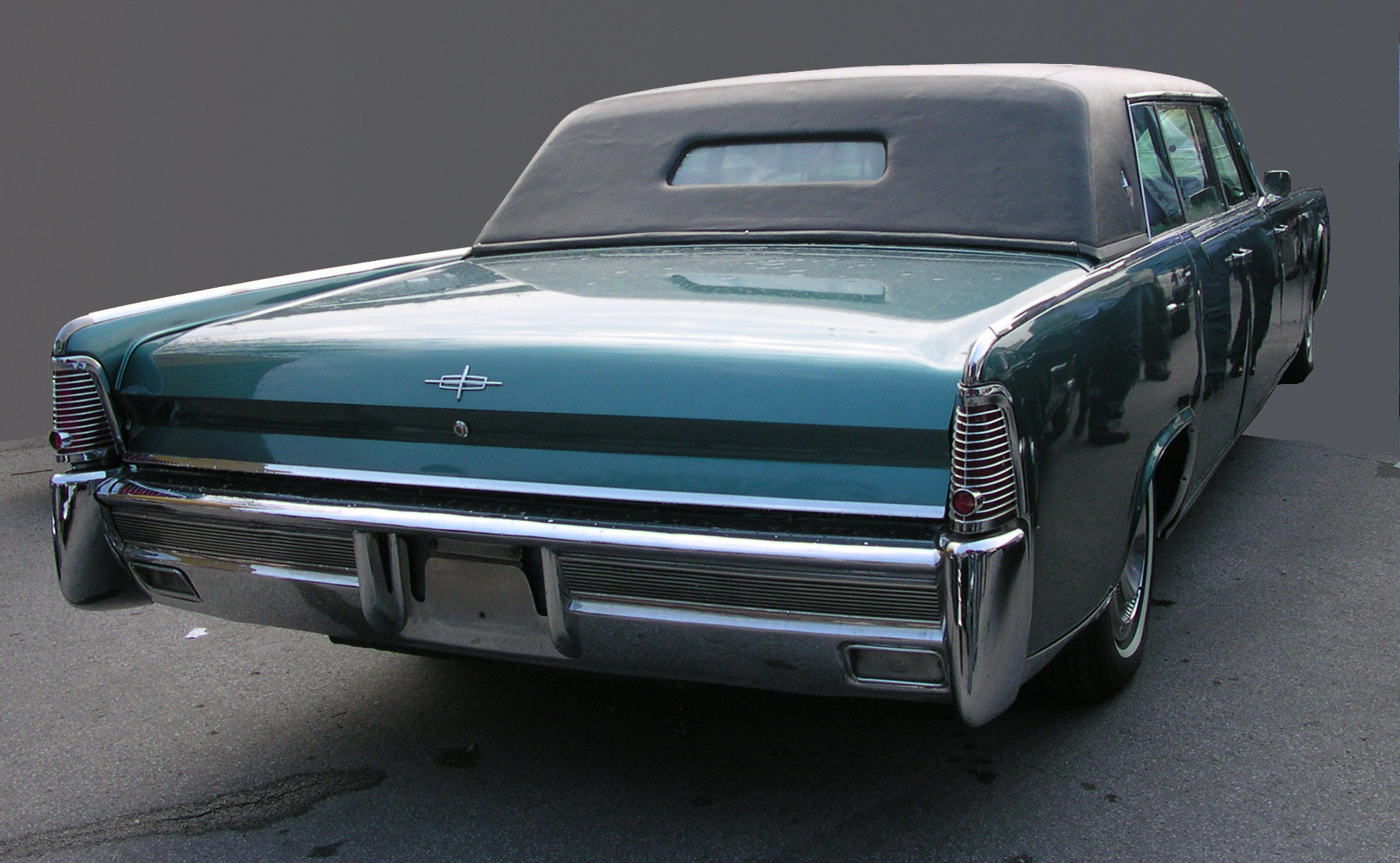
Lincoln Continental 1965, arrière

### 1966–1969

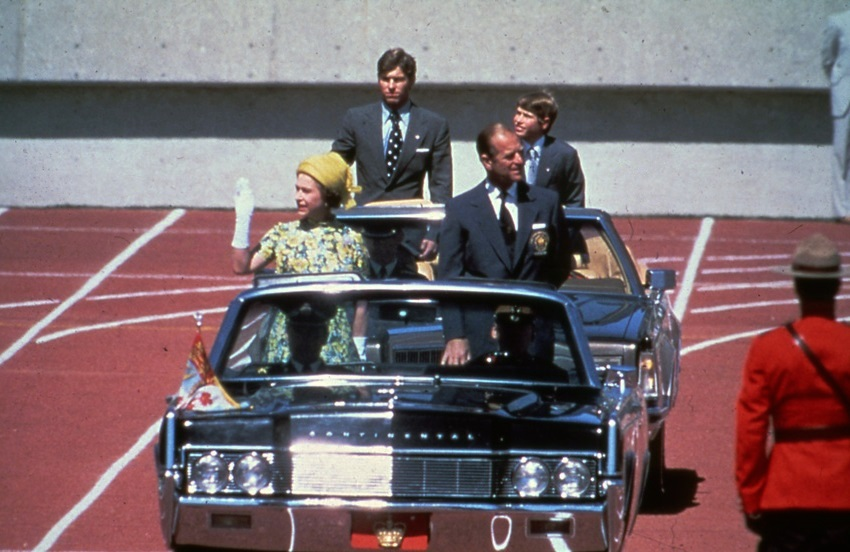
La famille royale britannique dans une Continental 1967

Pour 1966, la Lincoln Continental de quatrième génération a subi une deuxième refonte. Pour mieux rivaliser avec la Cadillac DeVille coupé et la Imperial Crown Coupé, Lincoln a présenté son premier coupé à hard-top sans montant depuis 1960. Le cabriolet est resté offert uniquement en version quatre portes. Dans un effort pour augmenter les ventes de la gamme, Lincoln a réduit le prix de la Continental de près de 600 $ à partir de 1965 tout en gardant les niveaux d'équipements identiques.
Tout en suivant une grande partie du restylage de 1965 (qui se distingue en grande partie par une nouvelle calandre et l'ajout de «Continental» au capot), la Lincoln Continental de 1966 revet une toute nouvelle carrosserie, plus longue de 127 mm (mise en œuvre principalement dans les sièges arrière pour accueillir plus espace pour les jambes), et près 25 mm plus haut et plus large. La vitre latérale bombée a fait son retour (avec une courbure moins large, pour augmenter l'espace intérieur). Pour offrir un moteur de taille comparable à ceux de l'Impériale (7,2 L en 1966) et de la Cadillac (7,0 L à 7,7 L en 1968), le V8 a été agrandi de 7,0 L à 7,6 L.
Le cabriolet a subi plusieurs révisions d'équipement, en ajoutant une lunette arrière en verre et une deuxième pompe hydraulique a été ajouté pour ouvrir le mécanisme supérieur du toit du cabriolet et le couvercle du coffre (rendant les deux systèmes séparés); les solénoïdes hydrauliques ont été supprimés du mécanisme supérieur. L'intérieur a subi plusieurs révisions, ajoutant un volant inclinable et un lecteur de bande 8 pistes en option.
Pour 1967, le Lincoln Continental n'a reçu que des mises à jour mineures, la suppression de l'emblème de l'étoile Lincoln des ailes avant étant le changement le plus important. Plusieurs modifications fonctionnelles ont été apportées, car Lincoln a ajouté un certain nombre de voyants lumineux au tableau de bord. En plus d'un témoin d'avertissement de pression d'huile, le tableau de bord a reçu des voyants indiquant un coffre ouvert et l'activation du régulateur de vitesse. À la suite des mandats de sécurité fédéraux, les ceintures de sécurité abdominales sont devenues un équipement standard comme la colonne de direction à absorption d'énergie.
Après des années de baisse des ventes, 1967 a marqué la dernière année du cabriolet Lincoln Continental, avec seulement 2 276 vendus. Après être devenu le premier cabriolet à quatre portes vendu après la Seconde Guerre mondiale, le Lincoln Continental deviendrait le dernier exemplaire (jusqu'à l'année modèle 2018) de ce type vendu par un constructeur américain. En raison de nombreux renforts de cadre (par rapport à la berline), la Lincoln Continental décapotable 1967 de 2 591 kg est l'une des voitures de tourisme les plus lourdes jamais vendues par Ford Motor Company.
Pour 1968, Lincoln a apporté plusieurs changements de style au Continental. Pour répondre aux normes de sécurité fédérales, les feux de stationnement, les feux arrière et les clignotants avant sont revenus dans une conception enveloppante sur les ailes. Pour l'intérieur, des ceintures de sécurité au niveau du torse ont été ajoutées pour les sièges avant extérieurs. Le libellé «Continental» a été retiré du carénage avant, remplacé par l'emblème étoile Lincoln (comme on le voit à l'arrière); l'ornement de capot a été supprimé, en prévision d'une interdiction fédérale de ces emblèmes (qui n'est jamais entrée en vigueur). Le nouveau moteur Ford 385 de 7,5 L devait être disponible au début de l'année modèle, mais il y avait tellement de moteurs MEL 7,6 L toujours disponibles que le 7,5 L a été mis en service plus tard cette année-là.
En 1969, peu de changements ont été apportés au cours de cette dernière année de production. Pour se conformer à la réglementation fédérale, les sièges avant ont été mis à jour avec des appui-tête pour les passagers. Le carénage avant a été rénové, avec le calandre agrandie pour la première fois depuis 1965, avec la mention "Continental" revenant juste au-dessus. Partagé avec le Mark III, le V8 7,5 L est devenu le seul moteur de la Lincoln Continental, associé à la boîte automatique Ford C6 à 3 vitesses.
Après une interruption de neuf ans, le nom de Town Car a fait un retour en 1969 dans le cadre d'un ensemble d'options de finition intérieure pour la Continental.

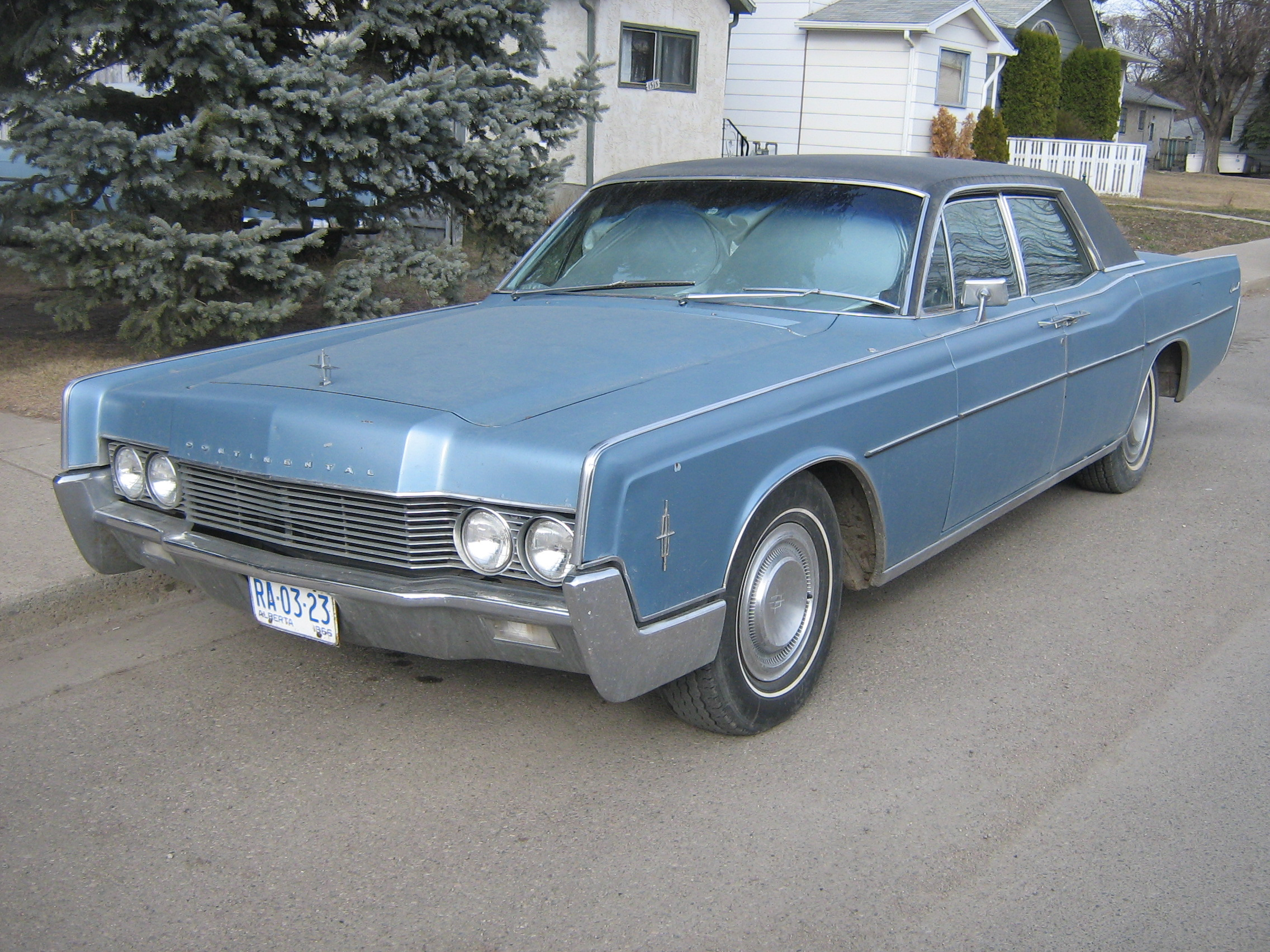
Lincoln Continental sedan 1966
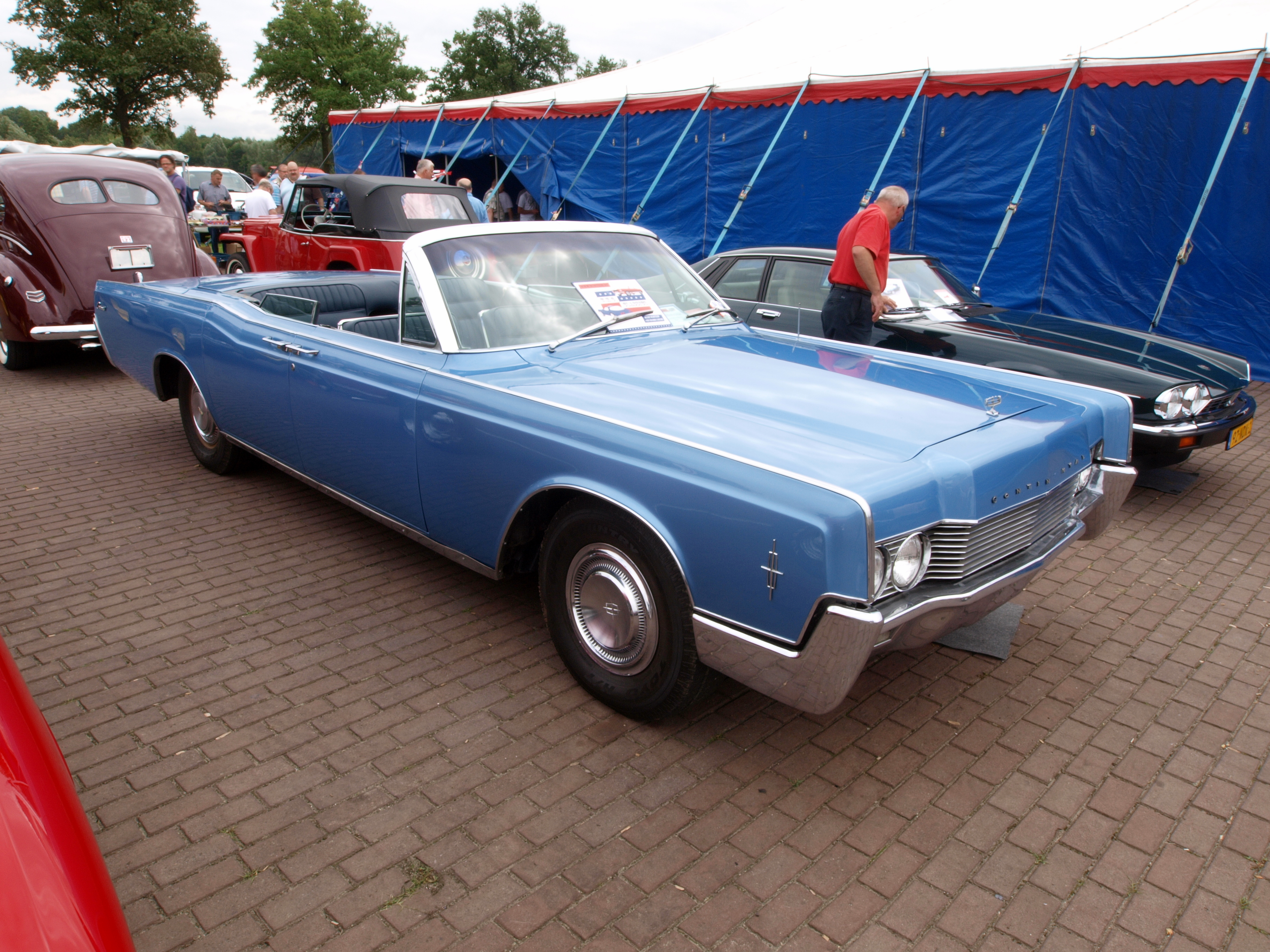
Lincoln Continental cabriolet 1966
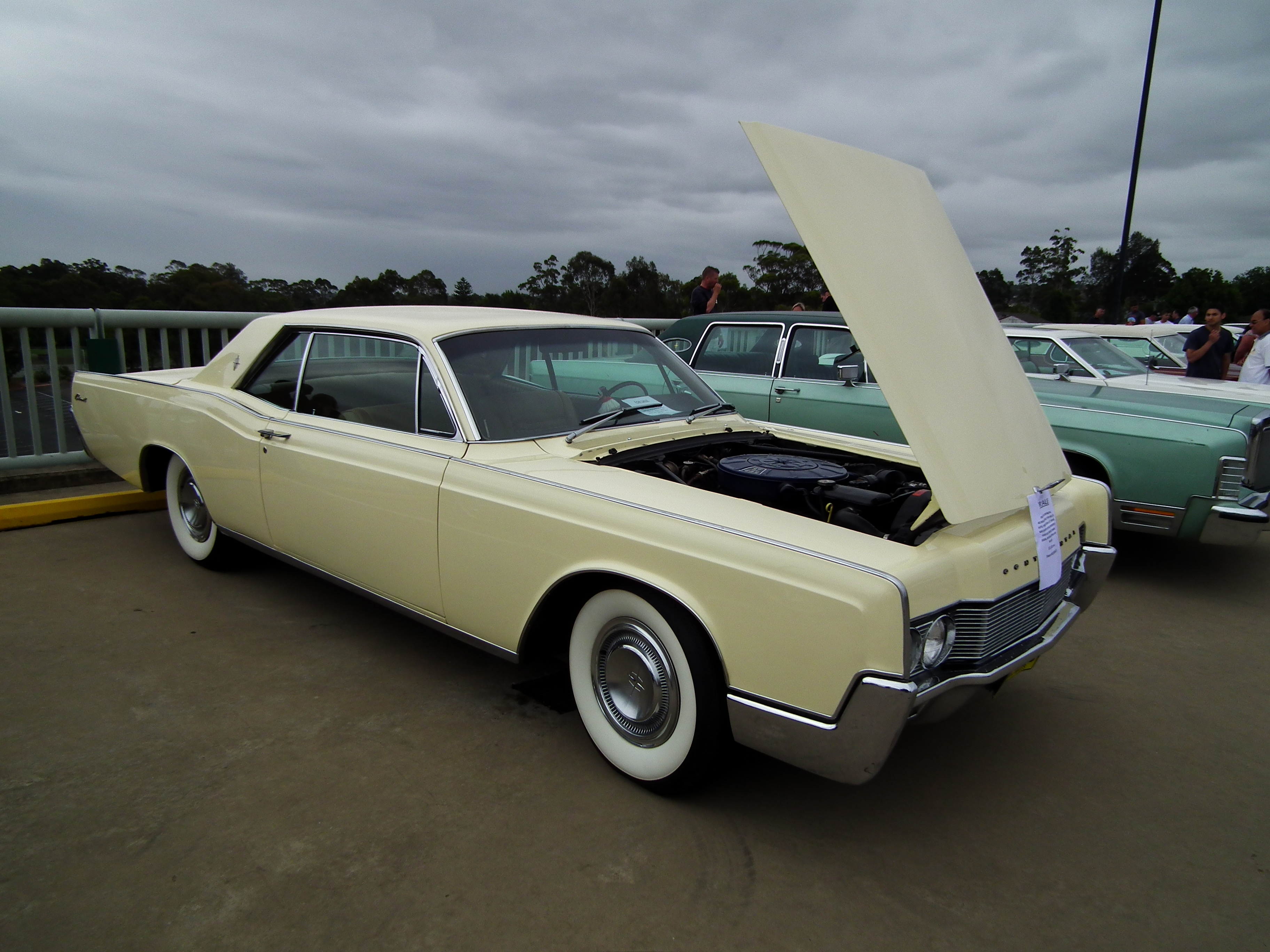
Lincoln Continental coupé hardtop 1967
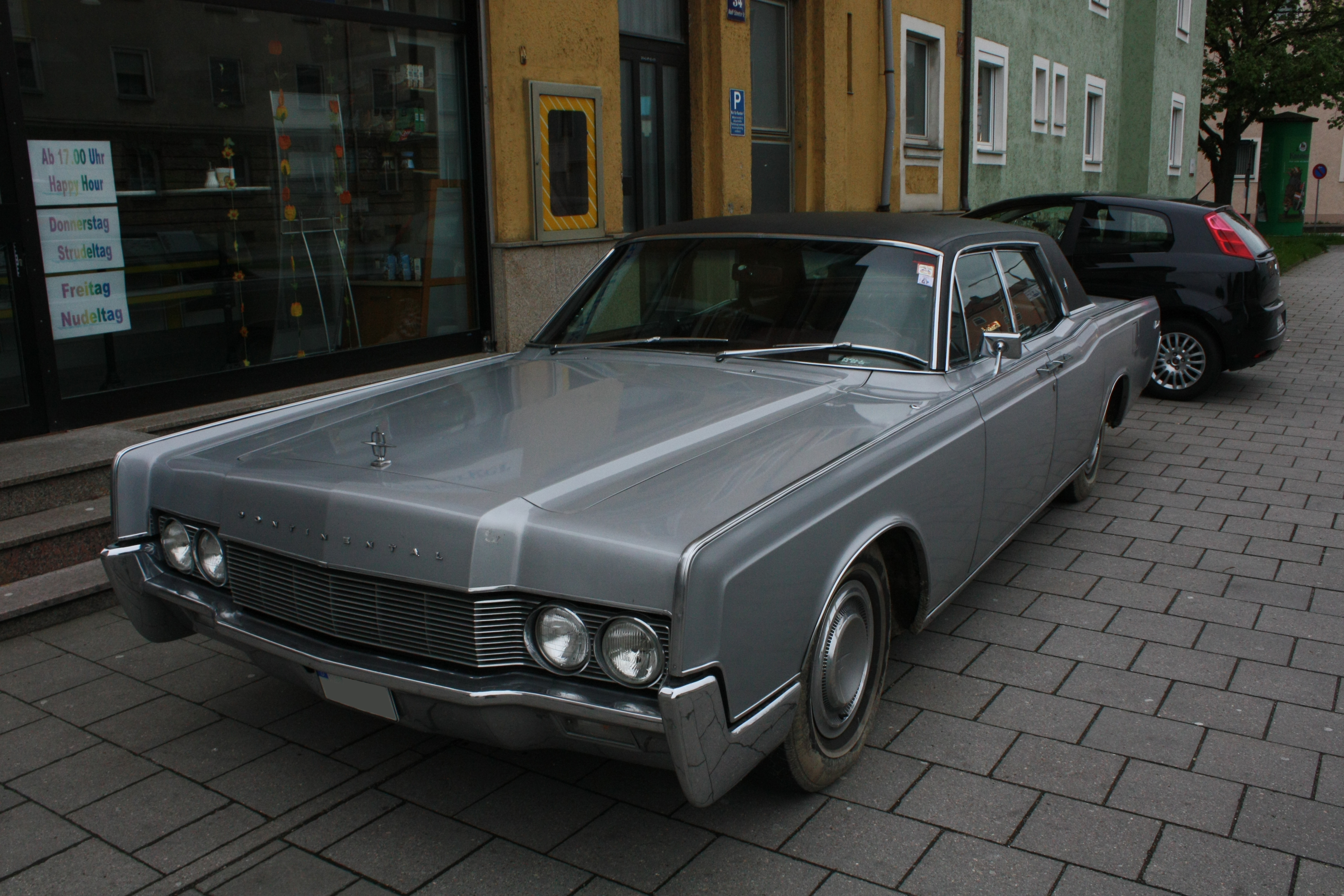
Lincoln Continental sedan 4 portes 1967
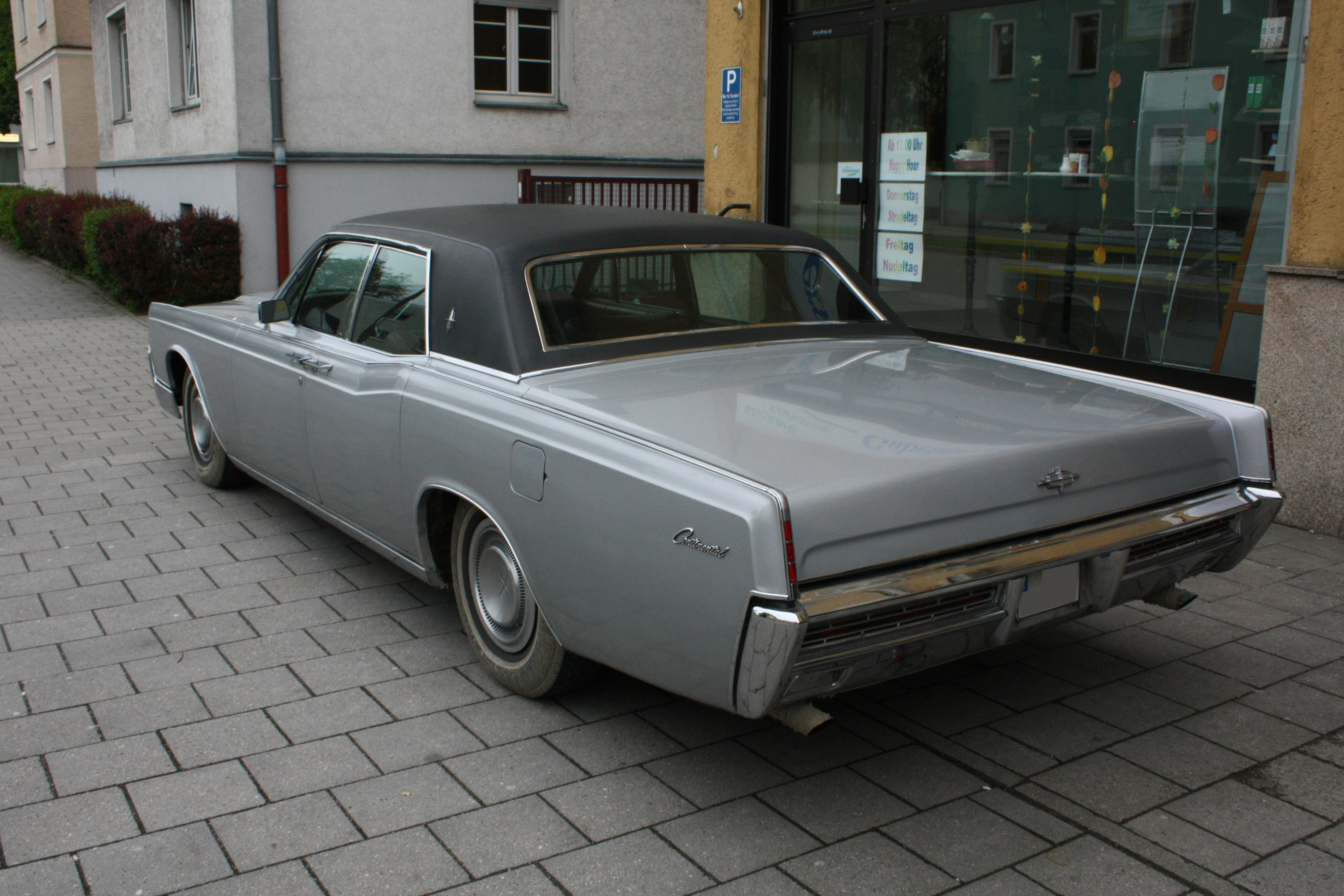
Lincoln Continental sedan 4 portes 1967, vue arrière
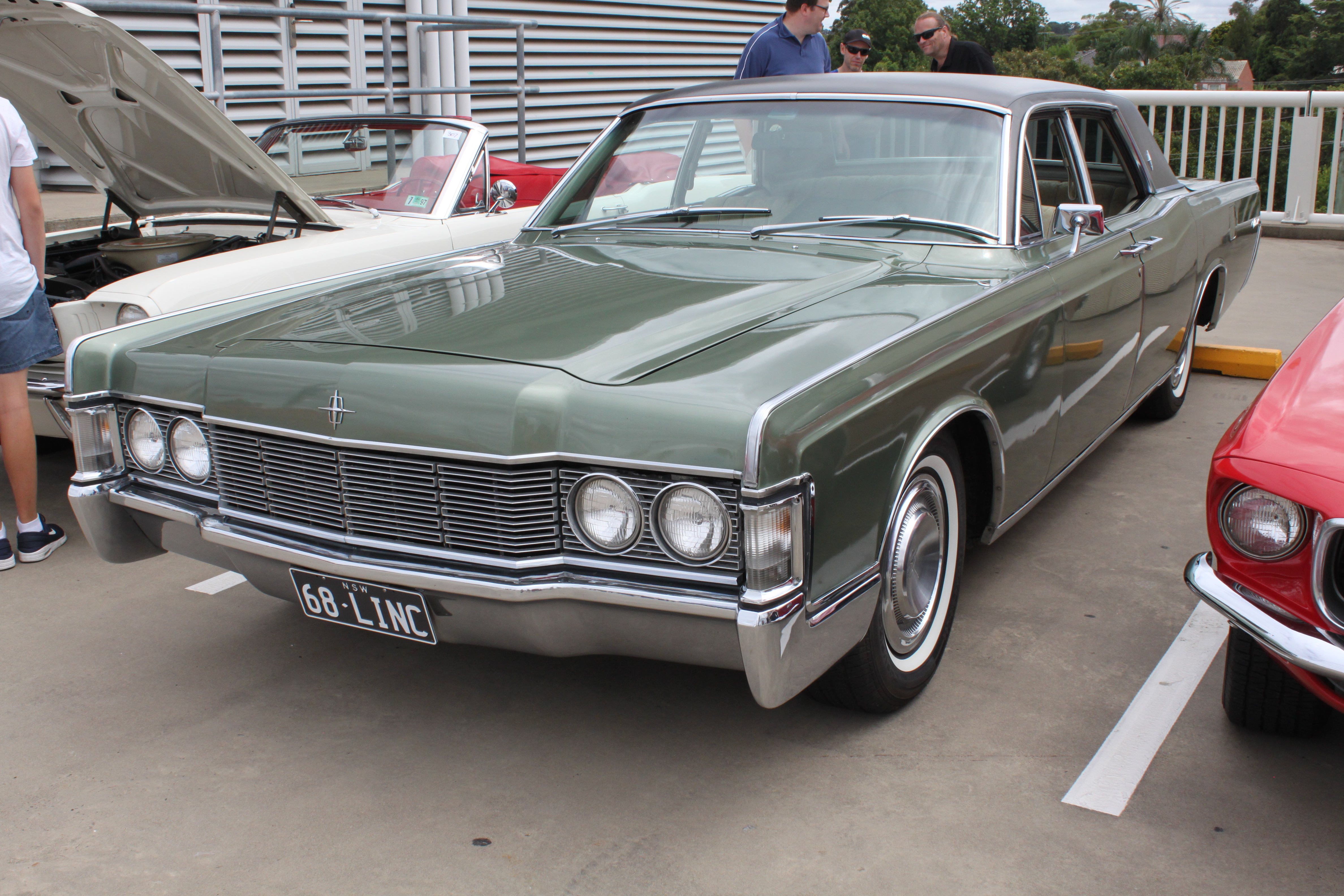
Lincoln Continental sedan 4 portes 1968
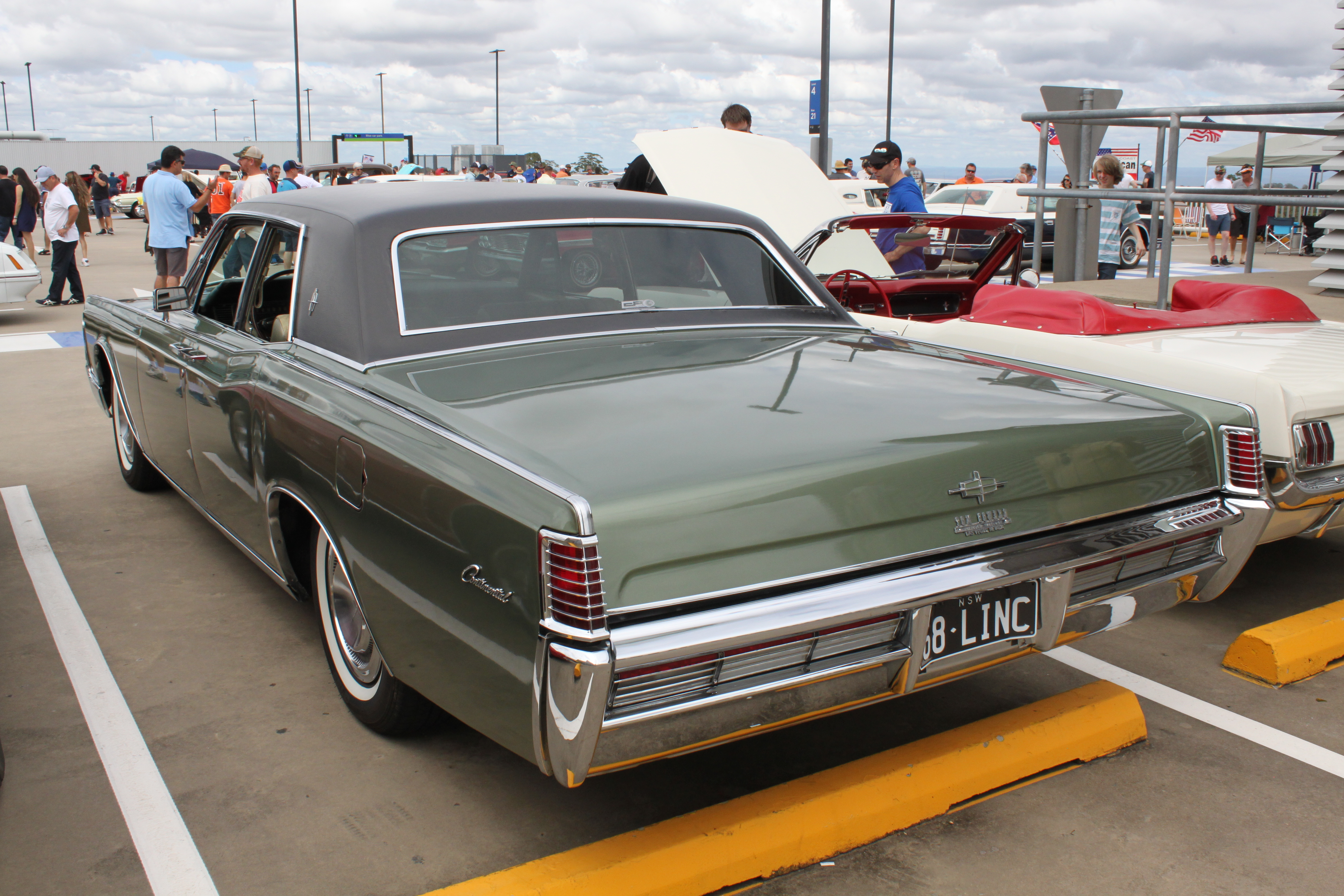
Lincoln Continental sedan 4 potes 1968, vue arrière
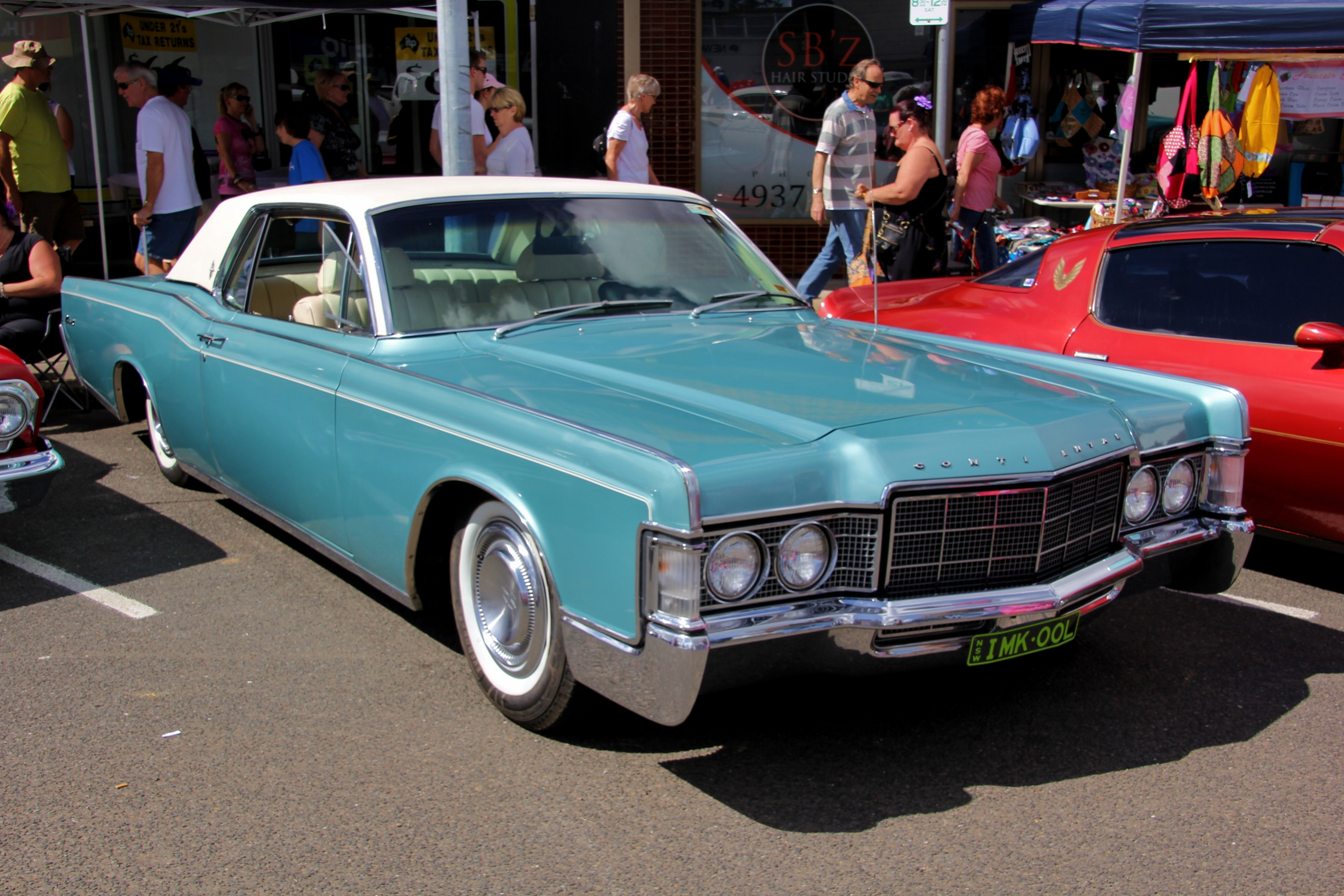
Lincoln Continental coupé hardtop 1969
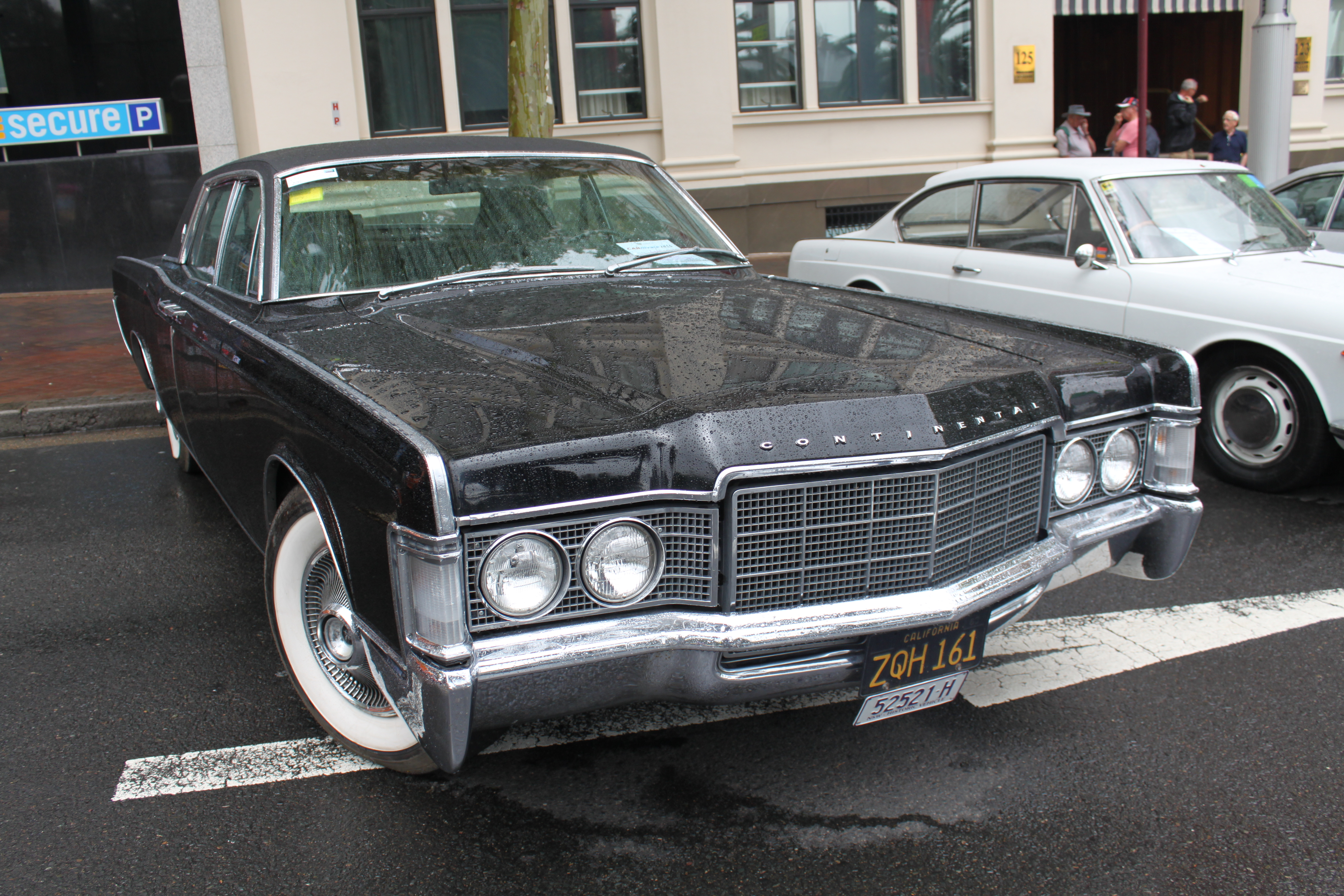
Lincoln Continental sedan 4 portes 1969
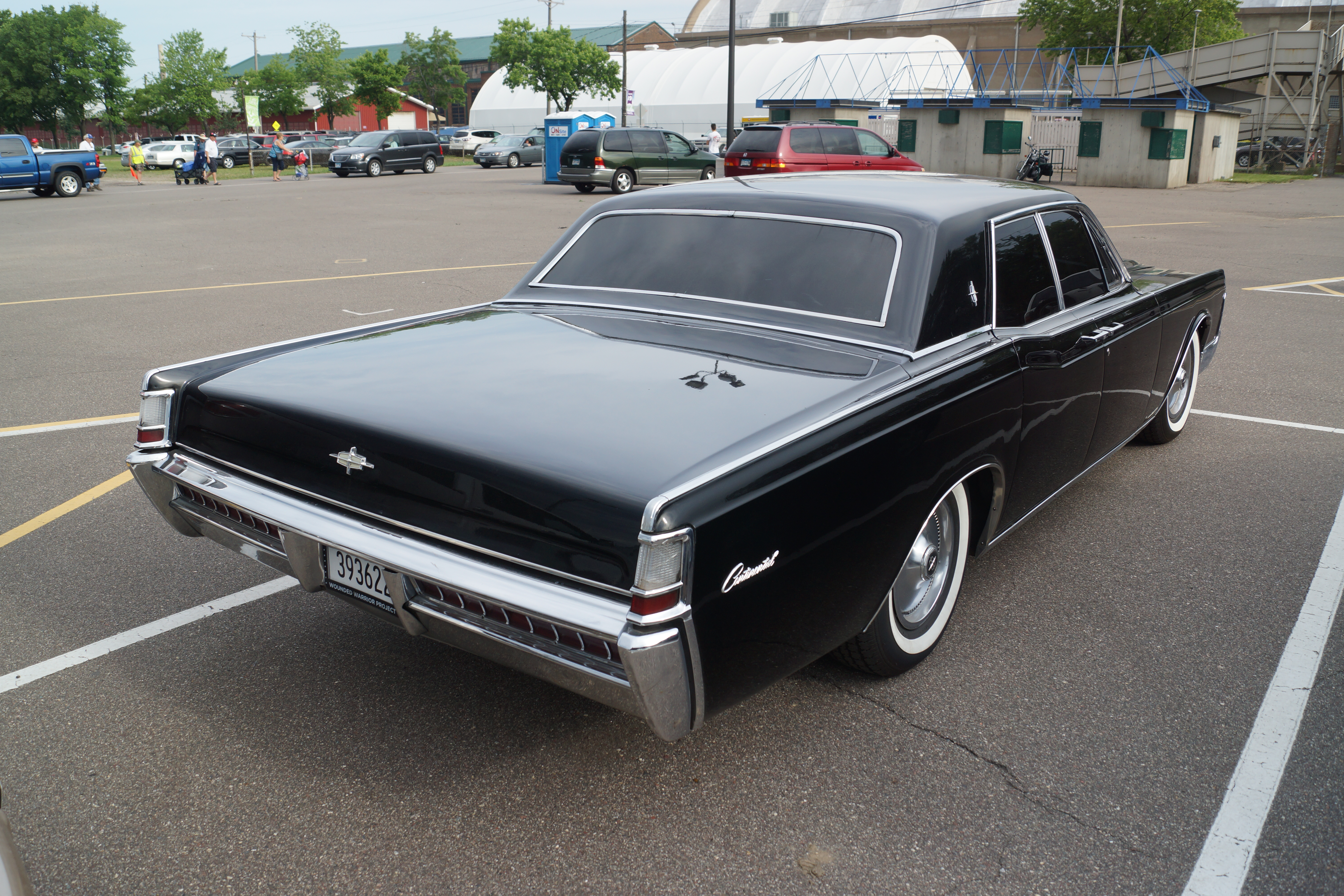
Lincoln Continental sedan 4 potes 1969, vue arrière

- (en) Cet article est partiellement ou en totalité issu de l’article de Wikipédia en anglais intitulé « Lincoln Continental » (voir la liste des auteurs).

### La Lincoln Continental 1961 de JFK

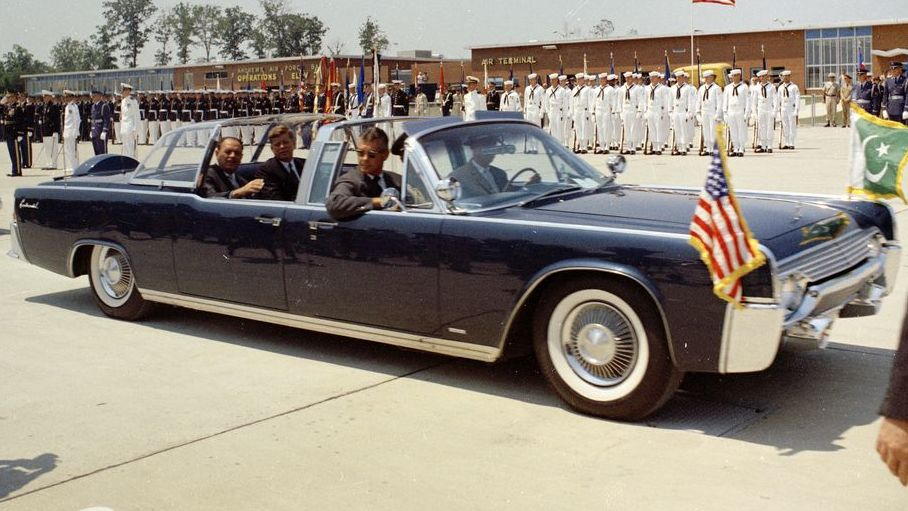
La Lincoln Continental présidentielle lors d'une cérémonie

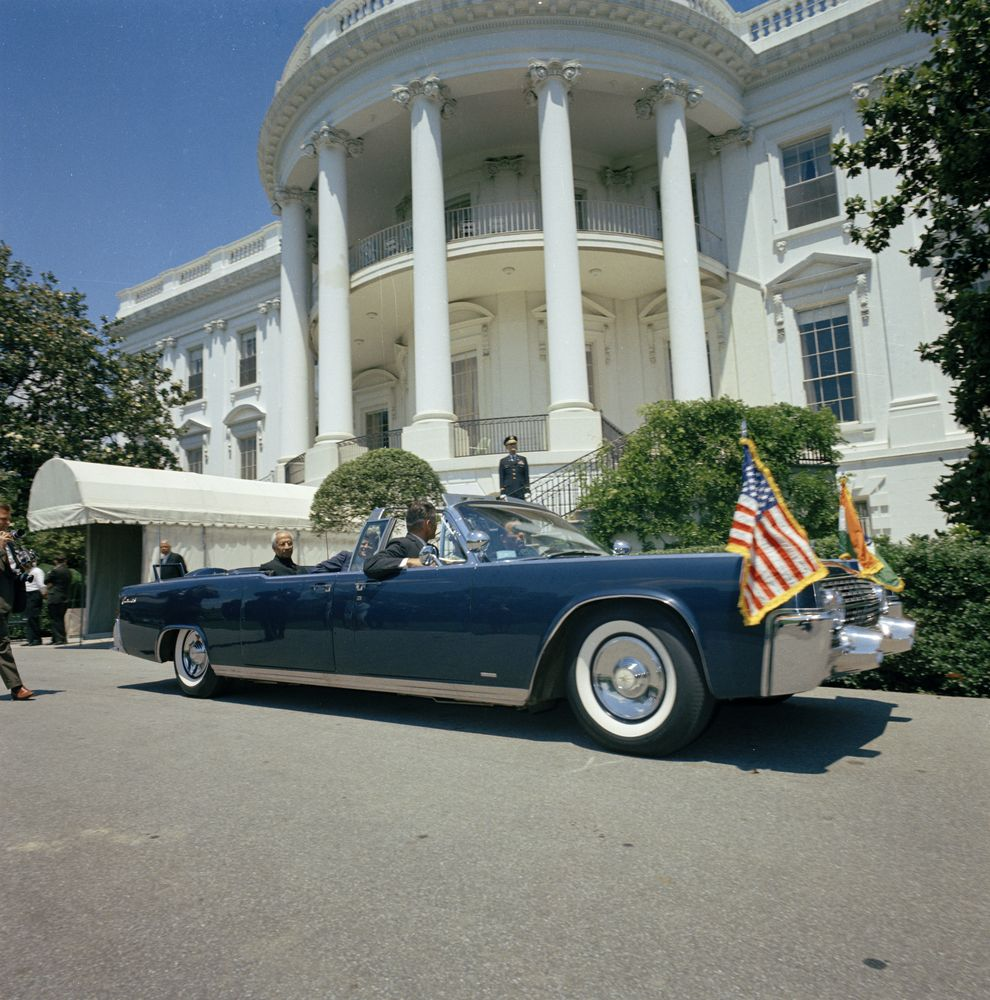
La Lincoln Continental présidentielle devant la maison blanche

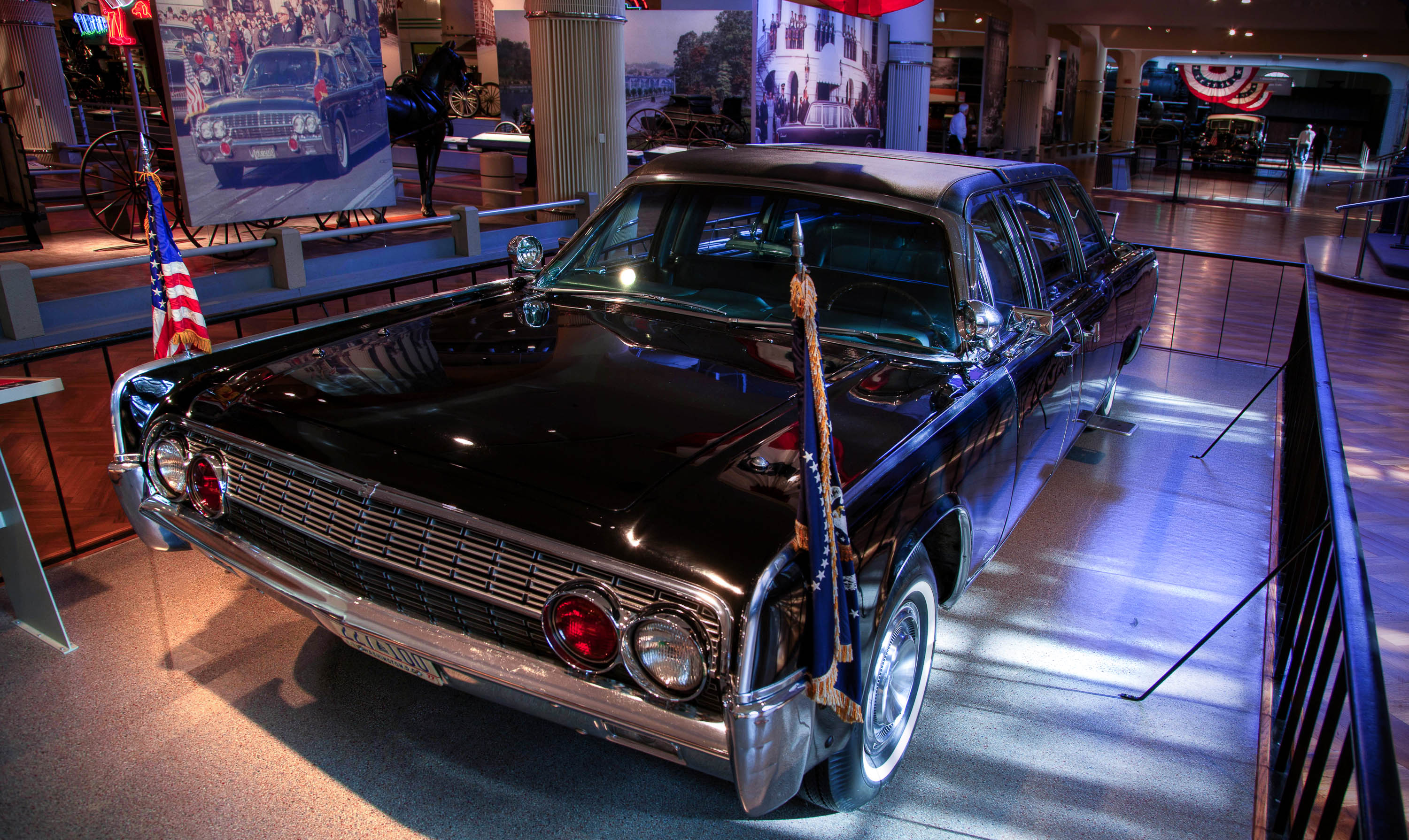
La Lincoln Continental présidentielle au musée Ford

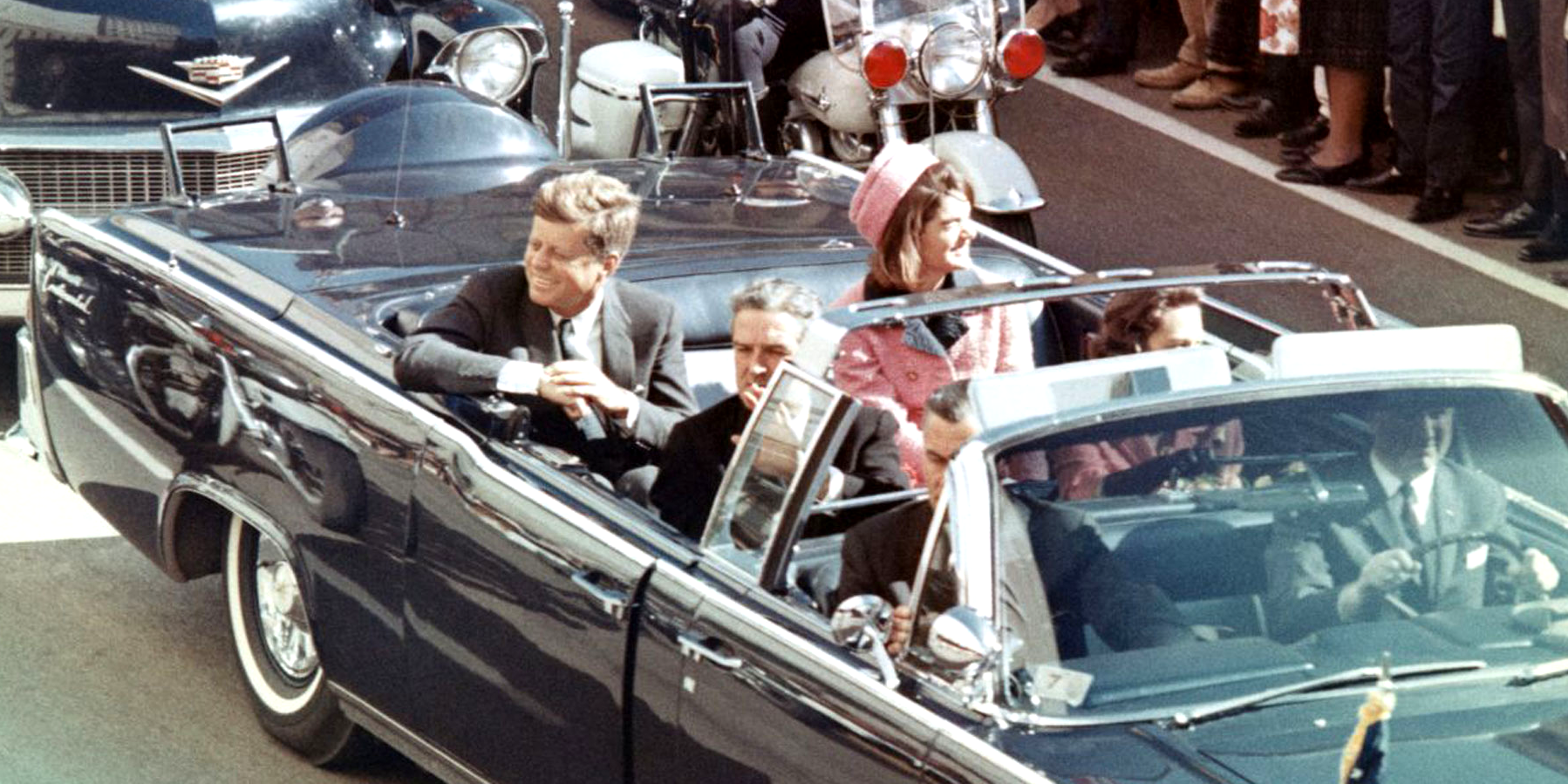
Le président Kennedy dans sa Lincoln Continental à Dallas

La Lincoln Continental 1961 du président Kennedy se trouve actuellement à The Henry Ford, musée Ford à Dearborn, Michigan. Les services secrets ont acquis deux versions de la Lincoln Continental de quatrième génération pour une utilisation comme Voiture d'État présidentielle, servant de 1961 à 1977. Elle était considérée comme étant une « suicide door », c'est-à-dire une voiture dont les portes arrière s'ouvraient à l'envers, les charnières vers l'arrière. Le modèle présidentiel était équipé (en option sur les modèles civils...) d'un V8 à la cylindrée augmentée et avait une vitesse de pointe de l'ordre de 190 km/h et d'un ensemble d'éléments de toits en plexiglas ou en vinyle. La SS-100-X est une limousine Lincoln Continental de 1961 modifiée par Hess & Eisenhardt de Cincinnati, Ohio. Conçue comme une voiture ouverte avec une série de toits pour les intempéries. les principaux changements apportés sont un allongement de la carrosserie porté à 6,75 mètres, l’implantation de deux strapontins repliables (ce qui porte le nombre de places à 8) et la possibilité de rehausser la banquette arrière pour que les passagers officiels soient mieux vus. Des marchepieds sont également ajoutés sur les pare-chocs arrière, avec des poignées de maintien sur le coffre pour les gardes du corps. Enfin  on trouve des phares de balayage sur les montants de pare-brise et deux gyrophares sirènes dans le pare-chocs avant.
Lors de l’assassinat de John F. Kennedy à Dallas le 22 novembre 1963, la voiture était entièrement dépourvue de tout élément en question. Les responsables de la sécurité du président, Kinney, Godfrey, Kellerman et Lawson ont par la suite témoigné, notamment devant la seconde commission d'enquête parlementaire sur les assassinats politiques de Kennedy et Martin Luther King Jr., en 1978, avoir demandé que l'on enlève le bubble top (la coque transparente de plexiglas pare-balles). Toutefois Philp Shenon dans Anatomie d'un assassinat révèle que la bulle de plexiglas n'offrait aucune protection contre les tirs et que le Secret Service s'efforçait sans succès depuis 3 ans de trouver un fabricant capable de fournir un toit en plexiglas à l'épreuve des balles.
la voiture a été reconstruite avec un toit permanent, un blindage et un verre pare-balles après 1963. Par la suite, toutes les limousines présidentielles des États-Unis ont été construites comme des véhicules blindés.
Les services secrets ont acquis une limousine Lincoln Continental 1969 pour Richard Nixon; bien qu'il s'agisse d'un véhicule blindé, le toit de la limousine a été conçu avec un toit ouvrant pour permettre au président Nixon de se tenir debout dans le véhicule pour saluer les foules lors d'un cortège.

## Cinquième génération (1970 - 1979)
Pour l'année modèle 1970, Lincoln a présenté la Lincoln Continental de cinquième génération. S'appuyant sur le succès du modèle introduit l'année précédente, Lincoln a cherché à moderniser la Continental pour les années 1970 après une production de neuf ans du modèle précédent.
Bien que l'empattement soit plus court et légèrement plus étroit que les Continental de 1958 à 1960, l'ajout de pare-chocs réglementaires fait des Continental de  1977 à 1979 les plus longues automobiles jamais produites par Ford Motor Company.

### Châssis
La Lincoln Continental de cinquième génération est basée sur une construction caisse-sur-châssis, la première Lincoln à l'utiliser depuis 1957. Pour économiser sur ses coûts d'ingénierie et de développement, la Continental n'a plus eu son propre châssis, mais plutôt un empattement plus long du châssis de la Mercury Marquis (étiré de 3 150 à 3 226 mm ; les véhicules de 1974 à 1979 ont reçu un empattement de 3 231 mm).
Comme la Ford LTD et la Mercury Marquis, la Continental était équipé de ressorts hélicoïdaux aux quatre roues. De 1970 à 1974, le Continental était équipé de freins à disque avant et à tambour arrière, de 1975 à 1979, des freins à disque aux quatre roues étaient disponibles.
Le V8 de 7,5 L est revenu comme moteur standard, devenant disponible de 1970 à 1977; de 1970 à 1972, le 7,5 L est resté exclusif à Lincoln. Dans un effort pour augmenter l'économie de carburant et se conformer aux normes d'émissions, Lincoln a ajouté un V8 de 6,6 L pour la Californie en 1977, les 7,5 L restant disponibles dans 49 États. Pour 1978, le 6,6 L est devenu standard (avec le 7,6 L en option), avec le 7,6 L abandonné pour 1979. Les deux moteurs ont été jumelés à la transmission automatique à 3 vitesses Ford C6.

### Corps
Dans un changement majeur par rapport à son prédécesseur de quatrième génération, le châssis basé sur le Marquis de la Lincoln Continental 1970 a forcé la berline à abandonner les portières antagonistes pour des portières à charnières avant conventionnelles. Comme son prédécesseur et la Mercury Marquis, la Lincoln Continental était proposée en version toit rigide à deux portes et berline quatre portes «à toit rigide à montant» (montant en B avec vitre de porte sans cadre). Contrairement aux Ford ou Mercury, aucun cabriolet Lincoln à deux portes n'a été construit.
La Continental de cinquième génération était équipée de phares amovibles à commande par dépression; en tant que sécurité intégrée, les caches des phares ont été conçus pour s'ouvrir en cas de panne de la commande (un voyant du tableau de bord indiquait leur état).

### Chronologie du modèle
Au cours de sa production, la Lincoln Continental de cinquième génération a été vendue en deux versions, avec une révision majeure en 1975. À la suite de la réduction de la taille des gammes de produits General Motors et Chrysler, la Lincoln Continental est devenue la plus grande automobile de masse produite dans le monde pour l'année modèle 1977. Il n'a été surpassé que par des limousines spécialement conçues, telles que la version à empattement long de la Mercedes-Benz 600, la Rolls-Royce Phantom VI et la ZIL-4104. À la suite de la réduction des ventes de la Ford LTD et de la Mercury Marquis en 1979, la Lincoln Continental fut commercialisée comme la dernière berline «traditionnelle» ou «grande» aux États-Unis.

### 1970–1974
Pour 1970, Lincoln a présenté une Continental à deux portes, une Continental à quatre portes et une Continental Town Car; vendue uniquement en version quatre portes, la Town Car se distingue par un toit en vinyle.
Pour 1971, la calandre a subi un changement de style mineur, en partie dans le but de mieux distinguer la Continental de la Mercury Marquis. La calandre et les caches des phares ont été redessinées, ces derniers étant peints dans la couleur de la carrosserie. Les freins ABS aux roues arrière (appelés Sure-Trak) étaient optionnels.
Pour 1972, plusieurs modifications fonctionnelles ont été apportées, le 7,5 L V8 a diminué en compression; bien que destiné à réduire les émissions et à s'adapter à l'essence sans plomb, la production a chuté. La tradition des moteurs exclusifs à Lincoln a pris fin, car Mercury a commencé à utiliser le 7,5 L dans la Mercury Marquis et le Colony Park en option. Des changements de style mineurs ont été apportés, la calandre et les ailes étant re-stylées; pour mieux reconnaitre la Continental, Lincoln a réintroduit des garnitures d'aile chromées. Pour la première fois depuis 1967, la Continental était équipée d'un ornement de capot. À l'intérieur, une espace plus important pour les jambes aux sièges arrière a été ajouté.
Pour 1973, le Lincoln Continental a été mis en conformité avec les réglementations fédérales en matière de collision en l'équipant d'un pare-chocs avant à absorption résistant à 8 km/h. Alors qu'un certain nombre de véhicules ont subi des révisions importantes pour se conformer à la réglementation, le Continental a été en mesure de respecter la norme en déplaçant son pare-chocs avant de plusieurs centimètres vers l'avant et en le dotant de butées d'impact en caoutchouc. Le pare-chocs arrière a été modifié de la même manière; au total, la Continental a gagné près de 127 mm de longueur.
En contrepartie de la Continental Town Car, une Continental Town Coupé à deux portes a été introduit. De la même manière que la Town Car, la Town Coupé se distingue par son dessus rembourré en vinyle.
Pour 1974, la Lincoln Continental a reçu une nouvelle calandre, passant d'un style de caisse à œufs à un design en cascade. Dans le cadre de la réglementation fédérale, un pare-chocs résistant à 8 km/h a été ajouté à l'arrière, ce qui a conduit à une refonte du pare-chocs arrière; les feux arrière ont été déplacés de l'intérieur du pare-chocs vers le dessus.

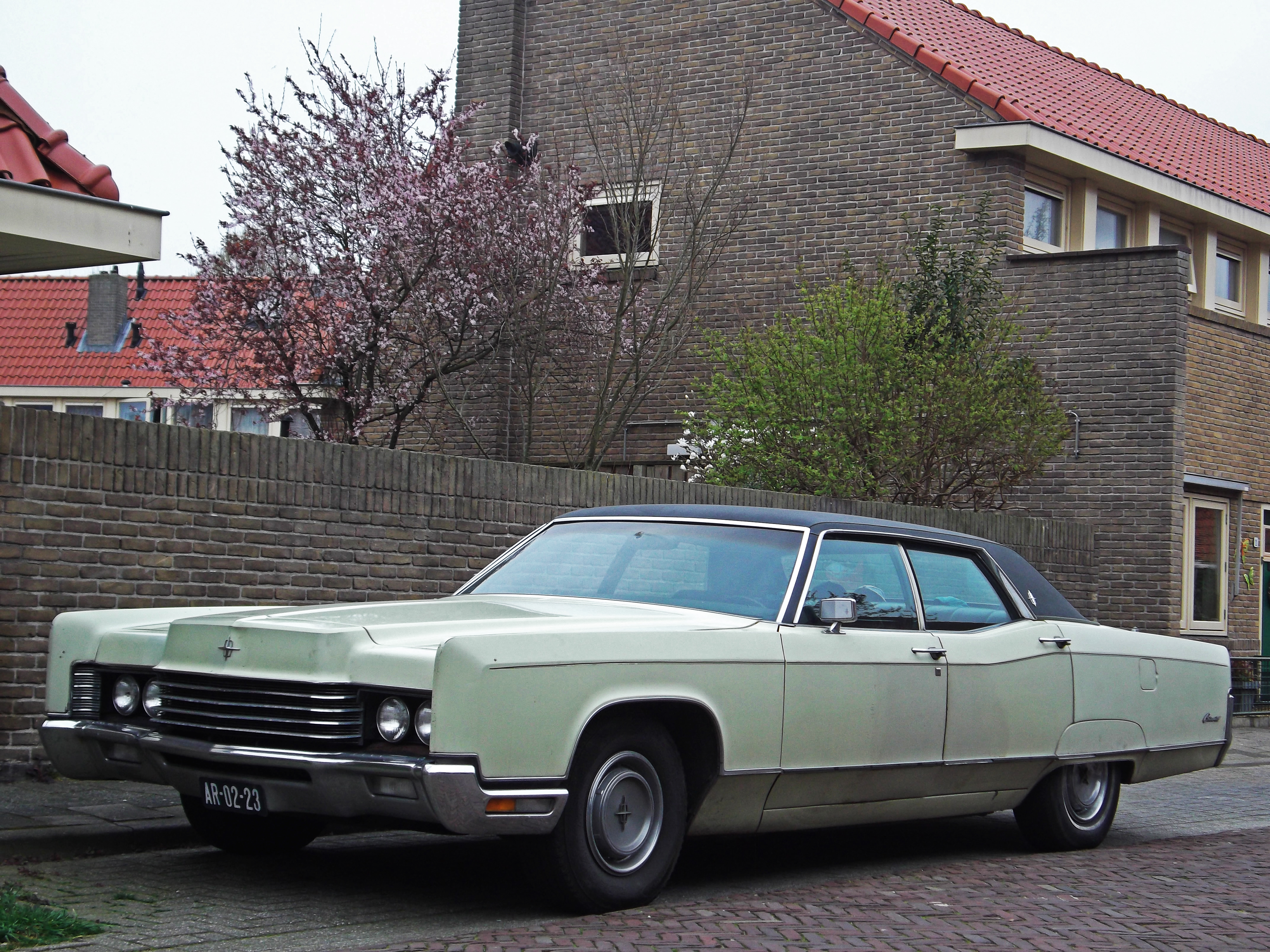
Lincoln Continental 1970
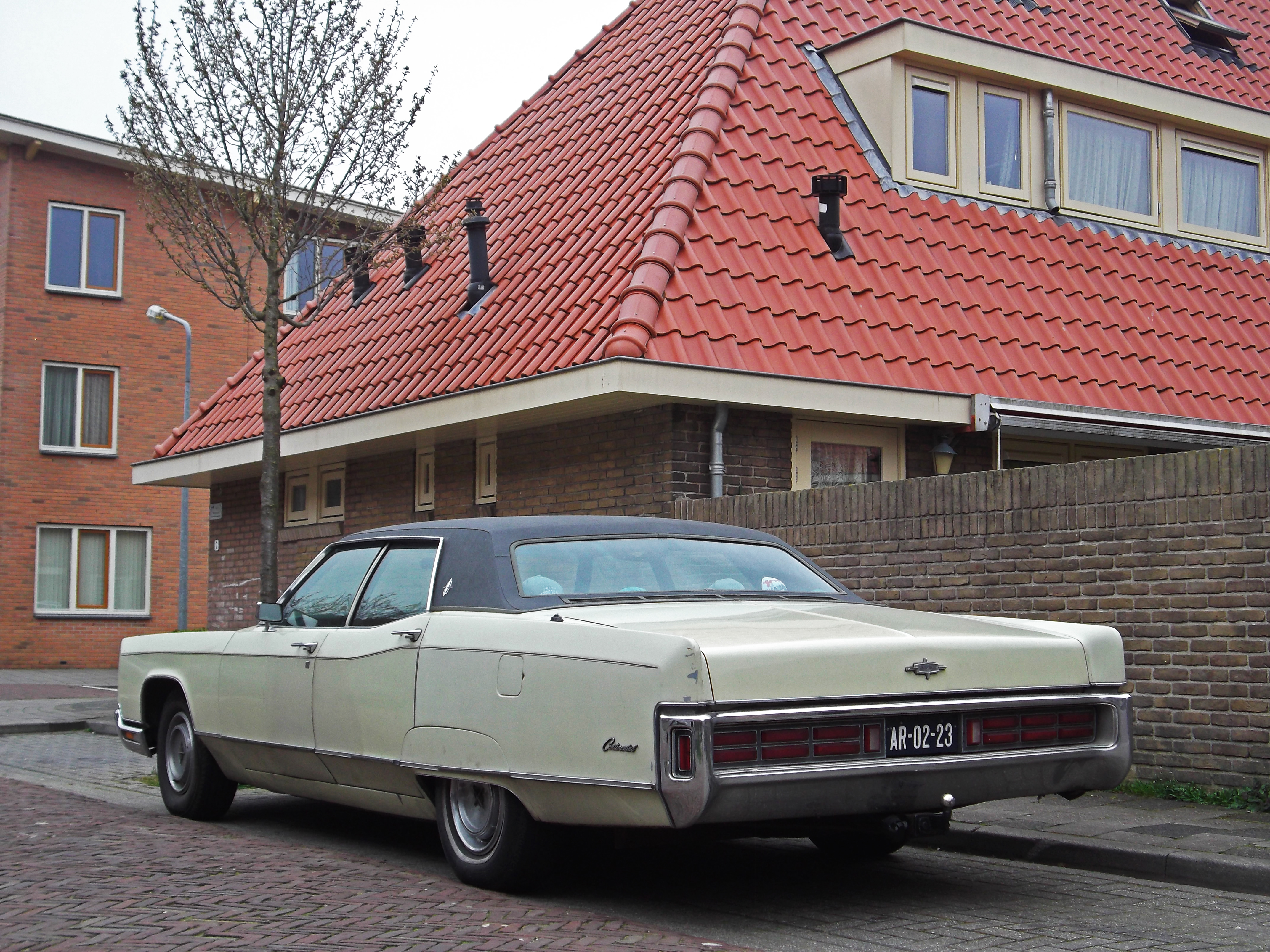
Lincoln Continental 1970, vue arrière
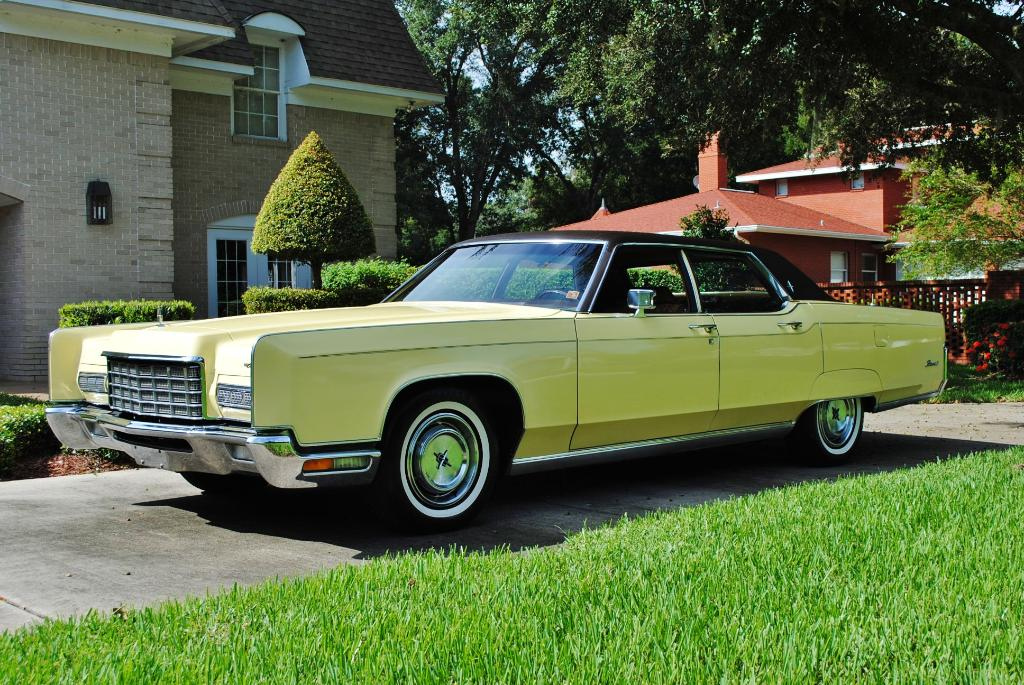
Lincoln Continental 1972
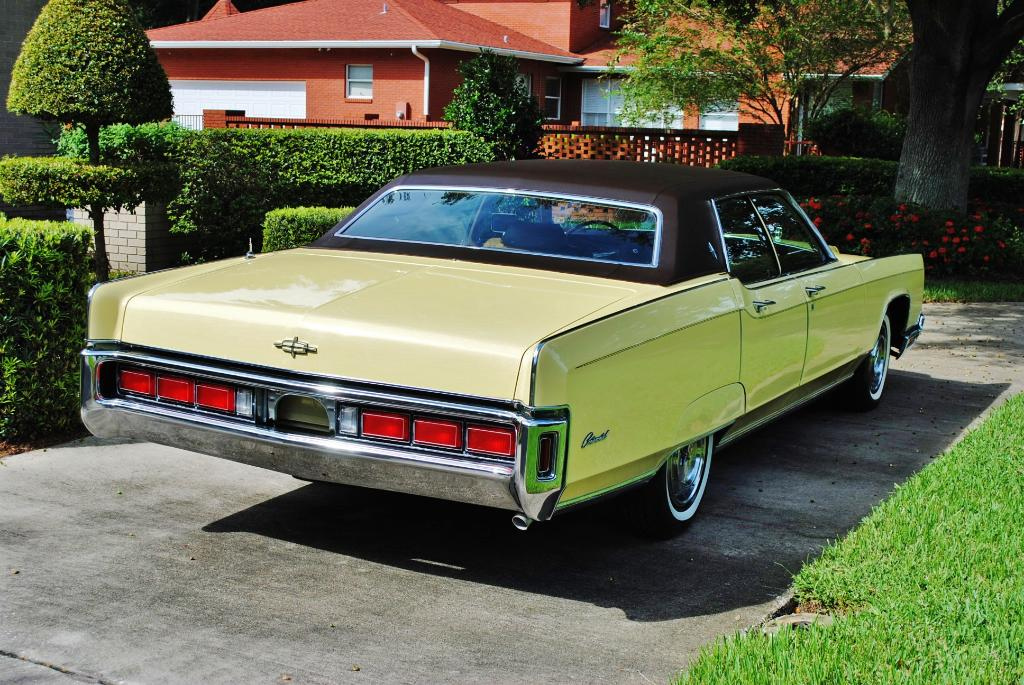
Lincoln Continental 1972, vue arrière
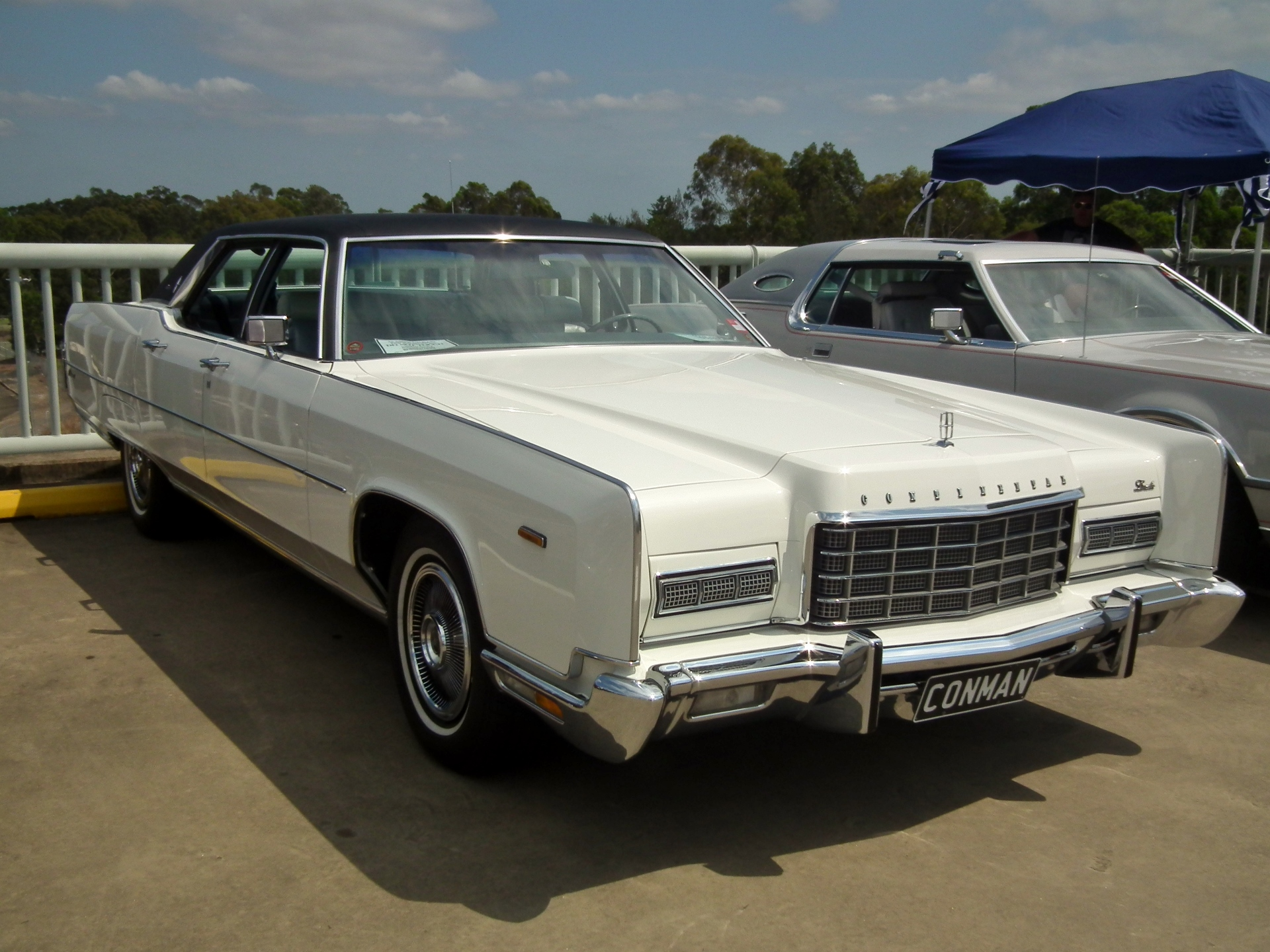
Lincoln Continental Town Car 1973
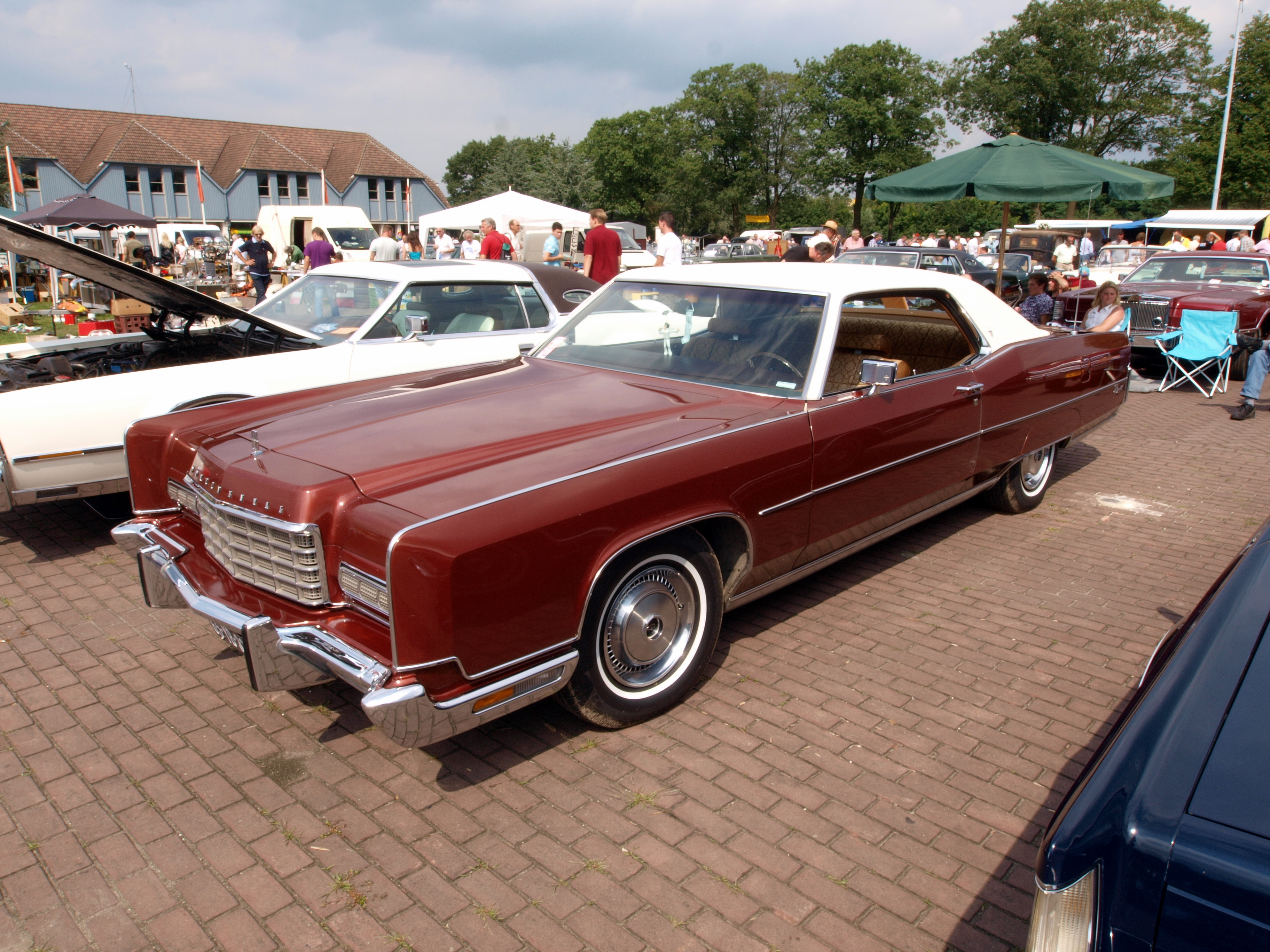
Lincoln Continental coupe 1973
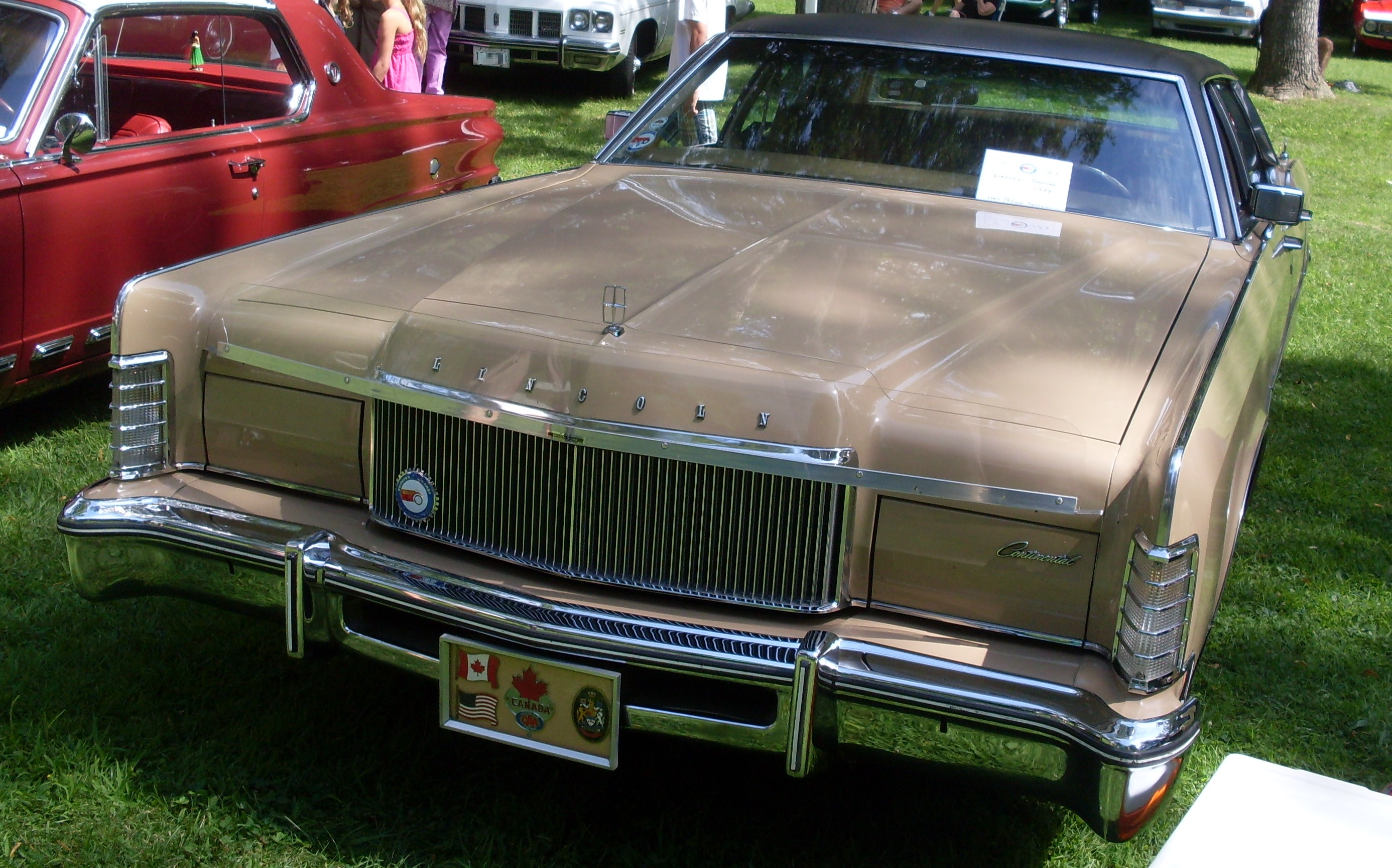
Lincoln Continental Town Car 1974
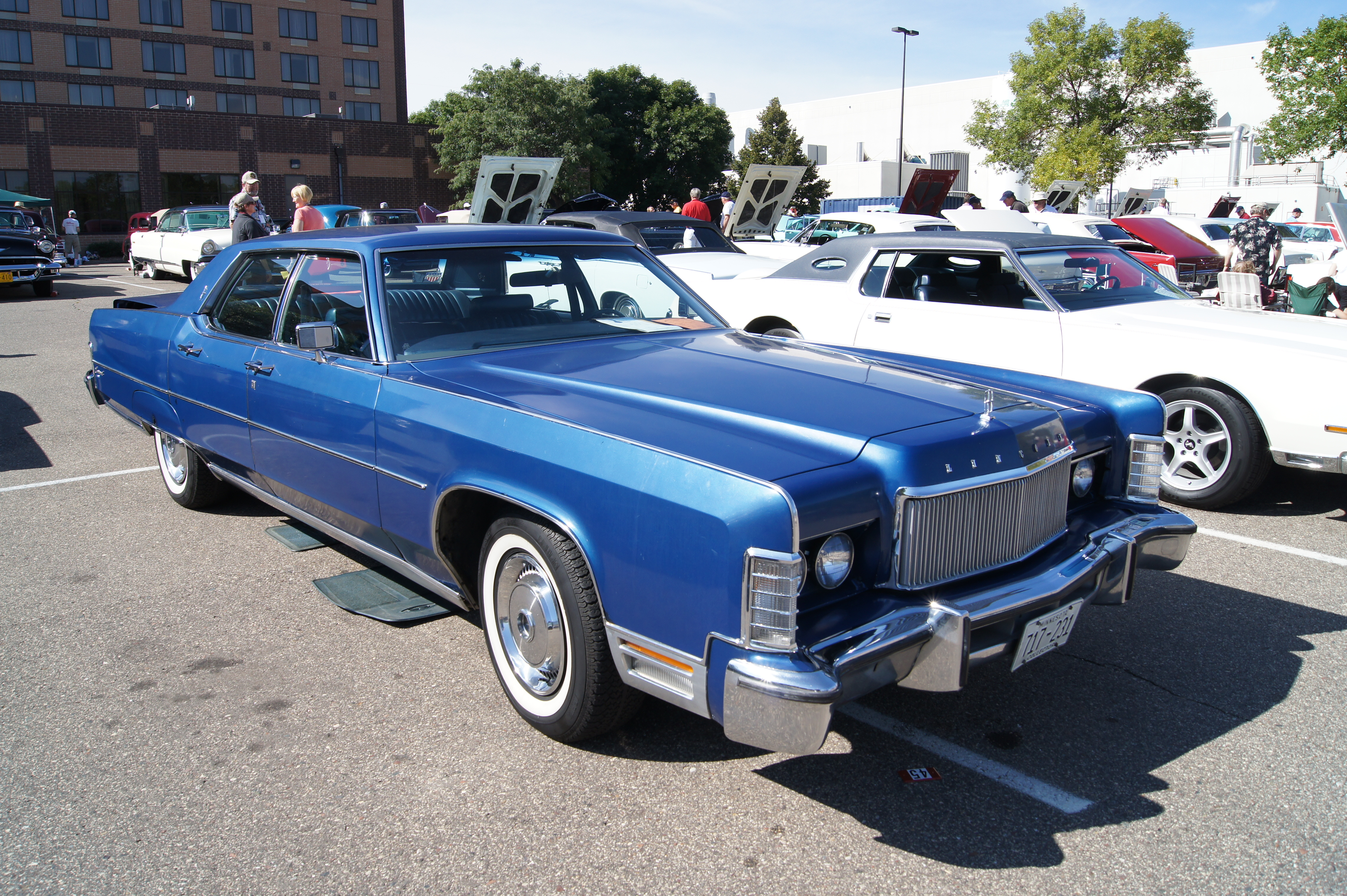
Lincoln Continental 1974

### Le Facelift de 1975

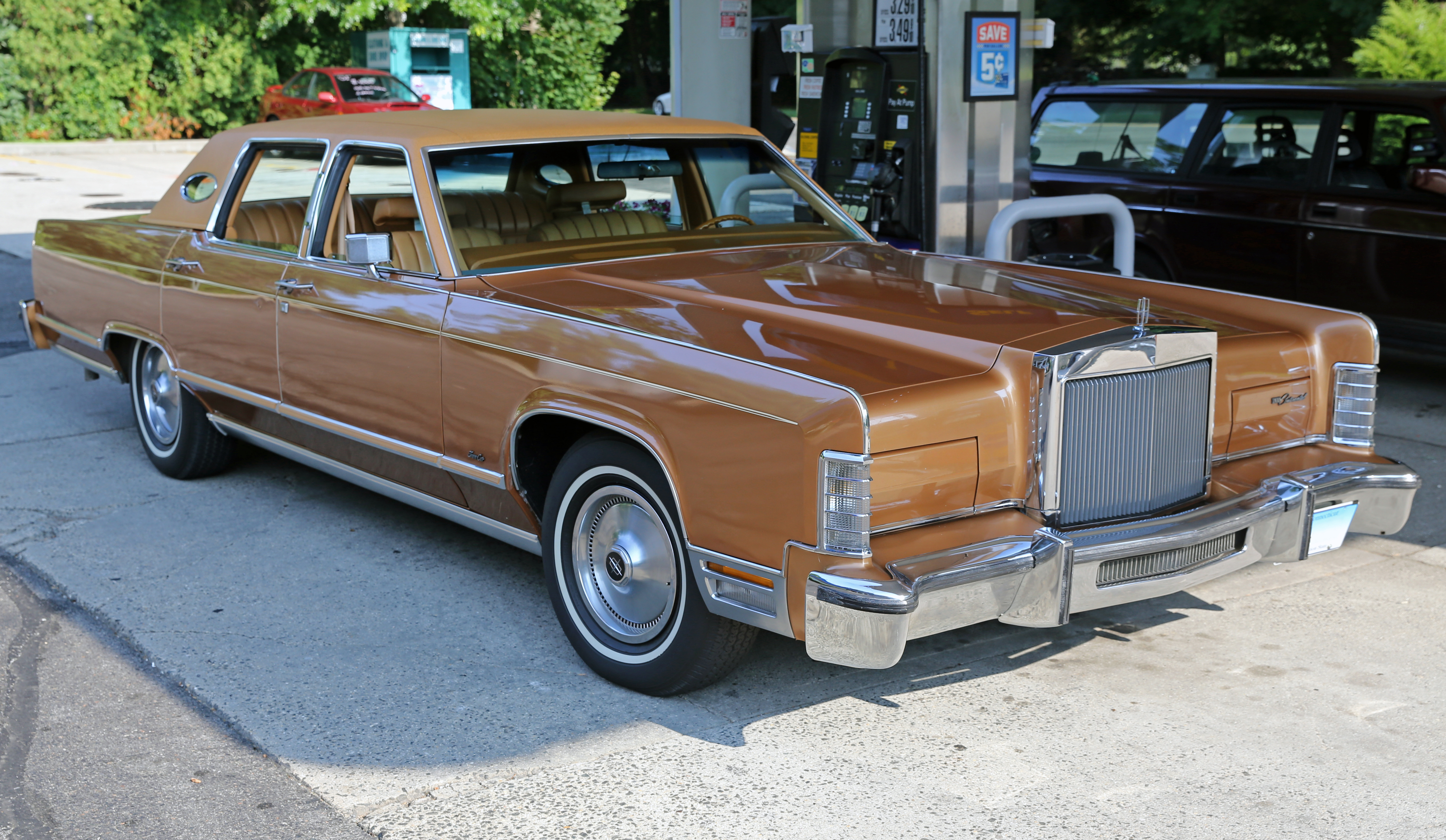
1978 Lincoln Continental Town Car

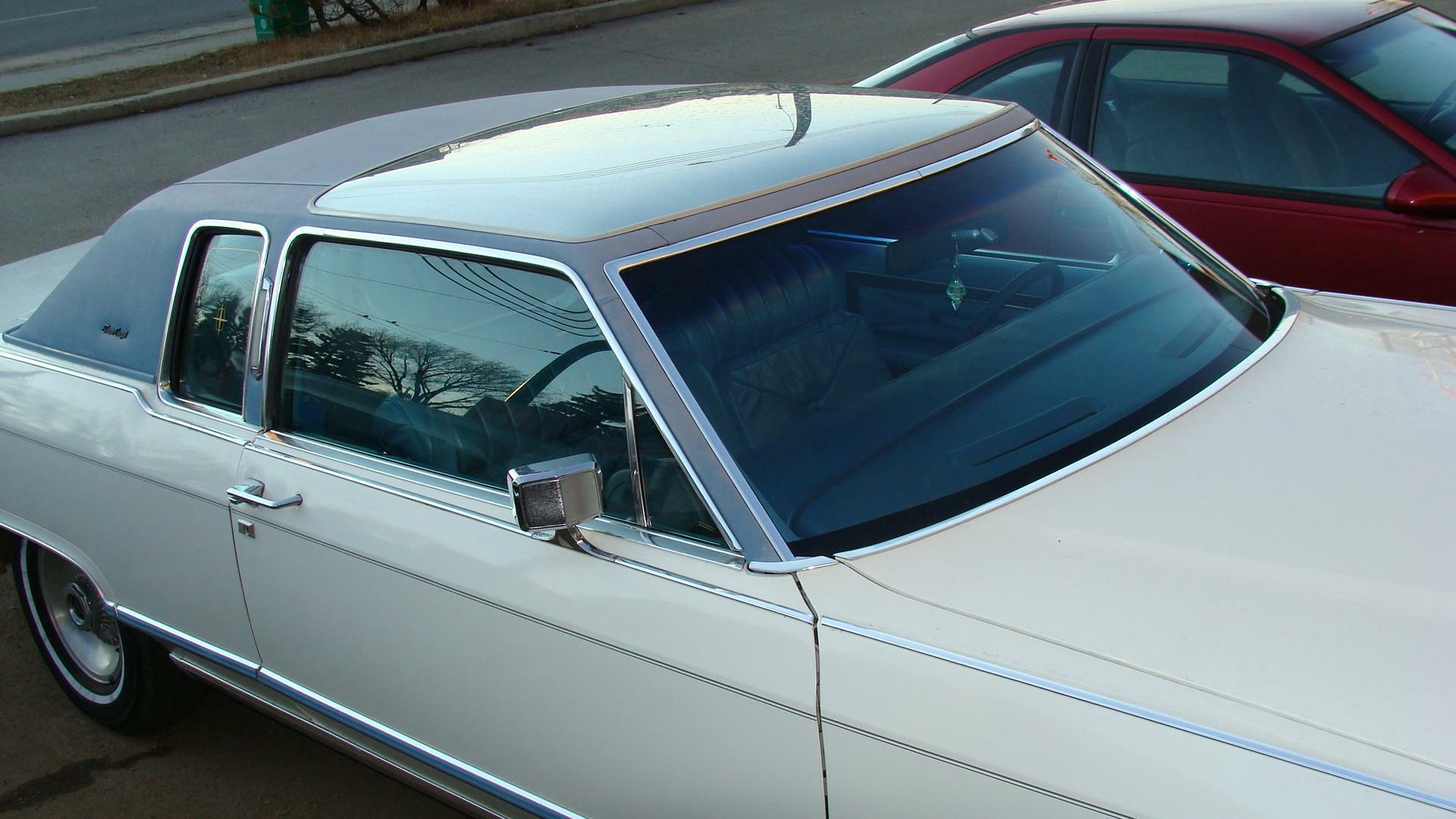
Vue du toit solaire d'une Lincoln Continental Town Coupé de 1978

Pour sa sixième année sur le marché, la Lincoln Continental est profondément modifiée pour le modèle 1975. La Mercury Marquis de 1973 lui ayant emprunté nombre d'éléments de style, les Mercury et Lincoln de 1974 étaient presque devenues des clones. De plus, la Mercury Grand Marquis planifiée pour 1975 avait un prix et des équipements extrêmement proches. Pour préserver les ventes des deux modèles, Ford choisit d'emmener le style de la Continental dans une nouvelle direction.
Bien qu'il ne fut pas possible de faire une création entièrement neuve, la Lincoln Continental de 1975 avait un style totalement différent. Les ailes plates restaient et la ligne du toit fut remplacée par un dessin plus vertical. Les coupés n'étaient plus des hard-top, mais des coupés à pilier avec une lucarne d'opéra à l'arrière. À la place du toit du style de la Mercury, les Continental à quatre portes eurent une ligne de toit rappelant celle des Cadillac Sixty Special Brougham; Les Town Car reçurent la lucarne d'opéra ovale introduite sur la Mark IV. À côté de ces changements, Lincoln apporta de nettes améliorations au système de freinage. Créés par Bendix, la Lincoln Continental devint une des premières voitures américaines à proposer quatre freins à disque (mais en option). Comme les pots catalytiques remplaçaient les pots traditionnels, le moteur V8 ne put plus consommer d'essence plombée.
Pour 1976, l'extérieur garda les mêmes grandes lignes. Pour baisser le prix de vente, de nombreuses options devenues équipement standard l'année précédente redevinrent des options.

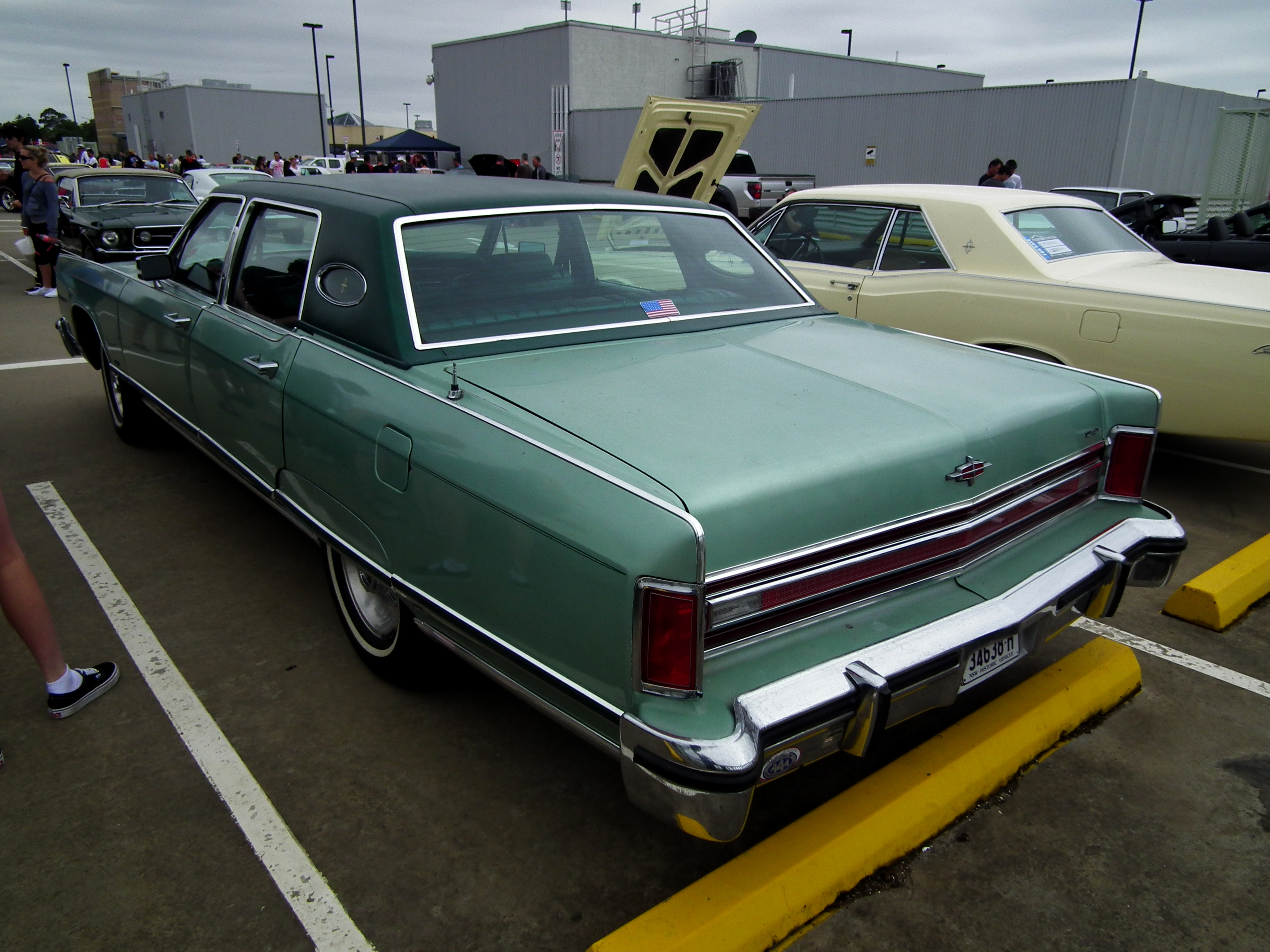
Vue arrière de la Lincoln Continental Town Car de 1977

En 1977, à la suite de la diminution de taille de toute la gamme Cadillac, la Continental fut la plus grande automobile de série au monde, surpassée uniquement par quelques limousines comme les Mercedes-Benz 600, Rolls-Royce Phantom VI, et ZIL-4104. Pour encore améliorer le style de la voiture, Lincoln remplaça la calandre genre Mercury par une calandre simulant le radiateur Rolls-Royce déjà vue sur la nouvelle Mark V. Ces changements de style restèrent sur la Continental et la Town Car jusqu'en 1997. Après le modèle 1975, le moteur 7,5 L fut banni en Californie par des règlementations sur les émissions et toutes les Lincoln 1977 utilisèrent le moteur 6,6 L. Après avoir continué avec le moteur 7,5 L dans les 49 autres états, vers le milieu de l'année il devint une option à 133 $ (en dehors de Californie).
Pour le modèle 1978, afin de réduire le poids et le coût et aussi de rafraîchir l'intérieur, le tableau de bord en acier utilisé depuis 1970 est remplacé par celui en plastique venant de la Mercury Marquis. Les jupes d'ailes arrière furent redessinées, montrant un peu plus les roues. En plus du toit ouvrant en verre en option, Lincoln proposa un toit de verre fixe avec un rideau intérieur, option qui n'était plus disponible depuis la Ford Fairlane Crown Victoria Skyliner.
En 1979, la Lincoln Continental resta la plus grande voiture américaine en production, car les Ford LTD et Mercury Marquis furent réduites en taille. Le moteur 7,5 L V8, le plus gros moteur de voiture de production de série au monde entre 1977 et 1978, fut abandonné en 1978 toutes les Lincoln de 1979 avaient le 6,6 L. Le tableau de bord introduit en 1978 reçoit une décoration en imitation bois.

## Sixième génération (1980 - 1981)

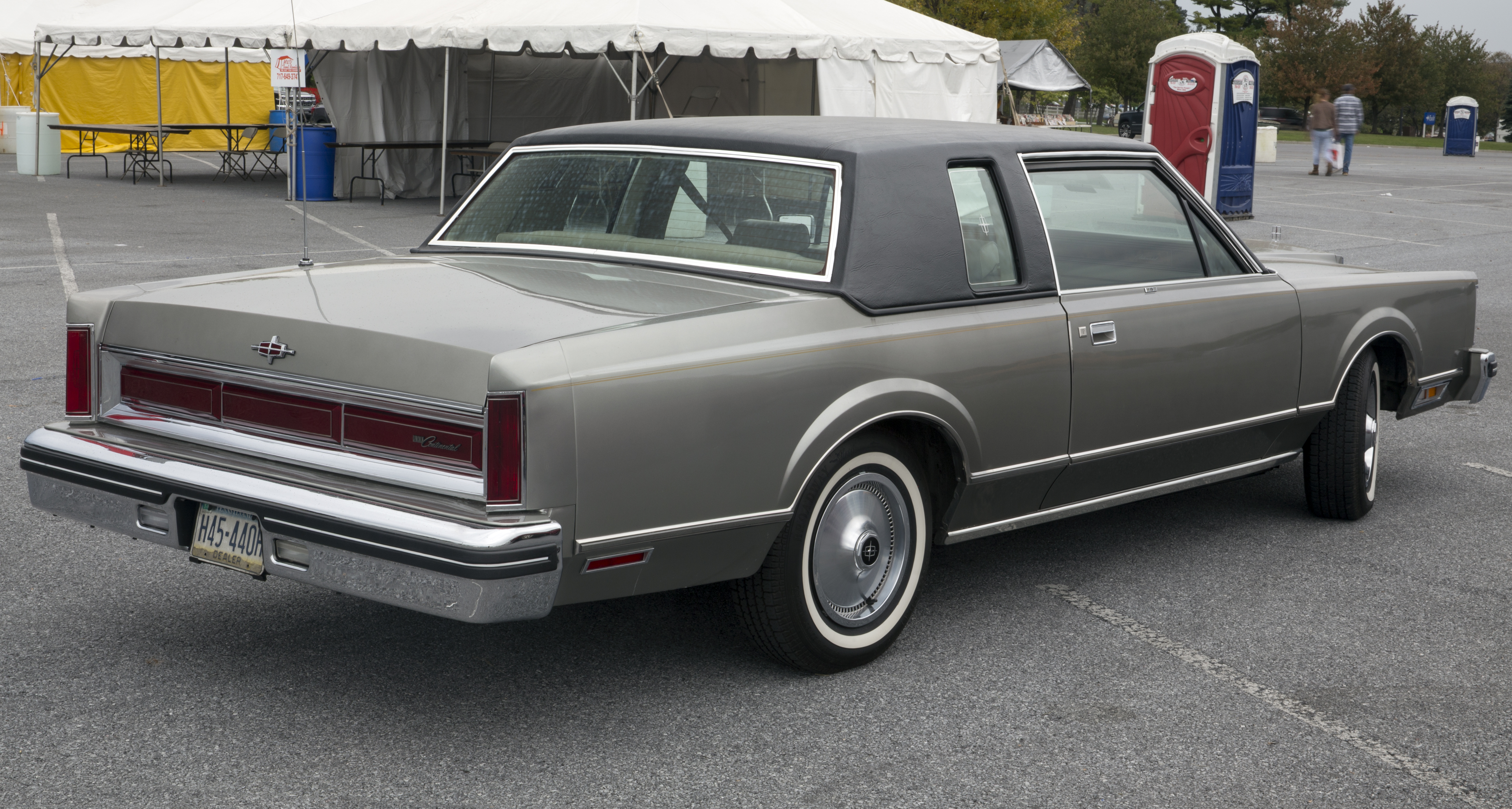
Lincoln Continental coupé 1980 vue arrière

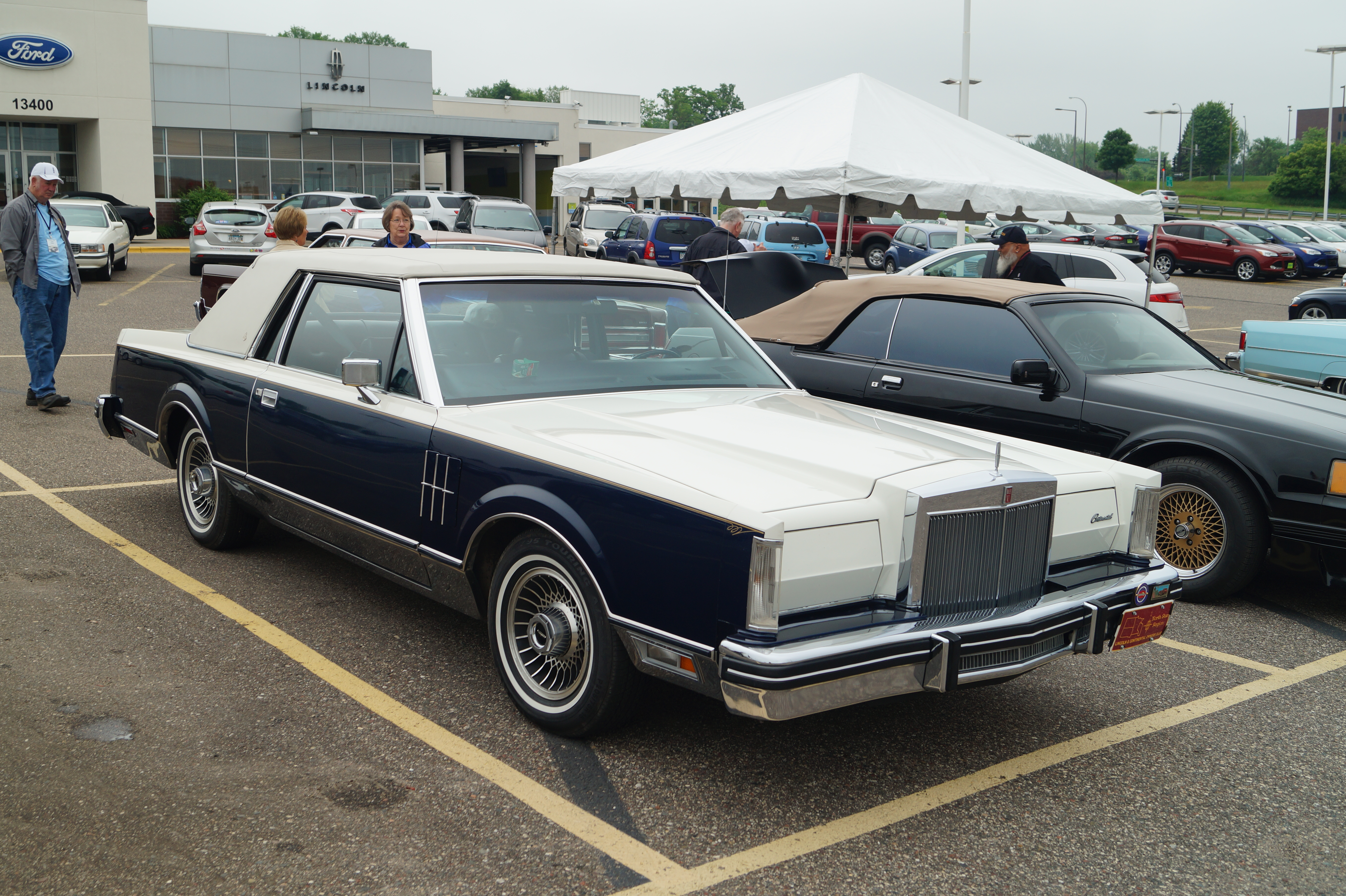
Lincoln Continental Mark VI 1980

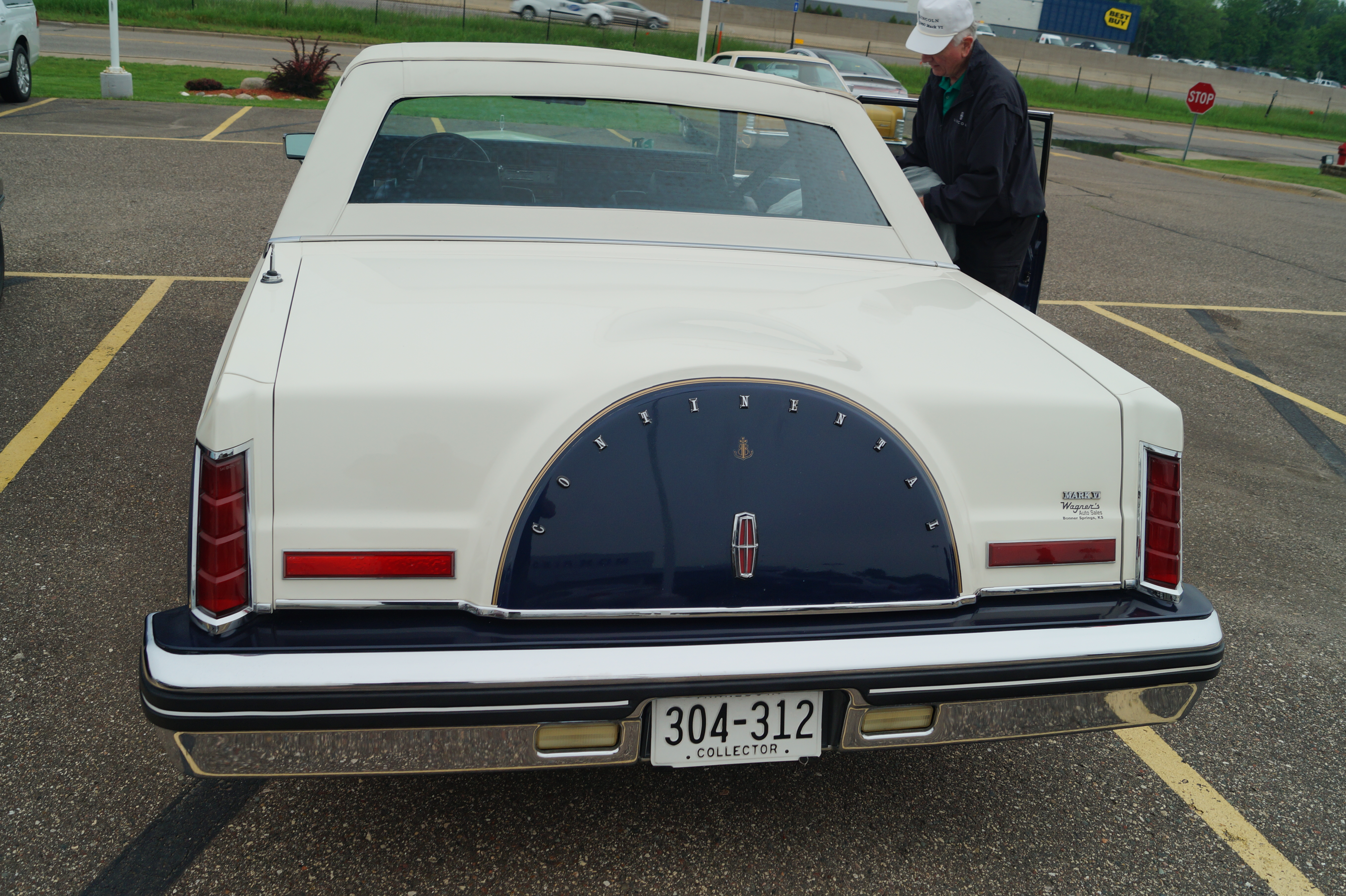
Lincoln Continental Mark VI 1980 vue arrière)

Avec l'adoption imminente des normes fédérales d'économie de carburant (CAFE) faisant des grosses voitures des années 1970 une menace financière potentielle pour Ford Motor Company, en 1979, les berlines pleine grandeur Ford et Mercury ont subi une radicale réduction de taille; Lincoln est devenue la dernière marque américaine à proposer une gamme de modèles réduits en taille pour l'année modèle 1980. Dans un autre changement de modèle en profondeur, le Lincoln Continental est devenu le pendant du nouveau produit : la Continental Mark VI, la première gamme de modèles de la série Mark plus petite que ses prédécesseurs.
Tout en étant à la traîne derrière Cadillac pendant trois ans pour réduire ses tailles de modèles, la refonte de la Continental a fourni à Lincoln une amélioration d'économie de carburant d'année en année (38%) de l'histoire de Ford.  Parallèlement à une réduction massive du poids à vide, l'introduction d'une transmission à surmultiplication à 4 vitesses a permis à Lincoln de surpasser ses concurrents, passant de la marque avec la pire note de 1979 CAFE à la voiture pleine grandeur la plus économe en carburant vendue.
L'un des véhicules les plus avancés technologiquement jamais vendus par Ford à l'époque, le Continental 1980 a introduit une transmission automatique surmultipliée à 4 vitesses de série, une injection électronique de carburant avec gestion du moteur contrôlée par ordinateur (EEC-III), un tableau de bord numérique et un ordinateur de bord (mesure en temps réel et moyenne des chiffres de consommation de carburant et de l'autonomie). Tout au long de la décennie, de nombreuses fonctionnalités se retrouveront dans de nombreux autres véhicules Ford et Lincoln-Mercury.
La sixième génération de la Lincoln Continental ne sera offerte que pour 1980. Pour éliminer la saturation de la gamme de modèles Lincoln, la Continental de sixième génération a été réédité sous le nom de Lincoln Town Car pour 1981 (qui durera effectivement à travers ce modèle jusqu'en 1989). Après le retrait en 1980 de la Versailles et l'introduction de la Town Car, la marque Continental a été déplacée vers le segment de taille moyenne pour l'année modèle 1982 (en sautant l'année modèle 1981). Bien qu'elle n'ait jamais été officiellement annoncée en remplacement du Versailles, la Continental 1982 est devenue la concurrente Lincoln de la Cadillac Seville. Le Mark VI a mis fin à son modèle après l'année modèle 1983 et a été remplacé par le Mark VII, un véhicule bien différent.

### Châssis
L'adoption de la toute nouvelle plate-forme Ford Panther, partagée avec la Ford LTD et Mercury Marquis, était au cœur de la refonte. Tout en conservant la disposition corps sur châssis de son prédécesseur et en utilisant un groupe motopropulseur à traction arrière, la plate-forme Panther a apporté des modifications techniques majeures pour réduire le poids à vide. De plus, le châssis lui-même était plus petit dans plusieurs dimensions clés. Alors qu'elle était seulement environ 50 mm plus étroite, la Continental 1980 a perdu 254 mm de son empattement et 356 mm en longueur. En perdant près de 450 kg de poids à vide, la Continental 1980 est arrivée à moins de 90 kg du poids à vide du Lincoln Versailles «compact».
En se concentrant sur l'économie de carburant, la plate-forme Panther a été développée sans l'utilisation des 6,6 L ou 7,5 L V8 alimentant des Lincoln-Mercury pleines grandeur tout au long des années 1970. À leur place se trouve le premier moteur V8 à injection de carburant produit par Ford Motor Company. Basé sur le petit bloc V8 de 4,9 L, le nouveau V8 de 5,0 L de 129 ch (arrondi à partir de sa véritable cylindrée de 4,9 litres) était le premier moteur américain Ford à «déplacement métrique». En option, un V8 Windsor à carburateur de 5,8 L à carburateur de 140 ch était disponible. À la place de la transmission automatique C6 à 3 vitesses, une toute nouvelle transmission automatique à surmultiplication à 4 vitesses AOD. Développée sous le nom de Ford Integral Overdrive (FIOD), cette transmission comportait à la fois un Overdrive de rapport 0,67 / 1 et les troisième et quatrième vitesses à verrouillage.
La nouvelle plate-forme Panther a permis des changements dans la géométrie de la suspension du nouveau Continental et de nombreuses améliorations ont été apportées à la direction assistée. Avec cela, et la taille globale réduite, la Lincoln Continental 1980 a pu conserver le comportement et la sensation traditionnels des grandes voitures, tout en offrant une amélioration majeure de sa maniabilité. Par rapport aux homologues GM et Chrysler de la Continental 1980 et aux modèles Lincoln de 1979, la nouvelle voiture offrait des manœuvres plus agiles, ainsi qu'un diamètre de virage réduit de plus de 2,44 m (par rapport à la Lincoln Continental de 1979).

### Corps
Bien que partageant une plate-forme et un groupe motopropulseur communs avec la Ford LTD et la Mercury Marquis, la Lincoln Continental était bien différenciée de ses homologues; aucun panneau de carrosserie visible n'était commun entre les trois véhicules. En revanche, le Continental 1980 a été positionné comme le modèle de base de la gamme des modèles Lincoln; la Continental Town Car / Town Coupé a fait son retour en tant que modèle haut de gamme. Comme tous les Continentals portaient des toits rembourrés, les Continental Town Cars étaient largement différenciées par la peinture bicolore. Les Lincolns se distinguaient des Continental Mark VI par leurs phares exposés et leurs feux arrière pleine largeur (au lieu d'un «coffre de roue de secours Continental»). Les Lincoln à deux portes se distinguent des deux portes Mark VI avec leur ligne de toit «crantée»; ils partagent un empattement commun avec les Lincoln à quatre portes.

## Septième génération (1982 - 1987)
À la suite de la baisse des ventes et de l'adoption de la plate-forme Panther pour l'année modèle 1980, la division Lincoln a été confrontée à un problème majeur. Après l'arrêt de la compacte Lincoln Versailles au début de 1980, Lincoln ne se retrouva plus qu'avec deux grandes berlines. Bien qu'elles viennent d'être mis en vente, la Lincoln Continental et la Continental Mark VI étaient des véhicules fonctionnellement identiques. Mis à part le couvercle de coffre «Continental Tire», les panneaux de quartiers arrière uniques, les différents feux arrière et les phares cachés du Mark VI, les deux véhicules offraient peu de différenciation.
La Lincoln Continental a fait son retour au début de 1981 en tant que modèle 1982. Pour séparer davantage la Continental de la Town Car, les concepteurs de Lincoln ont déplacé la marque Continental dans le segment de taille moyenne. Uniquement vendue comme une berline à quatre portes, la Continental a été commercialisée pour concurrencer directement la Cadillac Seville et la Imperial. En utilisant les leçons apprises de la Lincoln Versailles, les stylistes de Lincoln ont pris grand soin de différencier la Continental de luxe des berlines Ford Granada et Mercury Cougar partageant la plate-forme Ford Fox avec elle ; contrairement au Versailles, aucun panneau de carrosserie visible n'a été partagé. Le Continental a partagé son empattement et son groupe motopropulseur avec le Continental Mark VII introduit pour l'année modèle 1984.
À partir de l'année modèle 1981, tous les fabricants devaient utiliser un code VIN de 17 caractères. Les trois premiers chiffres sont le World Manufacturer Identifier qui indique la marque de la voiture. 1982–1985 Les berlines Continental 4 portes ont le code VIN séparé 1MR qui désigne Continental comme marque au lieu de 1LN comme Lincoln (tout comme la Town Car).
En 1986, la situation a été clarifiée par Ford Motor Company lorsque le Continental a été réaffecté au code VIN 1LN pour désigner Lincoln comme marque.

### Châssis
Passant de la plate-forme Ford Panther à la plate-forme Ford Fox, la Lincoln Continental est devenue pour la première fois une voiture de taille moyenne. Dans sa refonte, le Continental perdra près de 229 mm d'empattement et 457 mm de longueur, et plus de 180 kg. Bien que ce soit la Lincoln à empattement le plus court jamais produite (à l'époque), la Continental utilise une version à empattement allongé de 2 756 mm de la plate-forme Fox utilisée par la Ford Thunderbird (huitième génération) et Mercury Cougar. Contrairement à sa concurrente la Cadillac Seville, qui est passée à une plate-forme GM à traction avant, la Continental a conservé l'utilisation de la propulsion.
La Lincoln Continental 1982 était équipée de deux moteurs différents. Le moteur standard était une version à carburateur de 131 ch du V8 de 5,0 L. Avec l'option sans frais d'un V6 de 3,8 L (partagé avec les Ford Thunderbird et Mercury Cougar) ; ce fut la première Lincoln sans V8 depuis 1948. Les deux moteurs ont été abandonnés pour l'année modèle 1983, remplacés par le V8 de 5,0 L à injection de la Town Car. Les trois moteurs étaient équipés de la transmission Ford AOD. En réponse aux options de moteur diesel disponibles dans les Cadillac et un certain nombre de marques de luxe européennes, Lincoln a présenté un turbodiesel en ligne de 2,4 L de 114 ch en option provenant de BMW (avec une transmission automatique ZF à 4 vitesses) pour 1984. Avec seulement 1500 vendus, le Continental à moteur diesel a rarement été commandée et abandonnée après l'année modèle 1985. La septième génération a introduit deux caractéristiques originales dans l'industrie: les amortisseurs à gaz et les pneus auto-obturants.

### Carrosserie

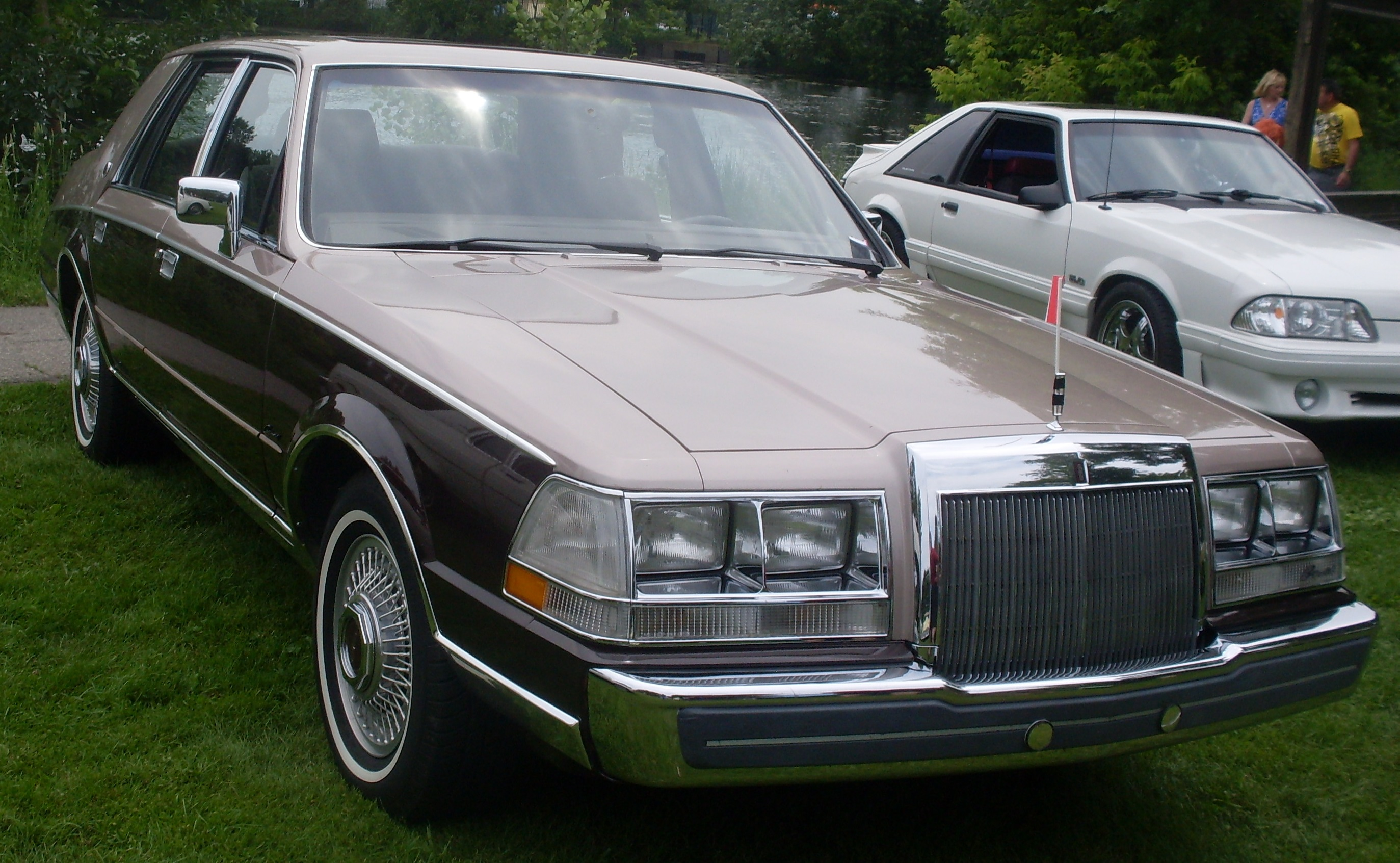
1984–1987 Lincoln Continental

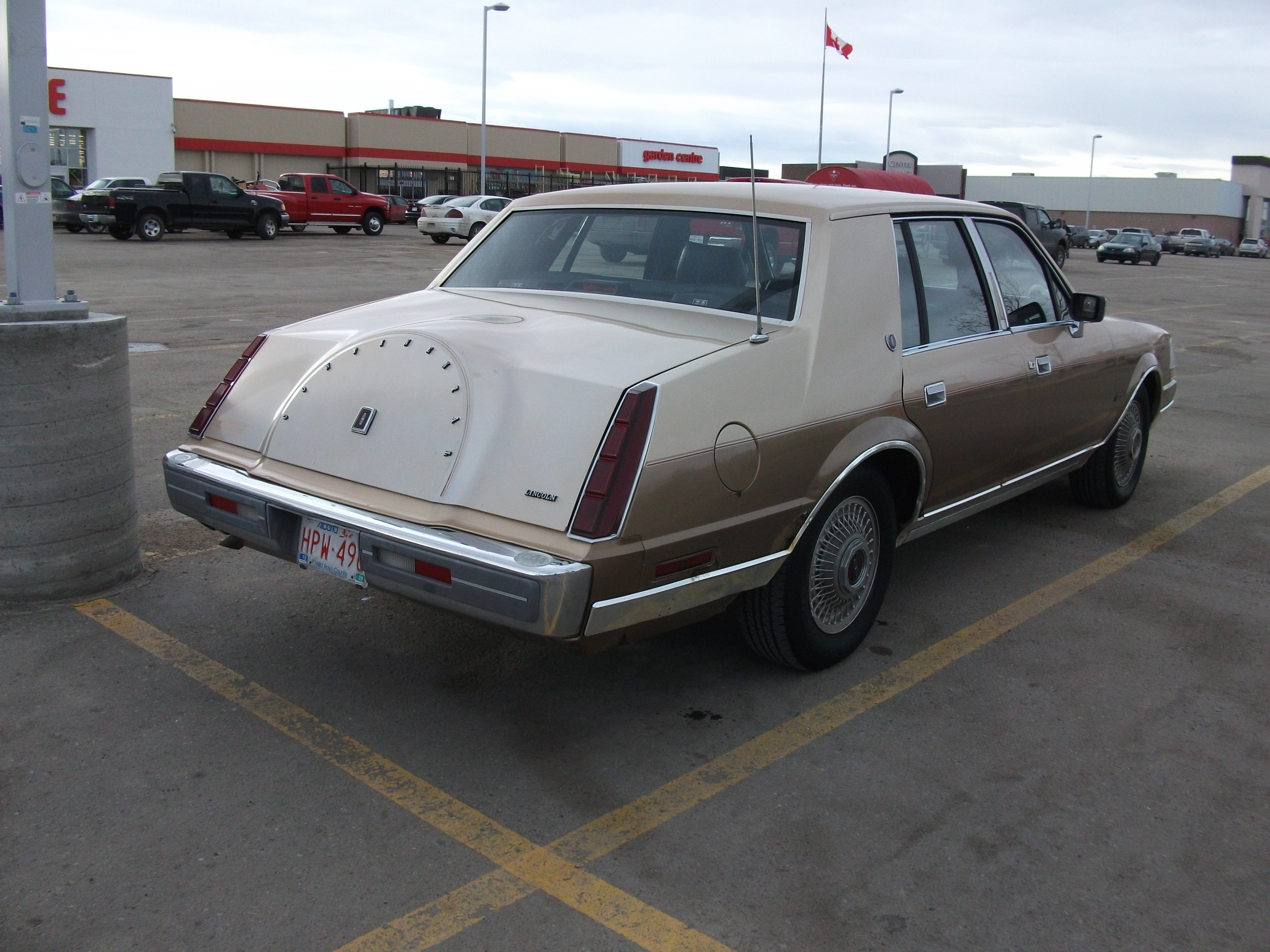
1986–1987 Lincoln Continental

Pour la première fois sur une Continental portant la marque Lincoln, le «coffre de roue de secours Continental» vu sur la série Mark a été utilisé comme élément de conception du couvercle du coffre. De plus, le couvercle du coffre portait l'inscription «CONTINENTAL» au lieu de «LINCOLN» (tout comme le Versailles, le premier Lincoln à le faire). Comme Ford Motor Company avait l'intention de concurrencer la Cadillac Seville, la moitié arrière de la voiture a été conçue avec un couvercle de coffre incliné «à l'arrière», s'inspirant du Lincoln-Zephyr de la fin des années 1930. La conception du couvercle du coffre du Continental s'est avérée moins extrême que celle du Séville. L'ajout d'une bande horizontale en chrome brossé qui courait de chaque côté de Continental, ainsi que de nombreuses combinaisons de couleurs bicolores, lui ont donné une apparence plus conventionnelle par rapport à la Cadillac.
Coïncidant avec l'introduction du Continental Mark VII à deux portes, le Lincoln Continental a reçu une mise à jour de style pour l'année modèle 1984. La carrosserie était équipée de pare-chocs avant et arrière affleurant et de feux arrière révisés. Bien qu'il ne soit pas équipé des phares composites du Mark VII, le carénage avant du Continental a été révisé avec une calandre inclinée flanquée de phares quadruples encastrés et de feux de position enveloppants plus grands intégrant des feux de virage, ce qui le rendait plus aérodynamique. À l'intérieur, les portes et le tableau de bord étaient équipés d'une garniture noire satinée (accentuée de placage de noyer véritable à faible brillance pour l'année modèle 1986 uniquement). Les autres changements dans le reste de la production se limitaient principalement aux couleurs de peinture et aux détails des motifs de rembourrage. La voiture a continué par la suite avec quelques changements. Tous les modèles étaient également équipés du système d'entrée sans clé monté sur la porte, à ne pas confondre avec un système sans clé à distance.

### Versions
Pour 1982, la Continental était proposée en version de base, Signature et Givenchy Designer. Pour 1983, la version Signature a été abandonnée et donnée à la Town Car et à la Mark VI; la série Valentino Designer a été ajoutée. Après l'année modèle 1985, la série Valentino Designer a été abandonnée au profit de la série Givenchy. Incluant de nombreuses fonctionnalités standard supplémentaires, les Continentals de la série Signature, Valentino et Givenchy Designer ont ajouté de 3 100 à 3 500 $ au prix d'un modèle standard. Les modèles Signature et Givenchy entièrement optionnels dépassaient 26 500 $ (70 207 $ en dollars courants).

## Huitième génération (1988 - 1994)
À la fin des années 1980, le segment du luxe dans lequel la Continental était en concurrence avait radicalement changé par rapport à la décennie précédente. En plus des concurrents traditionnels Cadillac et Chrysler, la Continental se trouvait en rivalité avec Mercedes-Benz, BMW, Audi et les véhicules haut de gamme de Acura, Lexus et Infiniti. Par anticipation, Lincoln avait choisi de réinventer complètement la Continental, en commençant par le développement du modèle de huitième génération au 4e trimestre 1981. La Continental 1988 a été mis en vente le 26 décembre 1987 et a partagé son châssis monocoque avec le Ford Taurus et le Mercury Sable, en utilisant sa propre carrosserie et design intérieur. Cette Continental est devenue la première Lincoln à traction avant et la première Lincoln depuis 1948 vendue sans moteur V8. Dans le cadre d'un extérieur plus conservateur, le "coffre continental" en pente a été supprimé. Bien que plus long de 102 mm, elle pesait 77 kg de moins que son prédécesseur. Pour la première fois depuis 1980, la Continental correspondait étroitement à son homologue la Cadillac DeVille en taille.
En volume intérieur, la Continental était la plus grande voiture à traction avant vendue en 1988, et a été reconnue par «Car and Driver» sur sa liste 1989 "Ten Best". La puissance était fournie par un V6 Essex de 3,8 L de 140 ch nouvellement introduit sur le Taurus / Sable pour 1988. Une caractéristique exclusive de la Continental était la suspension pneumatique adaptative et la direction assistée à assistance variable de série. En 1990, la puissance du moteur a été révisée à 155 ch, et à 160 ch pour 1993. Toutes les Continentals étaient équipées d'une transmission automatique overdrive à 4 vitesses.

### Carrosserie
Alors que l'extérieur du Continental adopte de nombreuses lignes fluides, y compris le verre encastré, les phares encastrés et les portes enveloppantes de ses homologues comme la Taurus, il adopte également plusieurs caractéristiques de style plus conservatrices, y compris un montant en C plus droit. Ce montant, la calandre chromée, la longue plate-forme et la refonte du couvercle de coffre incliné ont augmenté l'espace du coffre de 425 à 538 dm3 (correspondant à la Town Car).
En octobre 1988, pour l'année modèle 1989, un tableau de bord redessiné a été introduit pour accueillir deux airbags. Cette décision sans précédent a fait de Ford Motor Company le premier constructeur automobile américain à proposer des airbags comme équipement standard pour le conducteur et le passager avant (le deuxième constructeur automobile au monde après la Porsche 944 Turbo de 1987). En 1989, pour l'année modèle 1990, une mise à jour extérieure mineure comprenait une nouvelle calandre, un ornement de capot et des feux arrière. À la fin de 1993 pour l'année modèle 1994, un lifting plus important a été effectué, y compris de nouveaux pare-chocs, des moulures de bas de caisse et des moulures latérales. La garniture extérieure a été redessinée, y compris une calandre redessinée de couleur argent, des feux arrière redessinés, une garniture de couvercle de coffre révisée et la plaque signalétique Lincoln est déplacée sur la calandre et les feux arrière. L'option siège baquet a reçu un volant redessiné.

### Versions
Dans le cadre de la refonte, Lincoln a simplifié la gamme de versions; il ne restait que la série standard (appelée plus tard «Executive») et Signature.
Pour la première fois depuis 1981, les 6 places font leur retour. Les sièges en cuir étaient de série (avec du velours disponible en option sans frais). Les principales options comprenaient un lecteur de disque compact, un pare-brise chauffant électrique (1988–1992), système audio JBL, toit ouvrant électrique en verre, une ouverture sans clé, un système d'alarme antivol, un téléphone portable (à partir de 1990), des sièges à mémoire à trois positions et un choix de roues. Pour l'année modèle 1993 (production 1992), une version «Sièges individuels» était disponible, abandonnant le levier de vitesses à colonne chromé habituel et la banquette divisée 50/50 «salon confort» (et la capacité de 6 passagers) pour une console centrale avec levier de vitesses au sol, accoudoir de rangement, porte-gobelet et 5 sièges. 1994 était la dernière année où la Continental était proposée dans les versions Executive et Signature. Une version Executive Touring était également disponible.

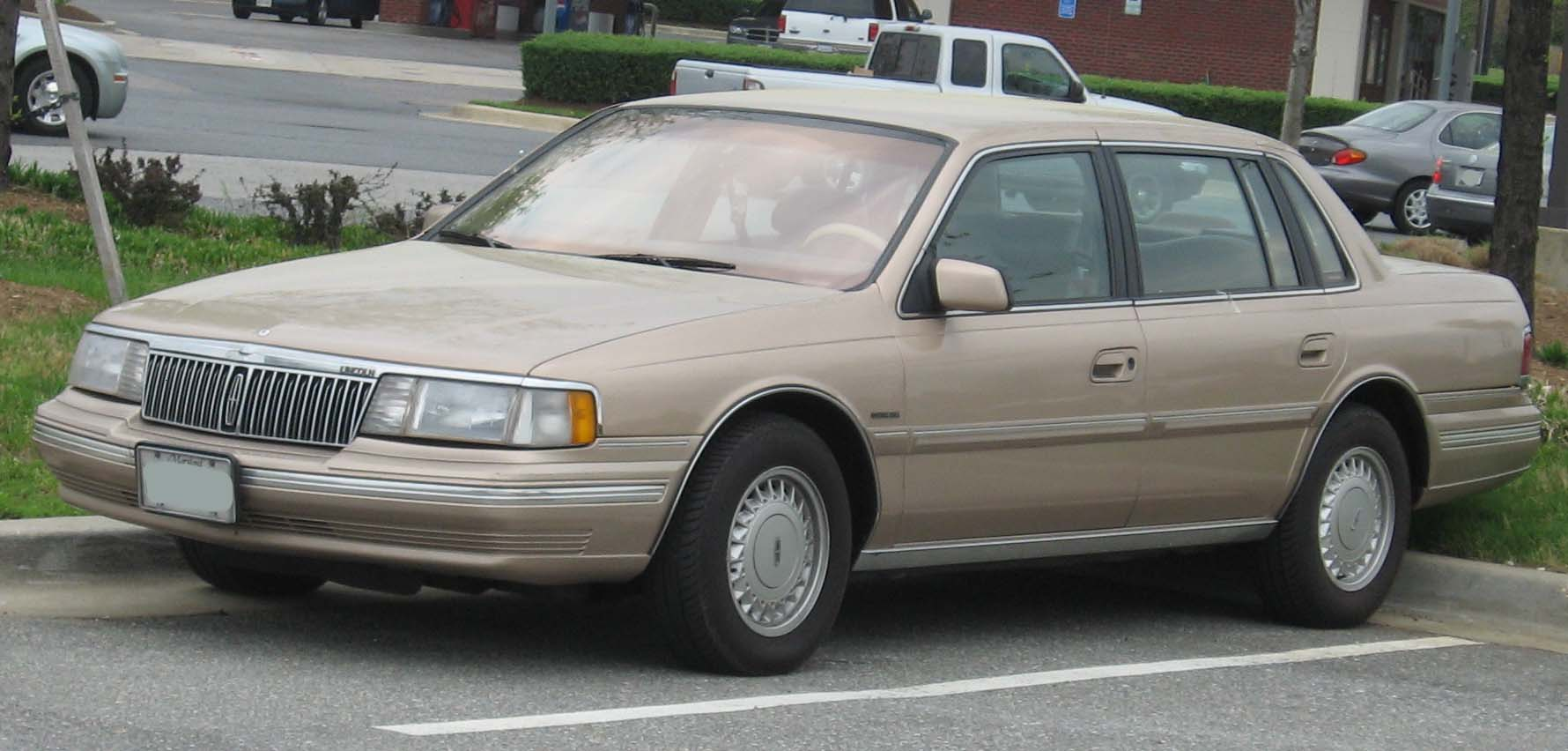
Lincoln Continental 1988
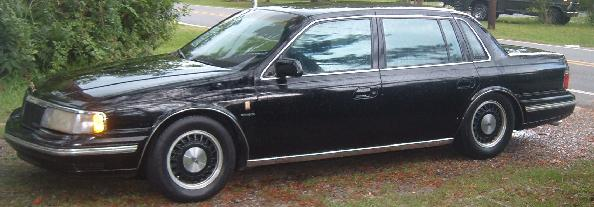
Lincoln Continental Signature 1989
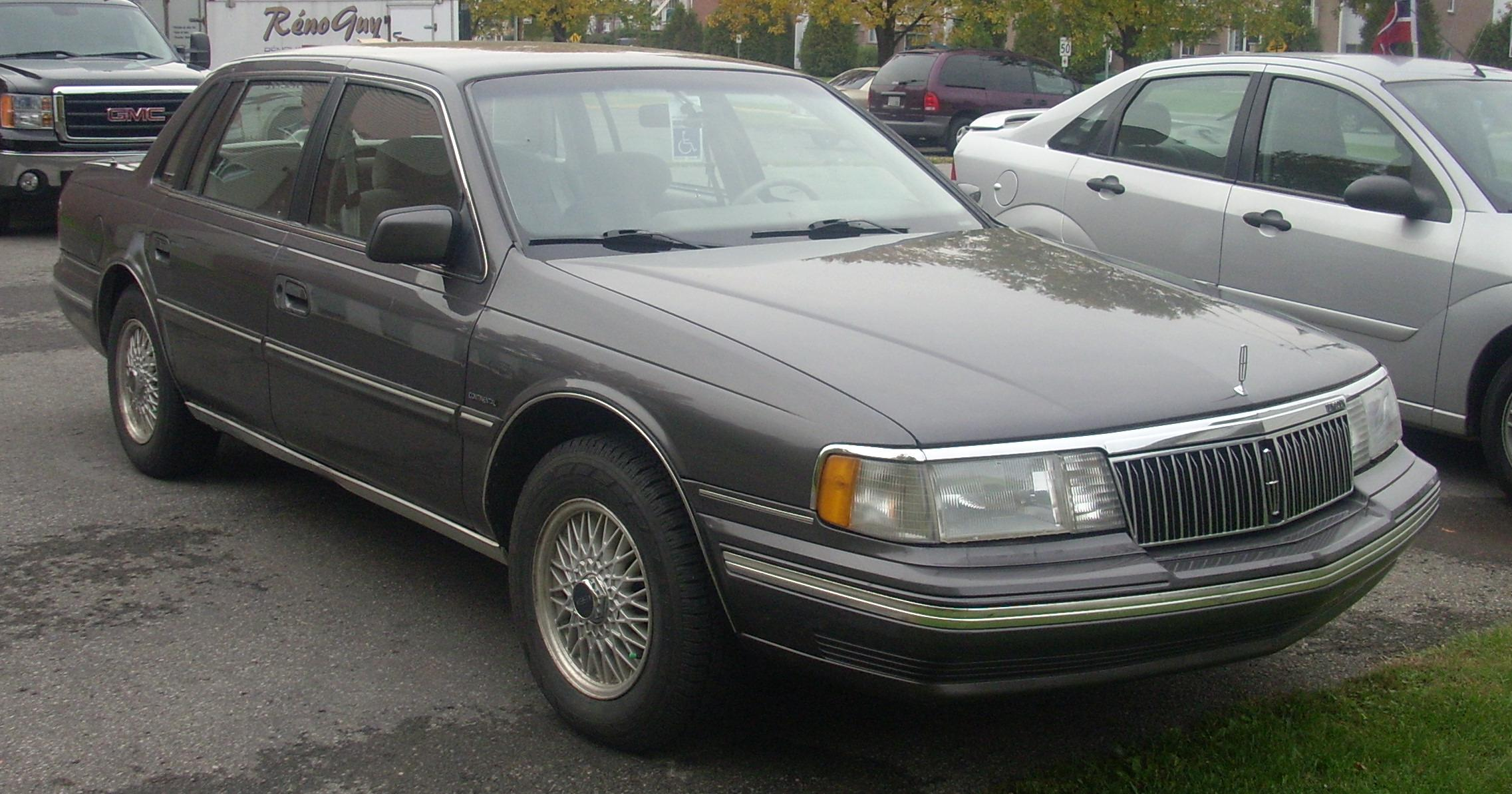
Lincoln Continental 1990
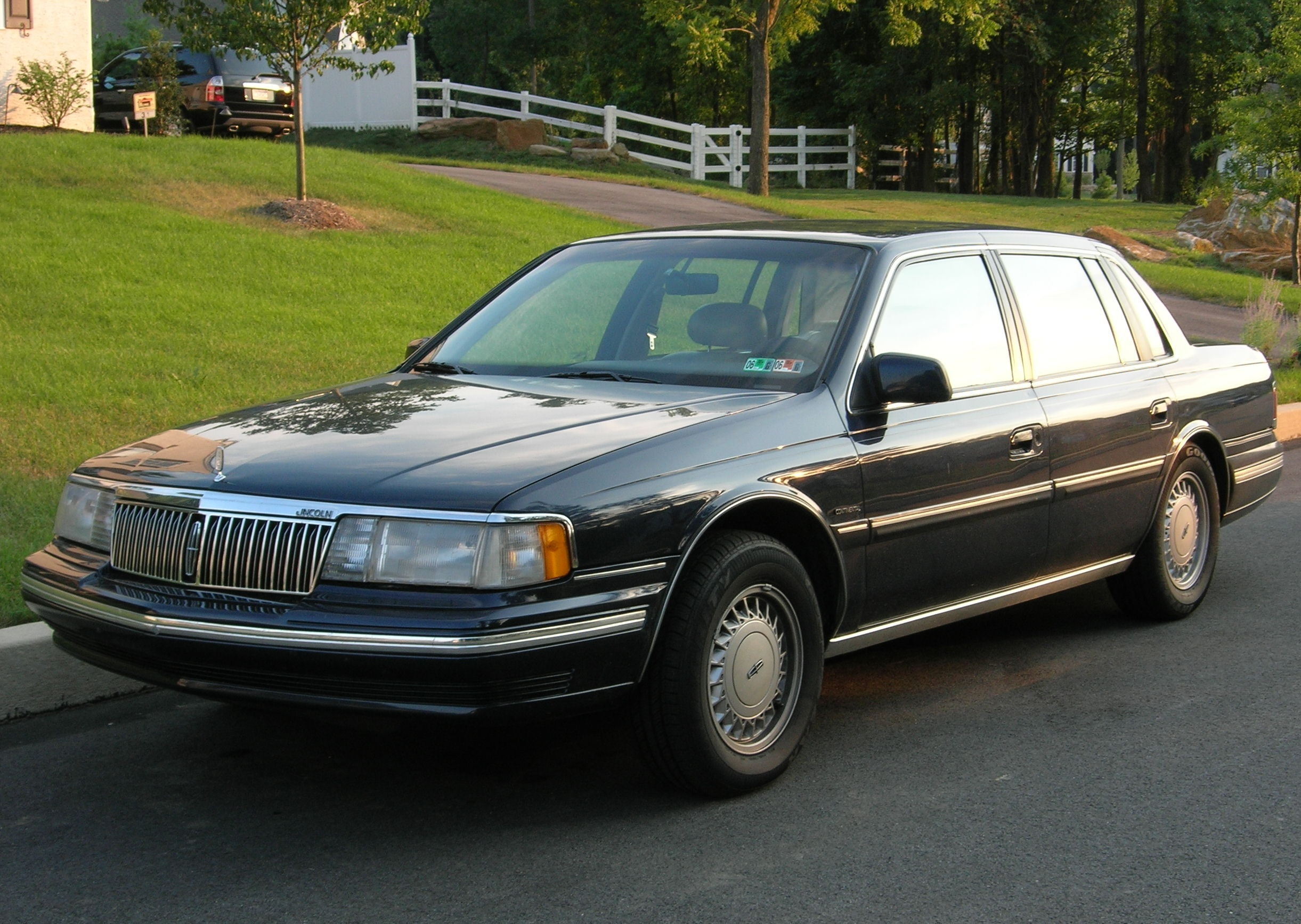
Lincoln Continental 1991
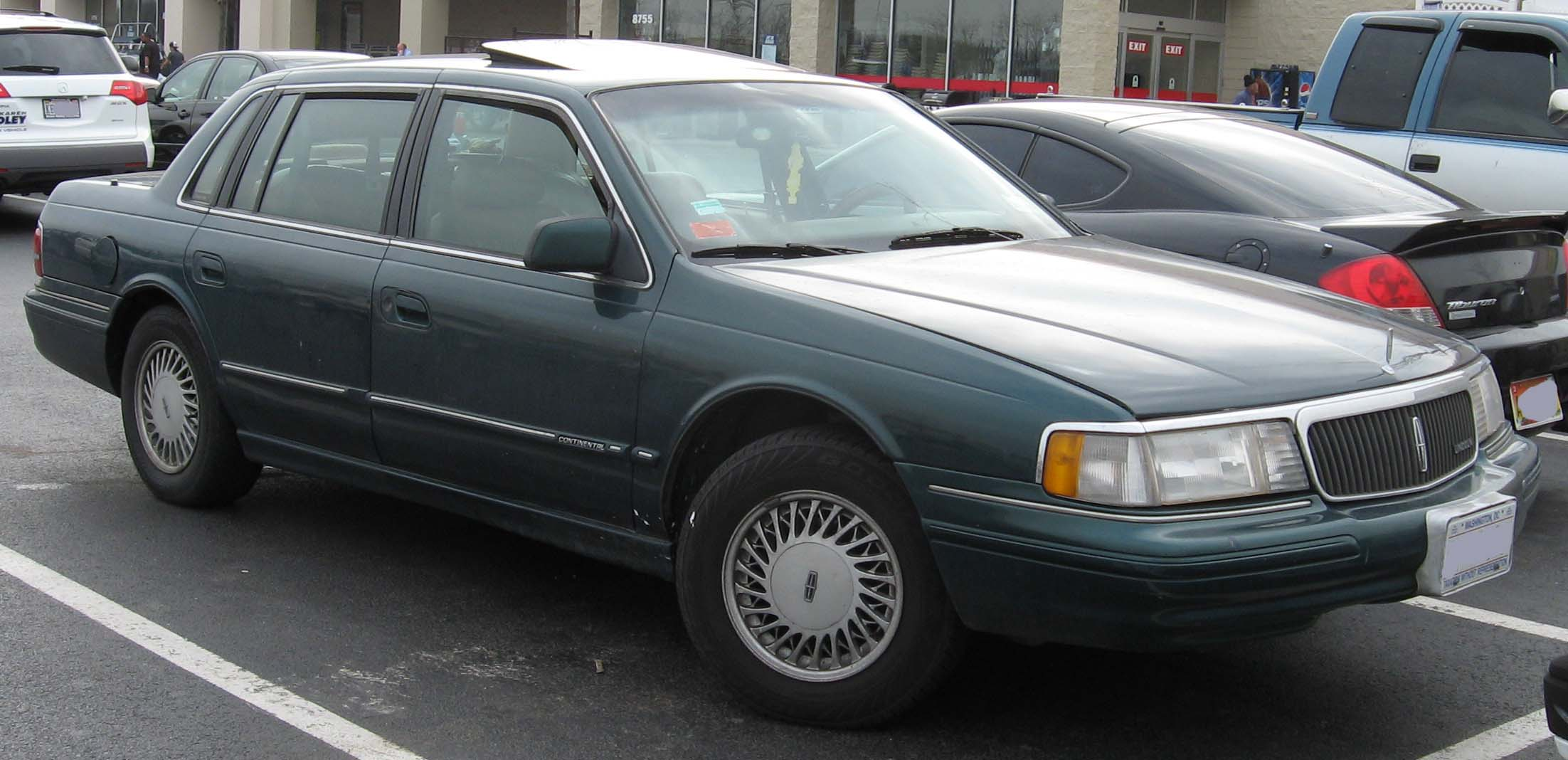
Lincoln Continental 1992
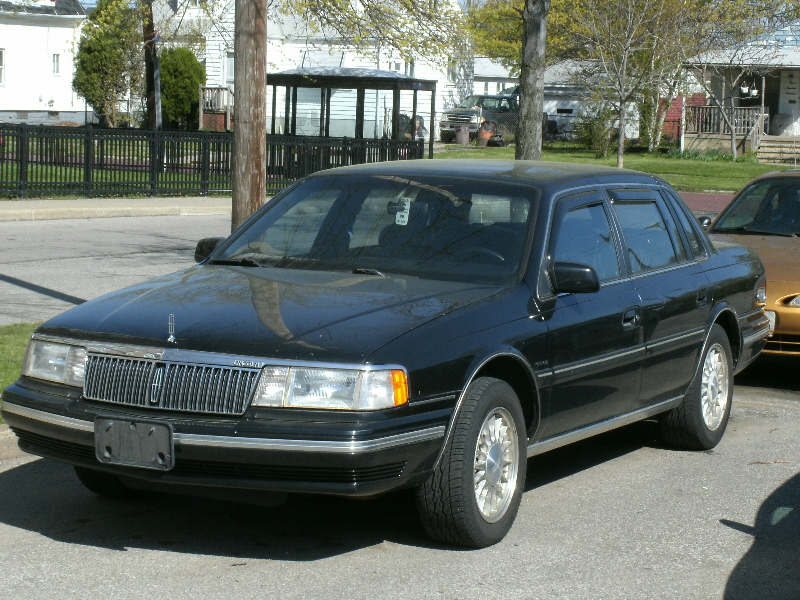
Lincoln Continental Executive 1993
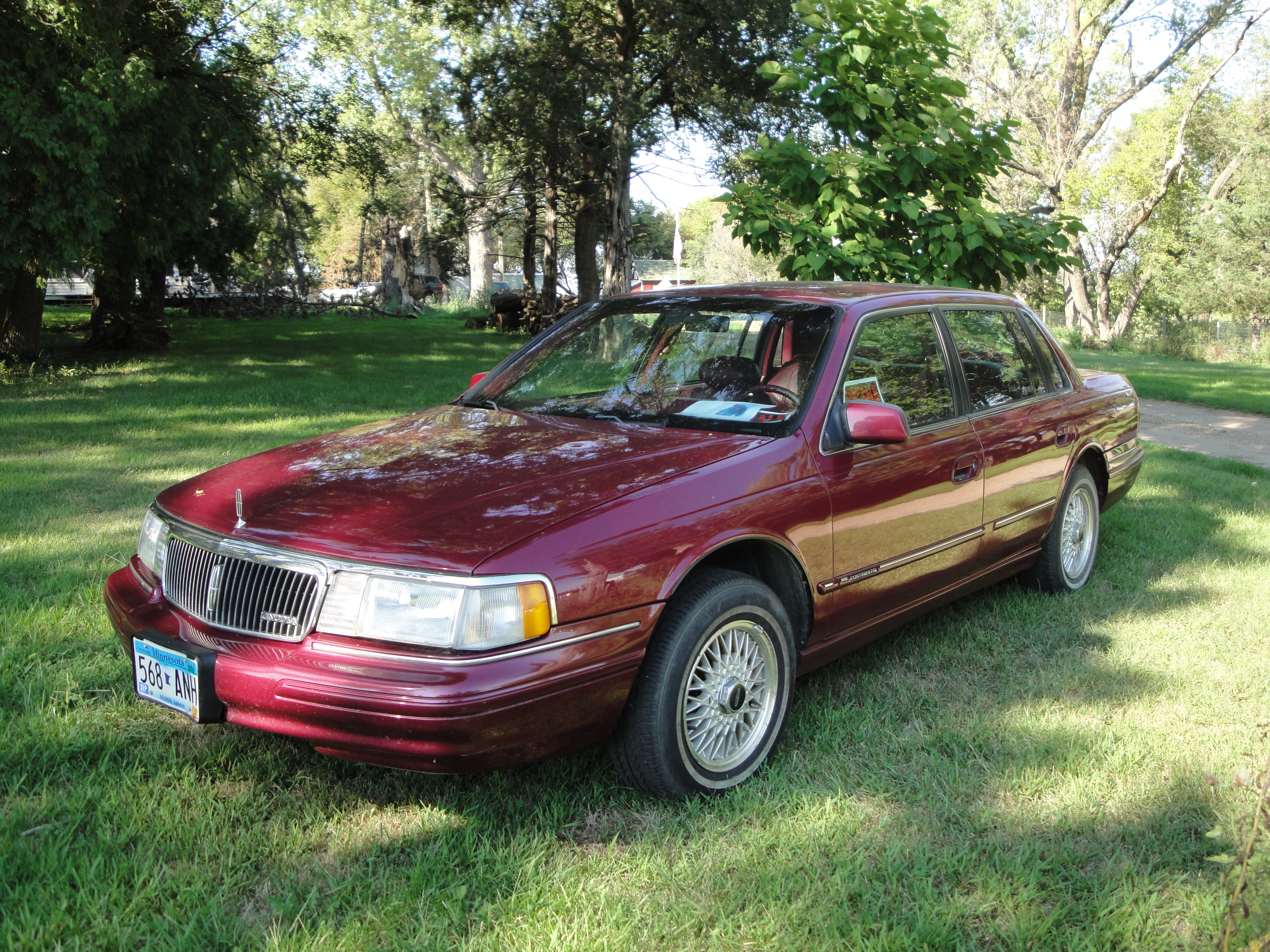
Lincoln Continental 1994

## Neuvième génération (1995 - 2002)
Pour l'année modèle 1995, la Continental a été considérablement mise à jour avec des lignes plus arrondies similaires au Mark VIII et lancée le 26 décembre 1994; l'intérieur a également fait l'objet d'une refonte majeure. La production a commencé à l'usine d'assemblage de Wixom en novembre 1994. Alors que la carrosserie était toute nouvelle, la nouvelle Continental partageait son châssis avec la génération précédente. À la différence de la génération précédente et de ses homologues Ford / Mercury, la Continental a retrouvé son moteur V8 pour la première fois depuis 1987 et correspondait au moteur Northstar V8 que Cadillac utilisait pour ses berlines DeVille et Seville à l'époque. Le prix de base de la nouvelle Continental était de 40 750 $ (68 373 $ en dollars constants).
Le seul moteur du Continental était le V8 Modular/InTech 32v DACT 4,6 L partagé avec la Lincoln Mark VIII, mais légèrement modifié pour une utilisation en traction avant. Il produit une puissance de 260 ch et 265 N m de couple; le 0 à 100 km/h atteint en 7,2 secondes. À l'intérieur, la Continental présentait un intérieur en cuir moelleux avec de nombreux équipements et un appareillage électronique avancé pour l'époque. Certaines des options comprenaient un système audio JBL, un changeur 6 CD, un toit ouvrant électrique, des sièges chauffants, un téléphone cellulaire à bord, un système d'alarme antivol, l'antipatinage et des roues chromées. Comme auparavant, les acheteurs pouvaient choisir entre cinq et six sièges, offrant du cuir Bridge of Weir sur l'ensemble des garnitures supérieures.
Les Continentals 1995–1996 avaient une suspension pneumatique sur les quatre roues tandis que le modèle 1997 avait une suspension pneumatique arrière et des ressorts hélicoïdaux en acier traditionnels à l'avant. Le marché du luxe étant de plus en plus compétitif et les ventes décroissantes de la Continental 1997, son prix de base a diminué de 10% cette année-là.

### Lifting de 1998

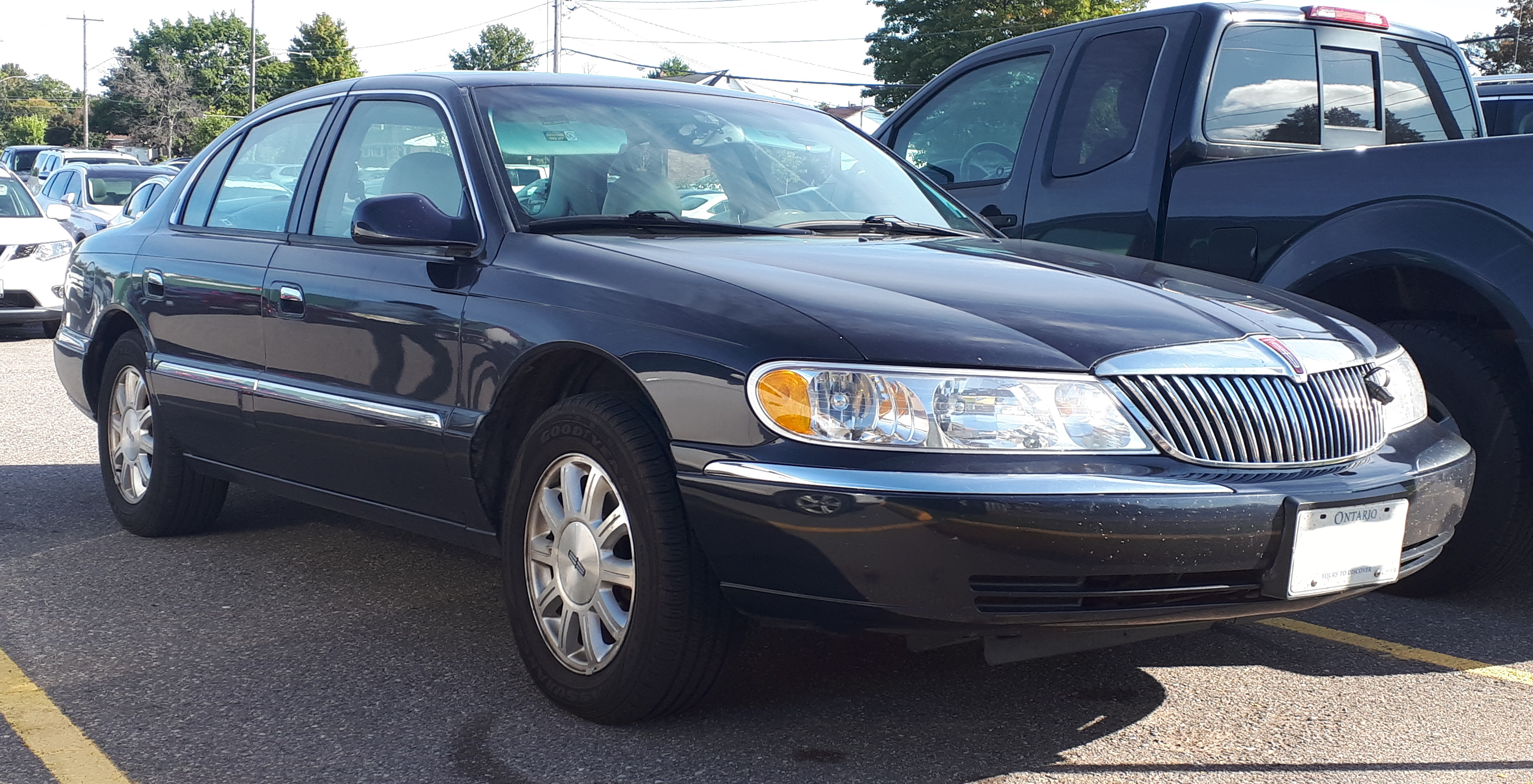
1998-2002 Lincoln Continental

Le Continental a été mis à jour à nouveau à la fin de 1997 pour l'année 1998 avec un style avant et arrière redessiné. L'avant avait également une forte ressemblance familiale avec la Town Car 1998 nouvellement redessinée. Une autre nouveauté pour 1998 était une refonte du tableau de bord, tout en conservant l'ordinateur de bord. Malgré ces changements notables, le prix du Continental n'a augmenté que légèrement par rapport au modèle de 1997 qui avait lui-même vu une réduction de prix par rapport à l'année précédente.
Pour 1999, la Continental n'a encore connu qu'une modeste augmentation de prix à 38 525 $ - le même prix que la Town Car. La Continental offrait aux acheteurs une traction avant, tandis que la Town Car restait à propulsion arrière et était rejointe par la Lincoln LS légèrement plus petite. Cette génération de Continental a gagné des airbags latéraux montés sur les sièges et encore plus de puissance (maintenant jusqu'à 275 ch). La capacité pour six passagers était toujours disponible via l'option sans frais d'une banquette avant et levier de vitesse à colonne. Également disponible sur le Continental 1999, le «pack RESCU» (Remote Emergency Satellite Cellular Unit) comprenait le positionnement global par satellite (similaire au «OnStar» de GM), l'ouverture de garage à distance compatible 3 canaux HomeLink monté dans le pare-soleil du conducteur, le téléphone cellulaire à commande vocale et le système audio Alpine (qui comprenait un processeur de son numérique, un amplificateur de subwoofer et des haut-parleurs supplémentaires). On pourrait également opter pour le chargeur de CD à 6 disques, les sièges avant chauffants et le oit ouvrant à commande électrique en verre teinté avec abat-jour coulissant. La nouveauté de 1999 était un «Luxury Appearance Package» qui comprenait un volant et un pommeau de levier de vitesses garnis de bois avec une garniture de siège bicolore unique, des tapis de sol, des jantes en alliage chromé et une calandre spéciale. Les autres options disponibles étaient le «Driver Select System» qui comprenait une suspension semi-active, des modes de conduite sélectionnables, des commandes au volant pour les systèmes audio et de climatisation, des rétroviseurs extérieurs automatiques jour / nuit, le «Memory Profile System» qui rappelait les réglages d'assistance de la direction et des modes de conduite pour deux conducteurs et le «Personal Security Package» qui comprenait des pneus run-flat spéciaux montés sur des jantes en alliage poli, un système d'alerte de basse pression des pneus et un ouvre-porte de garage universel.
Entre les années modèles 2000 et 2002, les modifications apportées au Continental sont restées relativement mineures, la production du modèle ayant finalement pris fin. En 2000, diverses caractéristiques de sécurité sont devenues de série, notamment les supports d'ancrage pour siège d'enfant, le déverrouillage d'urgence du coffre et le système «Belt Minder». En 2001, l'ouvre-porte de garage universel était désormais standard. Un nouveau système de communication de véhicule (VCS) comprenant un téléphone mains libres activé par la voix, des services de sûreté et de sécurité (SOS), des services d'information et une assistance au guidage d'itinéraire était optionnel pour 2002.

### Éditions spéciales
Pour 1996, Lincoln a offert deux éditions spéciales du Continental. Pour commémorer le 75e anniversaire de Lincoln, une «Diamond Anniversary Edition» du Continental a été proposée en option. L'ensemble comprenait le badge «Diamond Anniversary», des sièges en cuir, un téléphone cellulaire à commande vocale, un système audio JBL, un rétroviseur électro chrome automatique avec boussole et un contrôle de traction. Dans le prolongement de la version proposée l'année précédente sur la Town Car, Lincoln proposait une «édition Spinnaker» de la Continental 1996. Le groupe d'options comprenait un écusson «Spinnaker Edition», une peinture trois couches, des sièges en cuir bicolore et des roues en aluminium à rayons de 16 pouces.
Pour 2001, une «Limited edition» a été proposée, avec un intérieur en cuir unique avec broderie «Limited», des garnitures intérieures bicolores, un volant en bois, un changeur de CD à 6 disques et des roues en aluminium à rayons de 16 pouces.
Pour commémorer la fin de course du modèle pour 2002, une ``Collector Edition a été proposée avec un volant, un tableau de bord et une garniture de porte latérale en ronce de noyer véritable, des logos "CE", une calandre peinte en platine, des roues chromées à 10 branches. En plus des autres choix de couleurs extérieures du Continental, un gris anthracite exclusif CE était également disponible. Environ 2 000 exemplaires ont été produits.

### Annulation et remplacement
Après plusieurs années de baisse des ventes, Lincoln a annoncé que 2002 serait la dernière année pour la Continental. Parallèlement à la baisse des ventes de la gamme de modèles, Lincoln a dû faire face à un chevauchement important de modèles alors que les Continental, LS V8 et Town Car se disputaient presque la même gamme de prix. Comme la LS V8 était une berline sport de luxe de taille moyenne et que la Town Car était une berline de luxe pleine grandeur, la Continental a été retirée, le dernier véhicule de neuvième génération sortant de la chaîne de production de l'usine de Wixom le 26 juillet 2002.
Après 2002, la Continental n'a pas été directement remplacée. Pour 2009, la Lincoln MKS a été présentée; Bien que destiné à remplacer la Town Car (qui resta jusqu'en 2011), la MKS était plus proche en longueur et en largeur de la Continental de neuvième génération et reposait sur un châssis à traction avant (avec transmission intégrale en option). Au lieu d'un moteur V8, le MKS proposait un V6 biturbo en option. Pour l'année modèle 2017, la MKS a été remplacée par la nouvelle Continental de dixième génération.

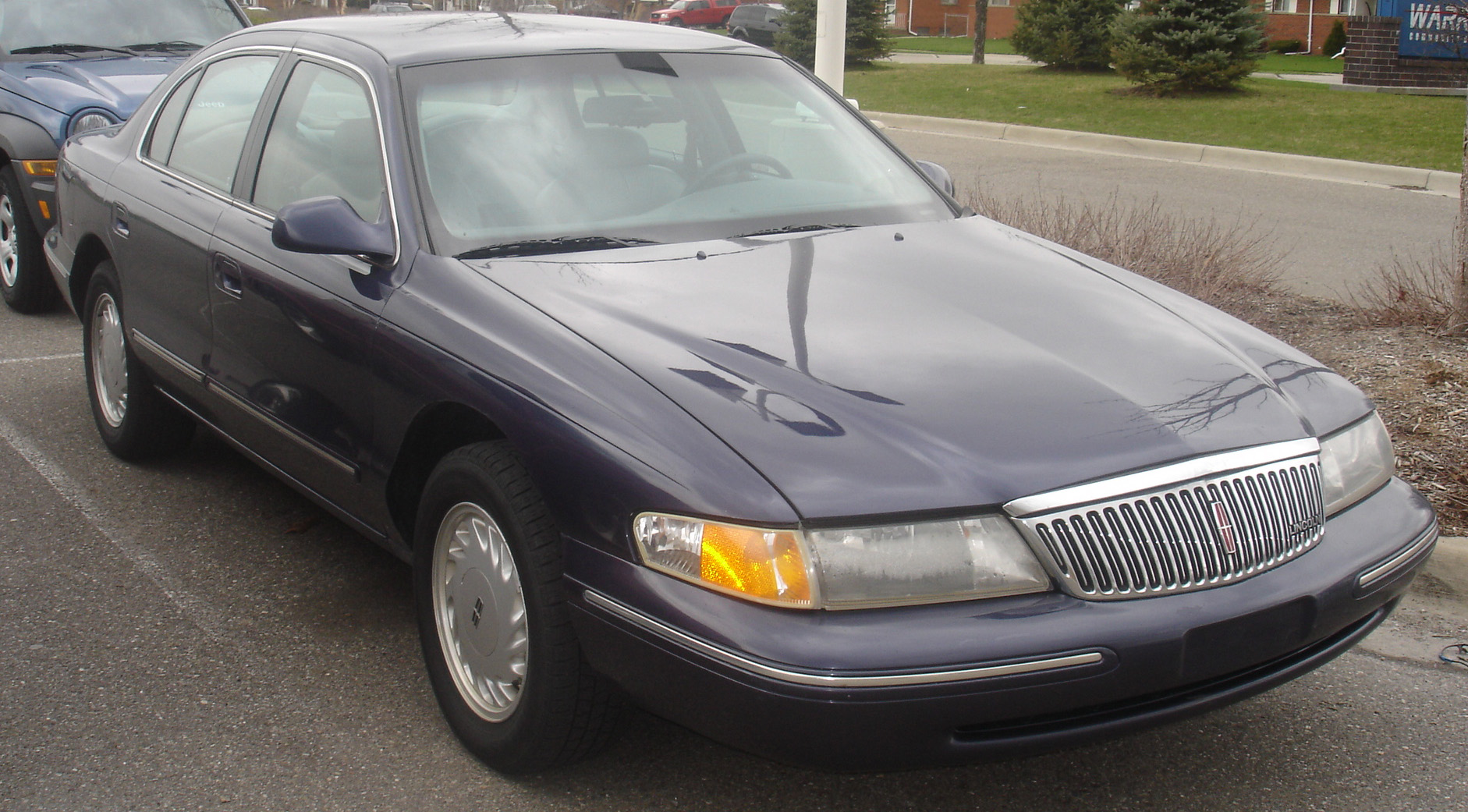
Lincoln Continental 1995
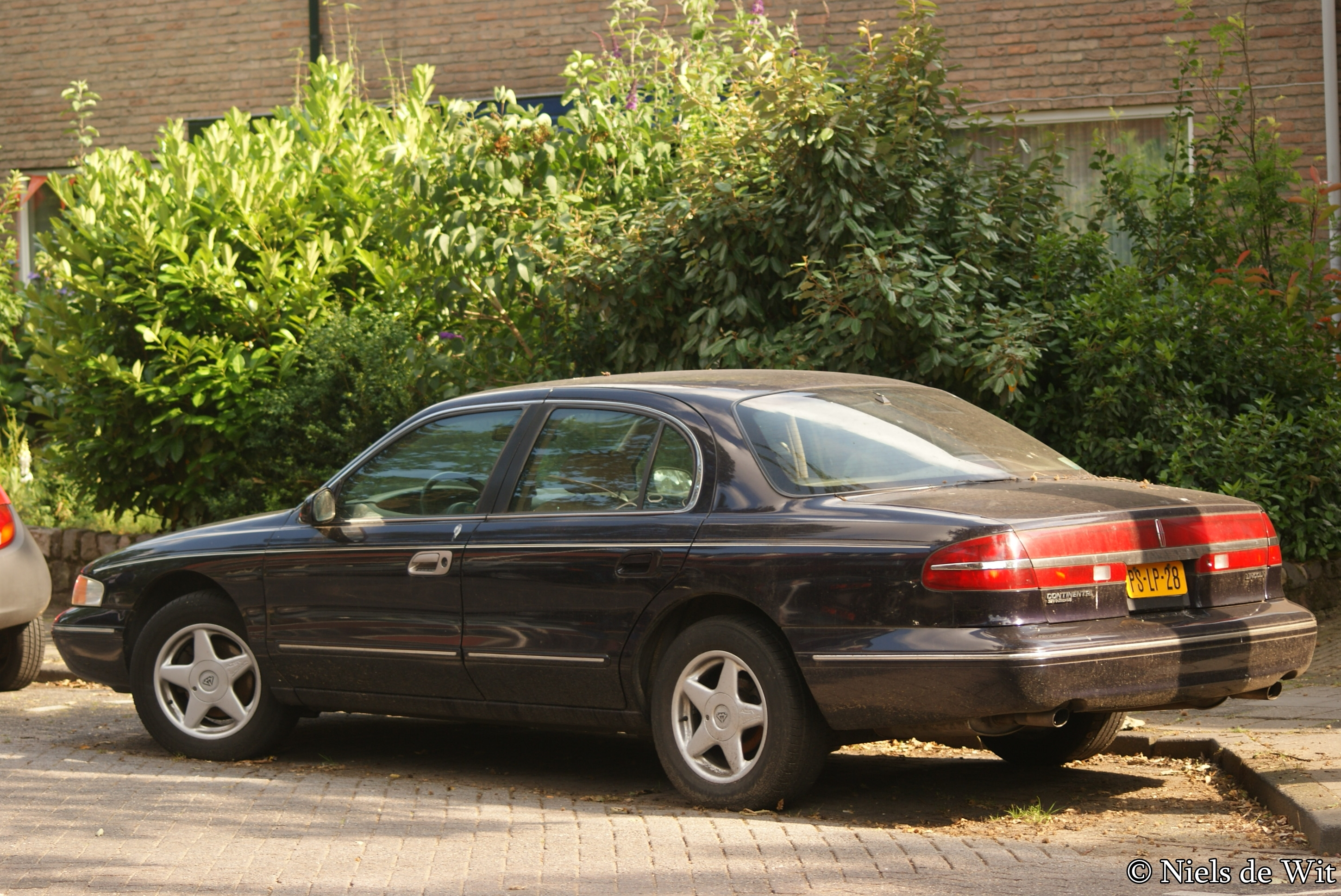
Lincoln Continental 1996
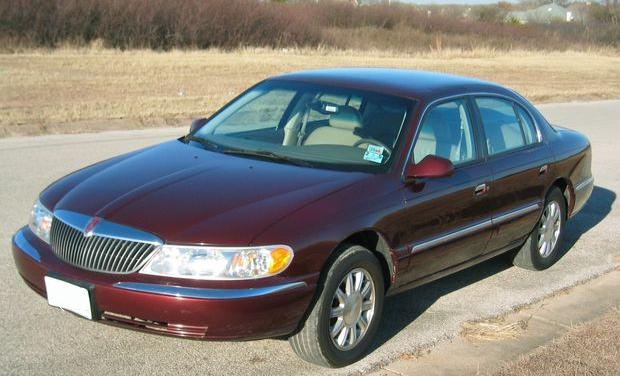
Lincoln Continental 2000
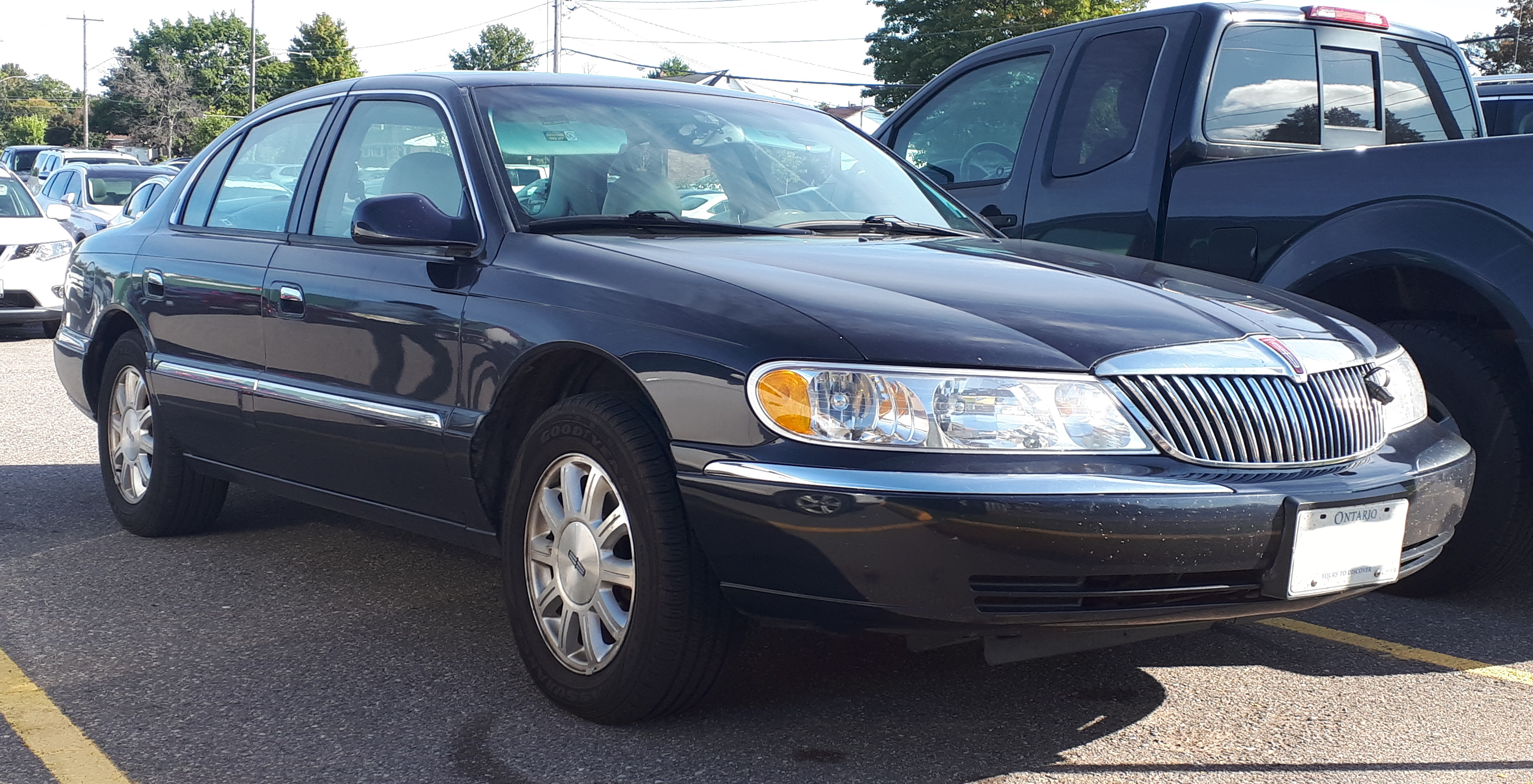
Lincoln Continental 2002

## Prototype de 2002 (Salon de l'auto de Los Angeles)

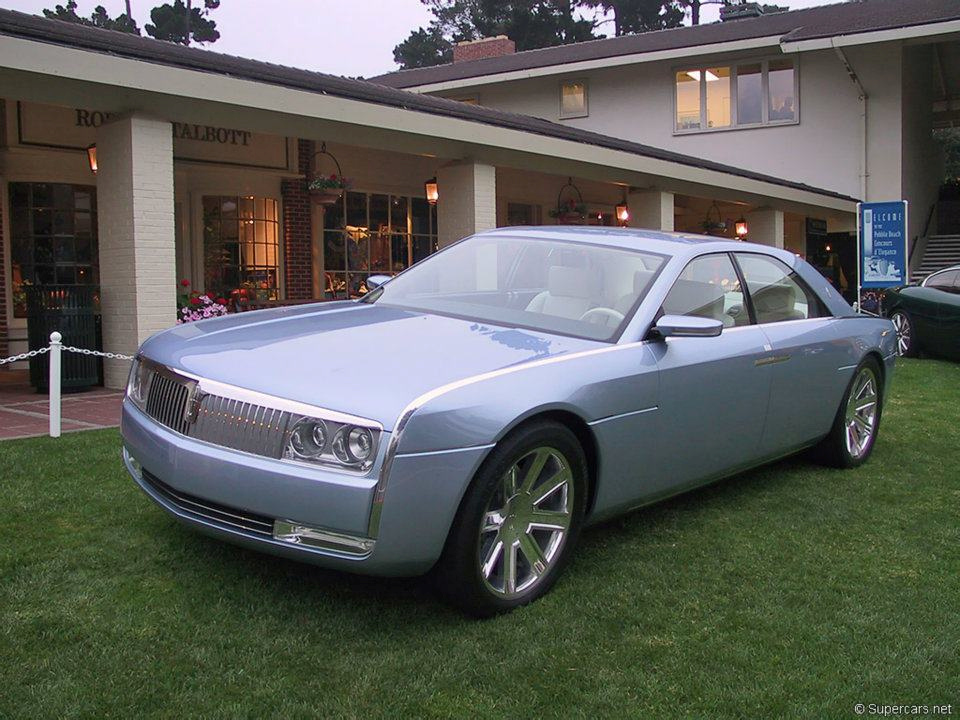
Lincoln Continental concept car de 2002.

Dévoilé au Los Angeles Auto Show 2002, le concept Lincoln Continental 2002 a été l'un des premiers projets de Lincoln sous la division PAG. Combinant des caractéristiques de conception traditionnelles et avancées, le concept est une berline pleine grandeur (à 5 443 mm de long, elle est 25 mm plus courte qu'une Town Car de 2002) avec des caractéristiques de conception destinées à maximiser l'espace des passagers et du chargement.
Pour faciliter l'accès des passagers, le Continental utilise des portières antagonistes (comme les Lincoln des années 1960); pour augmenter encore l'espace de la cabine, un empattement de 3 470 mm est utilisé, centrant efficacement l'habitacle.
Bien que le concept de 2002 n'ait jamais atteint la production, certains éléments de conception ont été adaptés dans d'autres véhicules Lincoln, car sa ligne de toit a été adaptée par la Lincoln-Zephyr 2006 (et plus tard la Lincoln MKZ) et son carénage avant a été adapté sur la Lincoln MKX 2007-2010. 

## Prototype de 2015 (Salon de l'auto de New York)

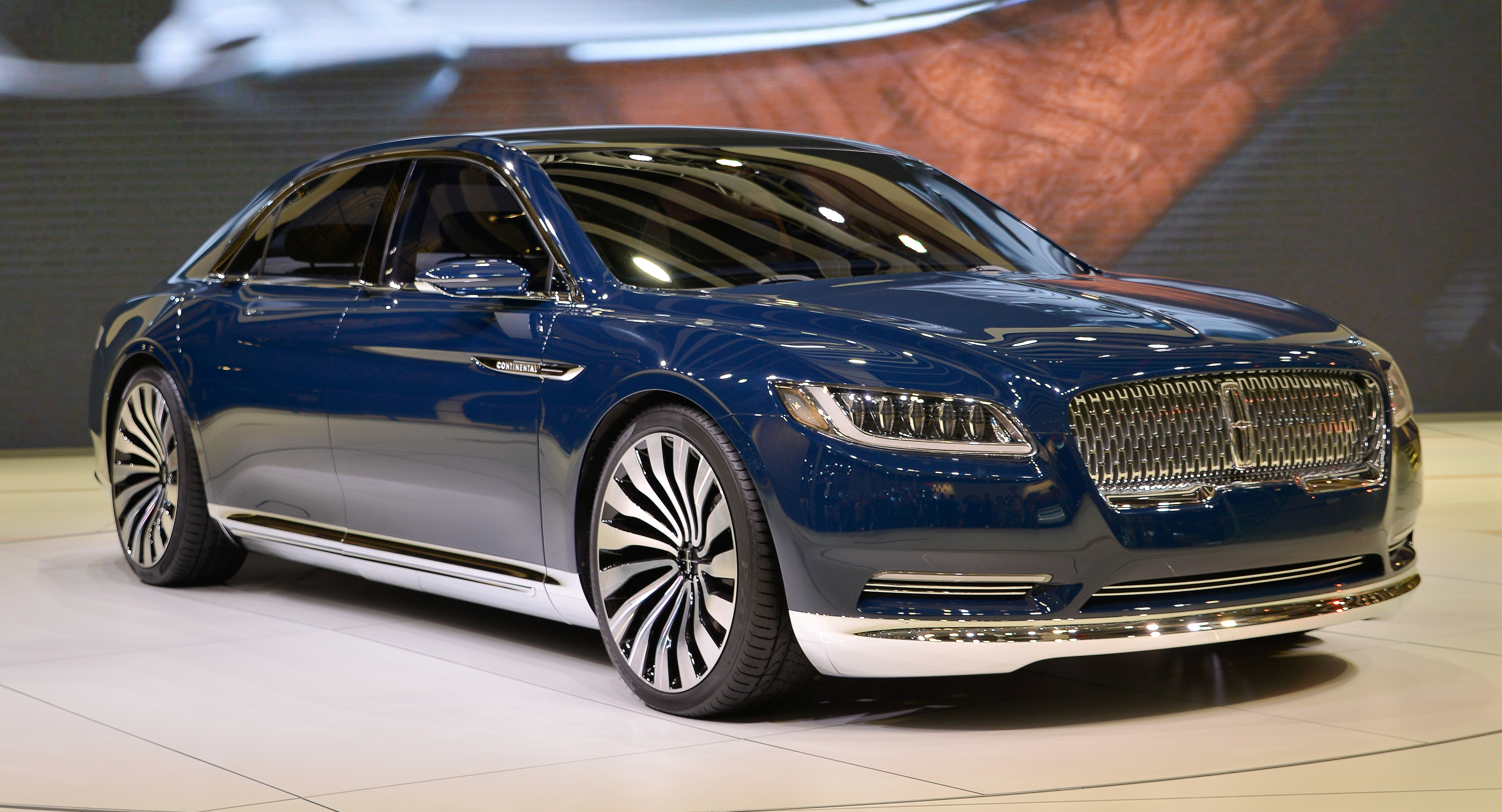
Lincoln Continental concept car de 2015.

Au New York International Auto Show de 2015, Lincoln a dévoilé un véhicule concept, servant d'aperçu pour la renaissance de la Lincoln Continental. Le véhicule concept était propulsé par un V6 biturbo de 3,0 L (sa configuration finale de transmission n'a été révélée qu'à sa production).
Entre le véhicule concept et la production de la Continental 2017, il y avait plusieurs différences; le véhicule concept était équipé d'un toit en verre et d'un intérieur à quatre places qui n'étaient pas inclus dans la production. La Continental de série a des rétroviseurs latéraux plus grands, des prises d'air plus grandes dans le carénage avant et des feux stop de couleur.

## Dixième génération (2016 - 2020)

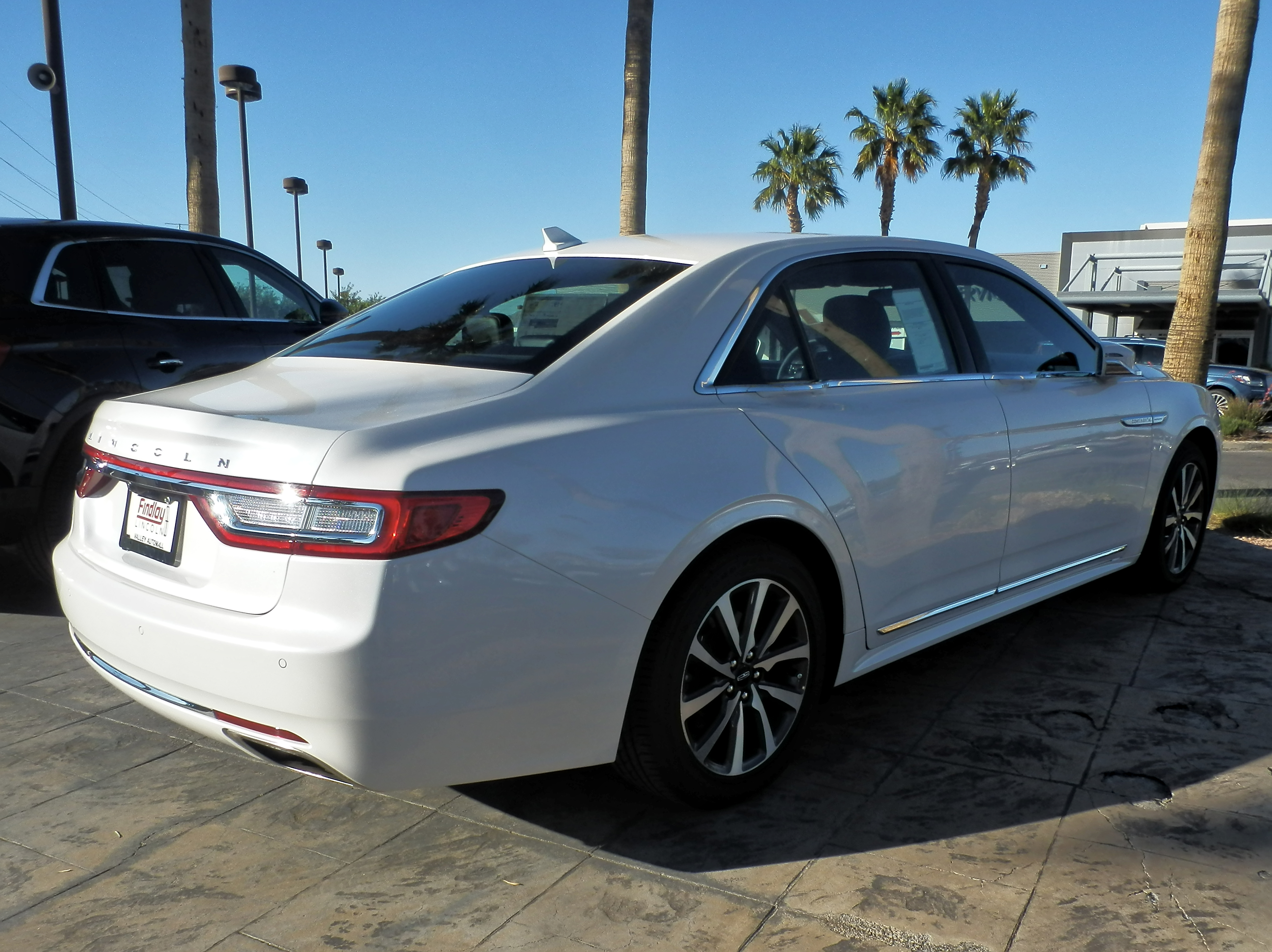
vue de l'arrière.

À l'automne 2016, après une absence de quatorze ans de la gamme Lincoln, une nouvelle dixième génération de Continental a été présentée et mise en vente. Présentée par un concept homonyme au Salon de l'auto de New York 2015, la Lincoln Continental 2017 succède à la Lincoln MKS. La Continental est fabriquée à Flat Rock, dans le Michigan, aux côtés de la Ford Mustang. Il s’agit de la première génération de Continental depuis 1958 qui n’est pas assemblée à l’usine de montage de la Ford Motor Company à Wixom. Ford a confirmé aujourd’hui (02/07/2020) que la Lincoln Continental sera abandonnée en l’Amérique du Nord après l’année modèle 2020.

### Caractéristiques
La Lincoln Continental de dixième génération est fondée sur la plate-forme Ford CD4. Partagée avec la Fusion (Mondeo) et la Lincoln MKZ, la Continental partage un châssis CD4 à empattement allongé avec la Ford Taurus de septième génération. Avec ses 2 995 mm (145 mm de plus que la Fusion / MKZ), la Continental est la berline Lincoln à empattement le plus long produite depuis 1979. Bien que la traction avant soit standard, cette génération marque la première utilisation de la transmission intégrale sur une Lincoln Continental, mais selon la version, la transmission intégrale est en option ou de série.
Tout en partageant ses bases fondamentales de châssis avec la Lincoln MKZ, la Continental est exclusivement alimentée par des moteurs V6. En moteur standard, un V6 Ti-VCT de 3,7 L développant 305 ch, partagé avec les MKZ et MKS. En option, un V6 bi-turbocompressé de 2,7 L développant 335 ch est disponible, partagé avec la Lincoln MKX. Au sommet de la gamme de moteurs, la Continental est équipée d'un V6 bi-turbocompressé de 3,0 L développant 400 ch (298 kW); Exclusif aux modèles Continental et MKZ, le moteur de 3,0 L est le plus puissant moteur jamais installé sur un véhicule de série Lincoln.  Les trois moteurs sont associés à une transmission automatique à six vitesses. Lorsqu'il est équipé du moteur de 3,0 L, la transmission intégrale (avec vectorisation du couple) est un équipement standard.

### Design
Tirant une grande partie de son extérieur du concept-car Lincoln Continental 2015, la dixième génération de Continental a introduit un nouveau thème de design pour la division Lincoln, passant de la calandre divisée précédente à une conception rectangulaire, avec une calandre légèrement en retrait. L'équipement standard comprend des portes à verrouillage électronique, commercialisées sous le nom de "E-Latch". Les panneaux de porte intérieurs utilisent un bouton près de la poignée de porte pour déverrouiller la porte ; à l'extérieur, les poignées de porte extérieures sont intégrées à la garniture de fenêtre Beltline.
Au lieu d'un sélecteur de transmission monté sur colonne ou sur console, le contrôle de la transmission a été remplacé par des boutons "PRNDS" montés à gauche de l'écran tactile de navigation. "S" représente le "mode Sport", où la suspension, la direction assistée et le changement de vitesse sont programmés pour une conduite plus animée. Bien que cela ait été fait en grande partie dans le but d’augmenter l’espace de la console centrale, son agencement est similaire à celui des conceptions Chrysler et Packard des années 1950 (bien que la Continental soit également équipée de palettes au volant en équipement standard). En option, la Continental est disponible avec les systèmes audio à 13 ou 19 haut-parleurs de la division "Revel" de Harman, caractérisés par des grilles de haut-parleurs en aluminium dans les panneaux de porte. Comme la Lincoln MKS, la Continental est équipée d'un régulateur de vitesse adaptatif et d'une technologie de maintien de la voie. En option, la Continental propose un système de caméra à 360 degrés pour produire une vue aérienne virtuelle du véhicule.

### Équipement
Conformément aux offres actuelles de produits Lincoln, la Lincoln Continental est proposée en trois versions standard: Premiere, Select et Reserve. Conformément à la tradition de Lincoln, le cuir Bridge of Weir "Deepsoft" est utilisé pour les garnitures de niveau supérieur (Select and Reserve).

### Ventes
| Années | États-Unis | Chine  |
| ------ | ---------- | ------ |
| 2016   | 5 261      | 204    |
| 2017   | 12 012     | 10 501 |
| 2018   | 8 758      |        |

## Galerie

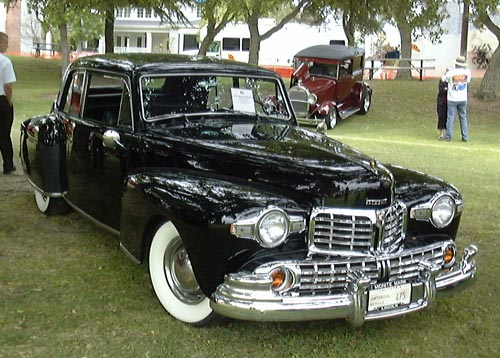
Lincoln Continental (première génération).
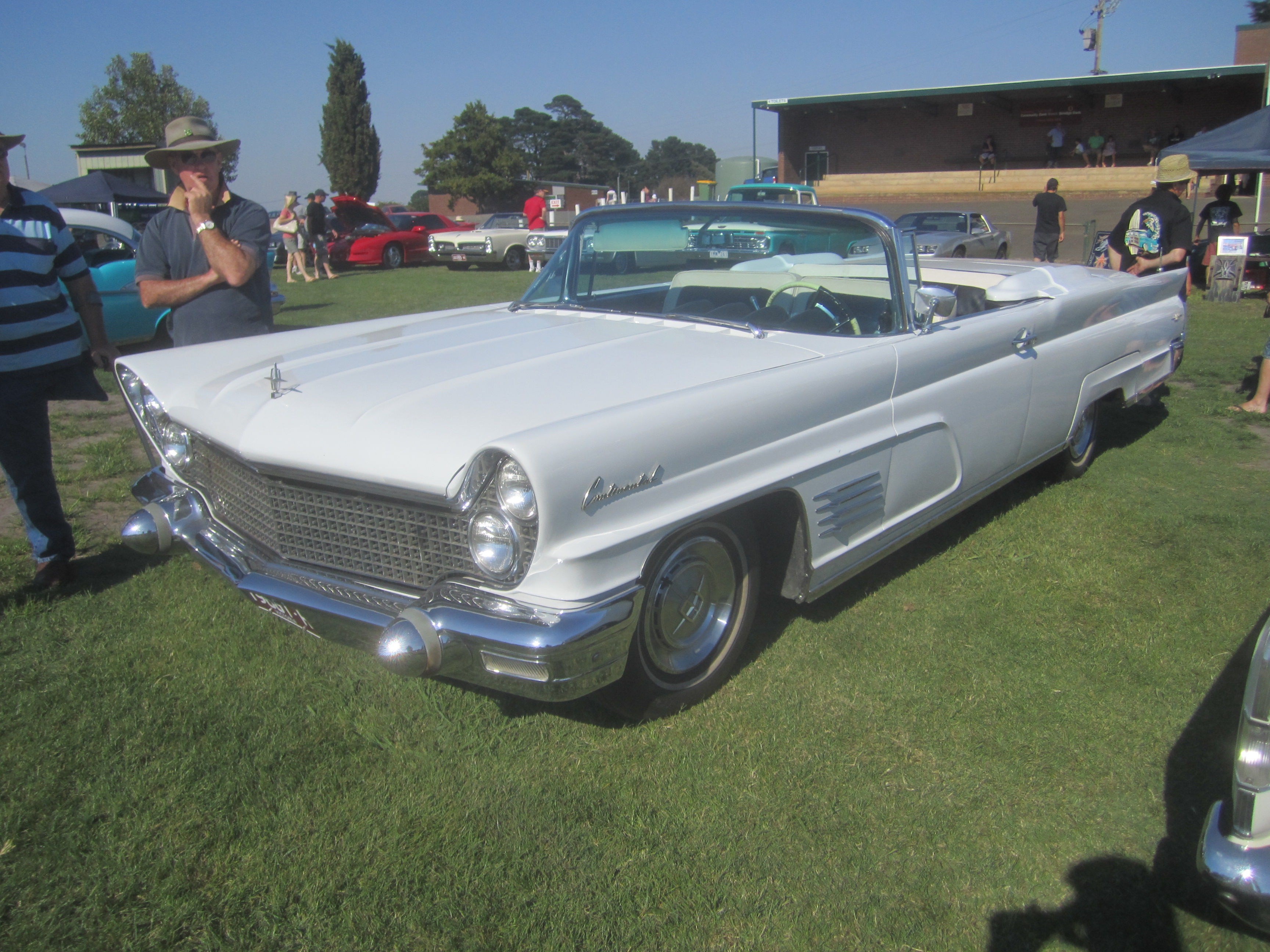
Lincoln Continental (troisième génération).
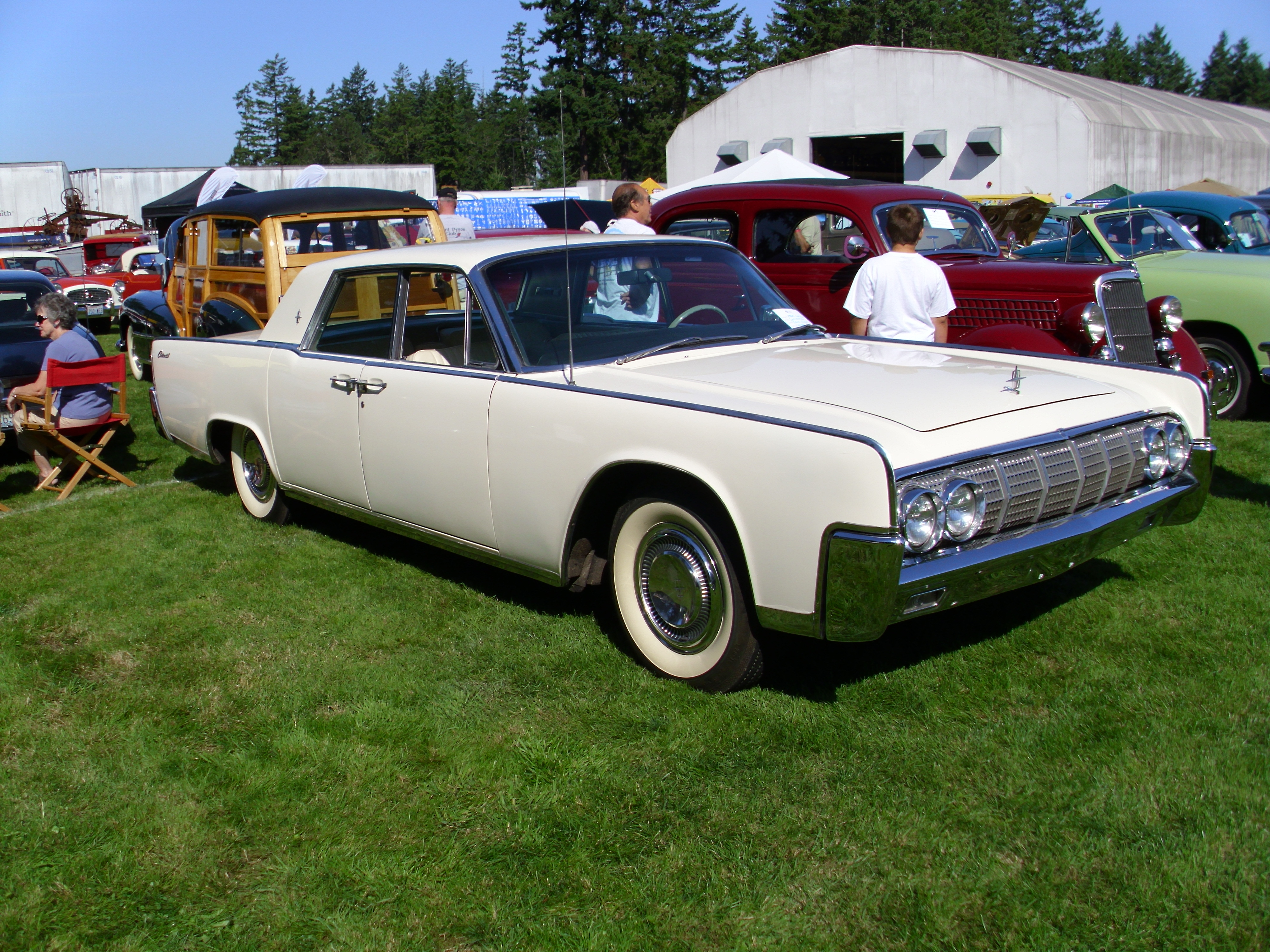
Lincoln Continental (quatrième génération).
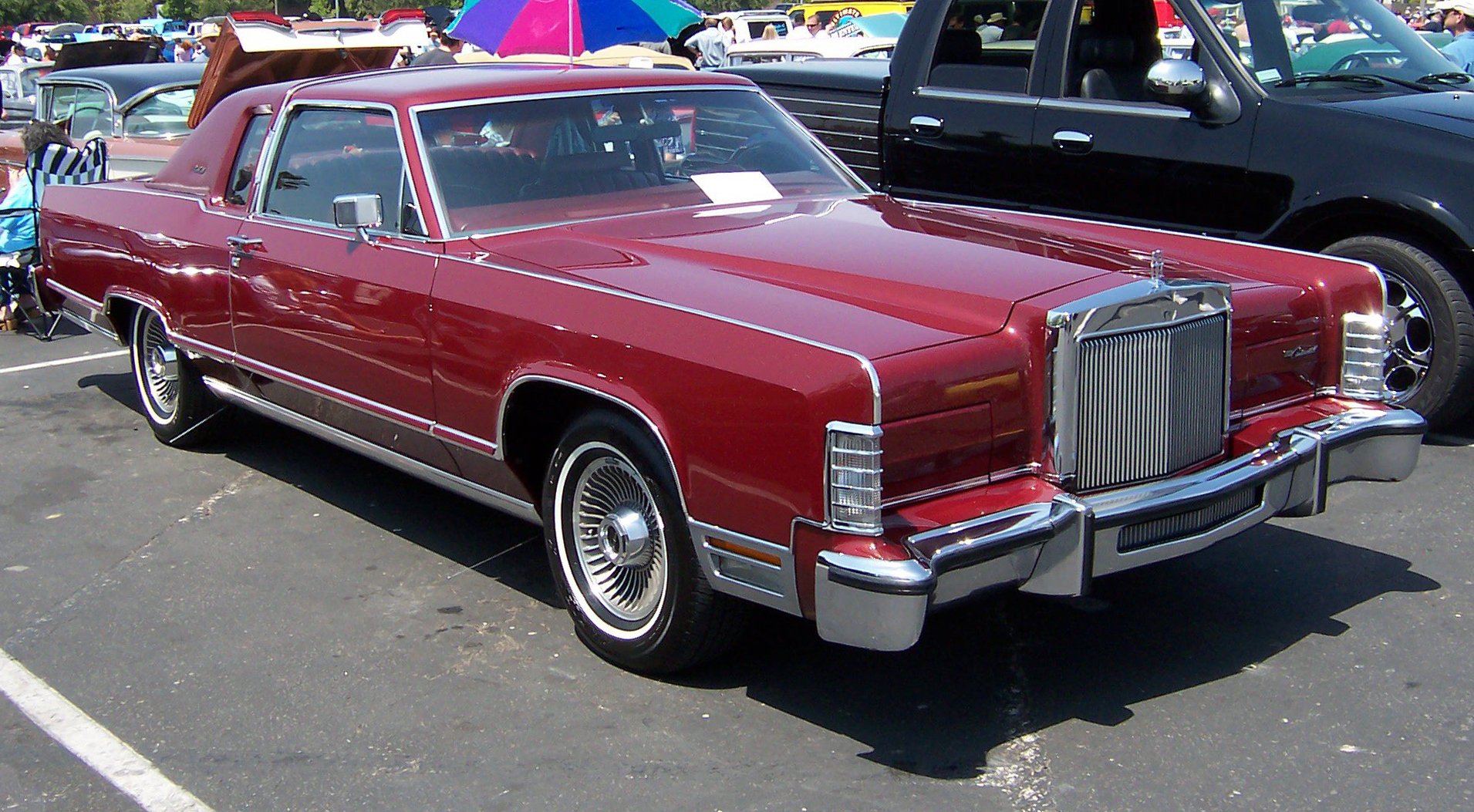
Lincoln Continental (cinquième génération).
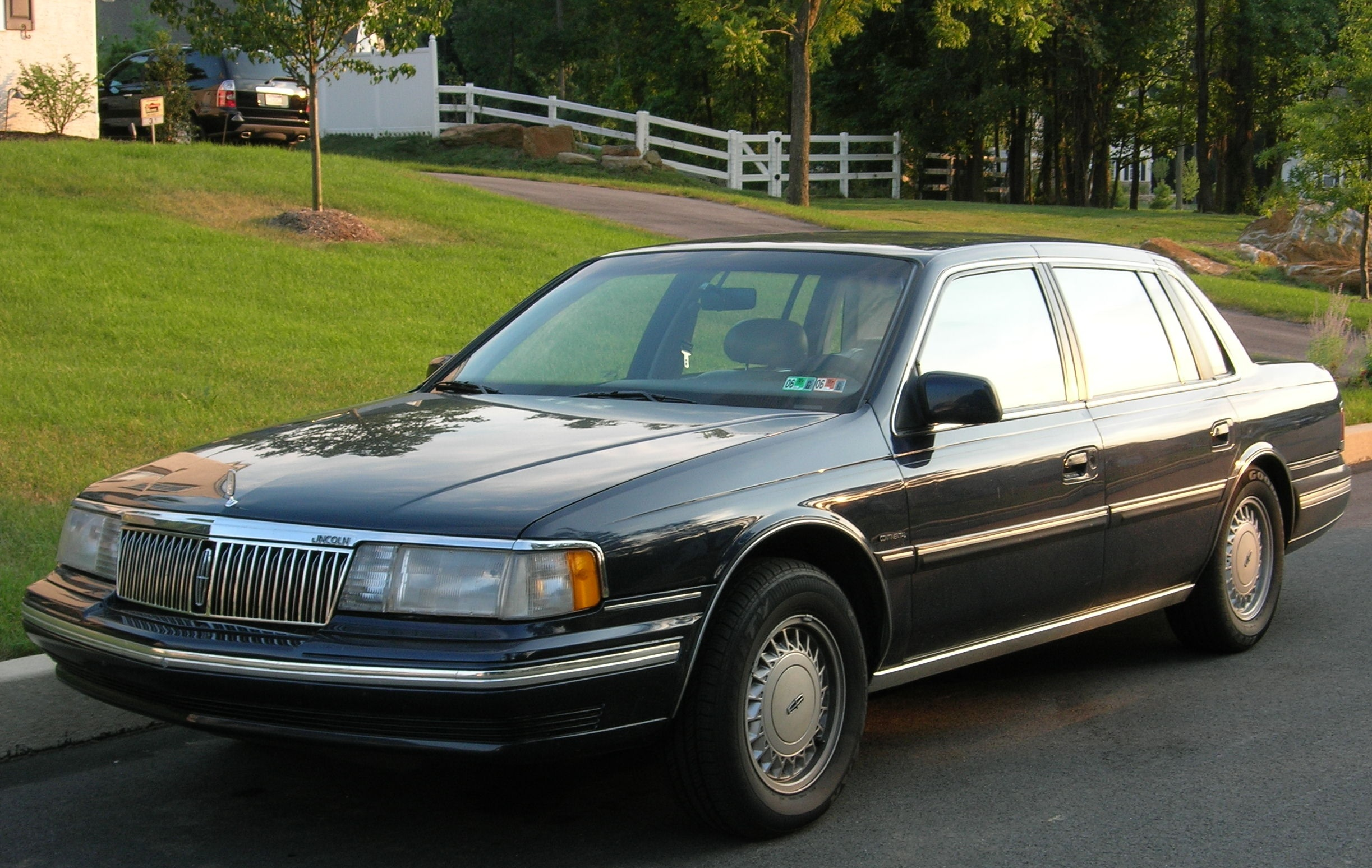
Lincoln Continental (huitième génération).
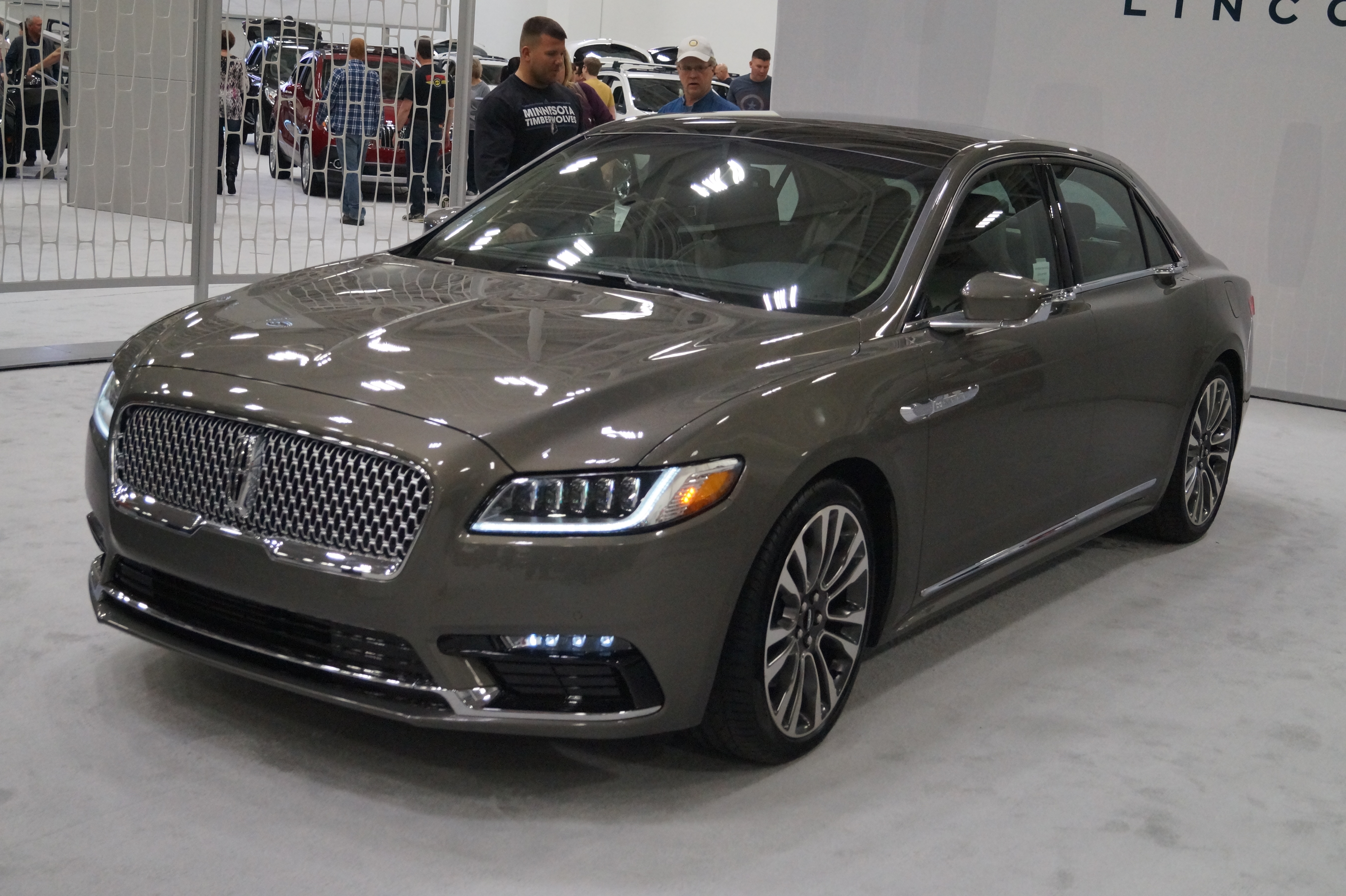
Lincoln Continental (dixième génération).